# 太平洋戦争
太平洋戦争（たいへいようせんそう、英語: Pacific War）は、1941年（昭和16年）から1945年（昭和20年）まで行われた戦争であり、第二次世界大戦の局面の一つである。大東亜戦争とも言われることがある。
日本などの枢軸国とアメリカ、イギリス、中国などの連合国の間で行われた戦争であった。1941年（昭和16年）12月8日、マレー作戦と真珠湾攻撃によって始まったが、実際には以前から日中戦争（支那事変）が続いており、その継続としての側面もある。1945年（昭和20年）8月14日、日本政府はポツダム宣言の無条件受諾による降伏を連合国に通告、翌8月15日の玉音放送で日本国民に終戦が伝えられた。同年9月2日、日本政府が降伏文書に署名し、戦争は正式に終結した。なお、これ以降もソ連軍の侵攻などにより戦闘状態は一部で継続した。
その後、1952年（昭和27年）4月28日のサンフランシスコ講和条約発効までの約7年間、日本は連合国軍最高司令官総司令部（GHQ）の占領下におかれることとなった。

## 名称・期間
アメリカ合衆国やイギリス、オーストラリアなどの連合国においては、主戦場が太平洋地域であったことから「Pacific Theater（太平洋戦域）」が使用され、「the War in the Pacific (Theater)」「WW II-Pacific Theater」「the Pacific Theater in the Second World War」など第二次世界大戦の戦線・戦域名が用いられた。これは第二次世界大戦の太平洋戦線としての意味である。戦時中は「太平洋戦争」という名称が使われたことはなく、対日戦争（War against Japan）と呼ばれた。また、中国戦線やインド・ビルマ戦線は、太平洋戦域とは区別されていた。
なお、英語圏やスペイン語圏では、南米における1865年のチリやペルーとスペインの戦争、1879年 - 1884年のチリとボリビアおよびペルーとの「太平洋戦争」は The War of the Pacificと呼ぶ。対日戦争は The Pacific Warと表記され区別されている。日本でも両戦争を「太平洋戦争」と表記するため、国際的に「太平洋戦争」呼称は誤解を招くという指摘がある。

### 「太平洋戦争」と「大東亜戦争」呼称
日本では1925年（大正14年）の日米未来戦記などで「太平洋戦争」が使用されたが、開戦直後の1941年12月12日東条内閣において「今次の対米英戦は、支那事変(1937年7月7日勃発）を含め大東亜戦争と呼称す」との閣議決定があり、真珠湾攻撃を含め対米英戦争は、1937年に始まった大東亜戦争の一局面に過ぎないとされた。
「アジアの欧米植民地を解放し、大東亜共栄圏を設立してアジアの自立を目指す」という理念を掲げたこの名称は植民地宗主国を中心に構成された連合国側にとっては都合が悪かったため、戦後、連合国軍最高司令官総司令部（GHQ）の占領政策で「大東亜戦争」の呼称は禁じられた。
GHQはプレス・コードなどで「大東亜戦争」の使用を新聞で避けるように指令し、1945年12月8日（開戦4周年）以降、新聞各紙でGHQ民間情報教育局作成の『太平洋戰爭史−真実なき軍国日本の崩壊』の掲載を開始。この満洲事変から太平洋戦争までを連続させ日本の侵略と残虐行為を詳細に叙述した戦史の単行本10万部は完売、GHQ指導で学校教育でも奨励され、定着した。12月15日の神道指令では軍国主義・国家主義を連想させるとして「大東亜戦争」呼称の使用を公文書において禁止した（のち失効）。
翌1946年、法律や勅令の文言は「今次ノ戦争」と改められた。1960年頃から一種のタブー扱いとされ「大東亜戦争」はメディアでの使用は控えられており、日本政府はGHQの政策以降、現在まで公的には「今次戦争」「先の大戦」「第二次世界大戦」などを用いている。ただし2006年（平成18年）の政府見解では「大東亜戦争」「太平洋戦争」の定義を定める法令はないとされた。
2007年（平成19年）の政府見解では「大東亜戦争」の定義については、当時の閣議決定において「「今次ノ対米英戦争及今後情勢ノ推移ニ伴ヒ生起スルコトアルヘキ戦争ハ支那事変ヲモ含メ大東亜戦争ト呼称ス」とされている」とした一方、「太平洋戦争」の定義については「政府として定義して用いている用語ではない」とした。また、「大東亜戦争と太平洋戦争は同一の戦争か」という質問に対し、「太平洋戦争」を定義していない関係上、答えることは困難であるとした。
2024年（令和6年）、陸上自衛隊第32普通科連隊がXで「大東亜戦争」を含む投稿をし、波紋を呼んだ。

### 「太平洋戦争」の呼称に関する論争等
主にアメリカや戦後のマスコミにより広められたため、民間でも「太平洋戦争」呼称が定着したが、それ以外の戦争呼称についても歴史学、歴史認識問題などで議論が多数なされた。
たとえば林房雄は薩英戦争や馬関戦争、ペリー来航以来の西欧列強のアジア侵略に対抗して日本がアジア解放を目的とした「大東亜百年戦争」の集大成として「大東亜戦争」をみなし、そのほか、十五年戦争、アジア・太平洋戦争、昭和戦争などの呼称が提唱された。アメリカの歴史家ジョン・ステファンは呼称として第二次世界大戦は広範囲で、「太平洋戦争」は「あまりに狭すぎる」ので不適切であり「大東亜戦争」という呼称が「日本がインド洋や太平洋、東アジアおよび東南アジアで繰り広げようとした戦争を最も正確に表現している」と指摘している。
またイギリスの歴史家C・ソーンはアメリカはイギリスとの関係から対日戦争に至った経緯から「太平洋戦争」は不適切で、極東戦争を提唱したが、ソーンの他A・J・P・テイラーらは日本がアジアでの英国勢力を駆逐するために開戦し、結果としてイギリスは植民地を失い「敗北」したことを考えれば「大東亜戦争」呼称は妥当とした。ジョン・プリチャードらは「十五年戦争」は曖昧で「極東戦争」は地理的にヨーロッパ中心主義、「War with Japan（対日戦争）」も一方的なので「大東亜・太平洋戦争」という呼称を提案した。
また小中学校等の教科書では太平洋以外にもアジア地域で戦ったことから「アジア・太平洋戦争」と明記されている教科書もある。また、「・」なしで「アジア太平洋戦争」とする場合もある。
平成13年度の教科書検定では「アジア・太平洋戦争という言い方も、一般的になっている。」と書いた教科書に「「アジア・太平洋戦争」という用語は、現在一般的とは言い難い」という検定意見が付いた。

戦争の期間はマレー作戦開始および開戦の詔が出された1941年12月8日から大日本帝国政府が降伏文書に調印した1945年9月2日とするのが一般的であるが、様々な戦争呼称によって起点は異なる。中華民国および中華人民共和国では「抗日戦争」として8年間ないし満洲事変（柳条湖事件）以降の14年間とされる。

## 関与した国家・勢力

1939年におけるアジア太平洋地域の政治地図

※は途中で陣営替えを行った国・勢力

### 枢軸国側
| 類型                                                     | 国 |
| -------------------------------------------------------- | --- |
| 戦闘参加国・政府                                         | 大日本帝国、タイ王国 (1942-1945年)、満洲国、中華民国南京国民政府（汪兆銘政権）、蒙古自治邦政府、ビルマ国（ビルマ独立義勇軍）フィリピン第二共和国 |
| 協力・支援国                                             | ドイツ(遣日潜水艦作戦や柳船など)、仏ヴィシー政権、仏領インドシナ政府、イタリア王国（1941-1943年、遣日潜水艦作戦など※） |
| 日本による支援・指導を受けた組織                         | 自由インド仮政府（インド国民軍）、ビルマ防衛軍、郷土防衛義勇軍（インドネシア）、スマトラ義勇軍、ボルネオ義勇軍、ジャワ防衛義勇軍、マレー義勇軍、マレー義勇隊、越南青年先鋒隊（ベトナム）、フィリピン人義勇軍〈マカピリ〉、比島ラウエル大統領付親衛隊、石家荘白系ロシア人義勇軍（中国）、浅野部隊（中国）、皇協維新軍（中国）、中華民国臨時政府軍、皇協新中華救国民軍、満洲イスラム教徒騎兵団、高砂義勇隊（台湾）、間島特設隊（朝鮮・満洲）      |
| 連合国側に宣戦布告をしたが太平洋戦争には参加していない国 | ビルマ国 (1943-1945年)、フィリピン第二共和国（1943-45年）、ベトナム帝国（1945年-）、ラオス王国（1945年-）、カンボジア王国（1945年-）、ギリシャ国、クロアチア独立国、ブルガリア（1941-1944年※）、スロバキア（1941-1945年）、ハンガリー王国（1941-1944年）、ルーマニア王国（1941-1944年）、セルビア救国政府（1941-1944年）、ピンドス公国・マケドニア公国（1941-1944年）、フィンランド共和国（1941-1944年）、ロシア諸民族解放委員会（1944-1945年） |

### 連合国側
| 類型                                           | 国 |
| ---------------------------------------------- | --- |
| 戦闘参加国・政府                               | イギリス、アメリカ合衆国、オーストラリア・ニュージーランド連合軍、カナダ、オランダ、中華民国重慶政府、ソビエト連邦（ソ連）(1945年)、蒙古人民共和国 (1945年)、フランス共和国臨時政府 (1945年) （参戦兵力の多かった統治領はイギリス領インド帝国、イギリス領マラヤ、フィリピン・コモンウェルスである。） |
| 連合国による支援・指導を受けた組織             | 中国共産党（八路軍）、大韓民国臨時政府（韓国光復軍）、朝鮮義勇軍、フクバラハップ（フィリピン共産党の抗日武装組織）、抗日マラヤ人民軍（マレーシア華僑の抗日武装組織）、フォース136（英軍によって訓練されたゲリラ部隊）、東南アジアボランティア軍（華僑武装組織）、日本人民解放連盟・日本人民反戦同盟・日本民主革命同志会（中国大陸で、国民政府や八路軍の支援や監督の下で活動した日本人による反大日本帝国の組織）、自由タイ運動、ニューギニア族民兵（両陣営の原住民兵として参加） |
| 連合国であるが、太平洋戦争には参加していない国 | 南アフリカ連邦、レバノン（1943-1945年）、エルサルバドル、コスタリカ、ドミニカ（イギリス委任統治領）、ニカラグア、ハイチ、グアテマラ、ホンジュラス、パナマ、キューバ、ノルウェー、リベリア、エジプト王国、シリア（フランス委任統治領）、サウジアラビア、イラク王国、パフラヴィー朝イラン、メキシコ（1942-1945年）、ブラジル（1942-1945年）、コロンビア（1943-1945年）、ボリビア（1943-1945年）、ペルー（1945年）、ベネズエラ（1945年）、ウルグアイ（1945年）、パラグアイ（1945年）、エクアドル（1945年）、トルコ（1945年）、アルゼンチン（1945年）、チリ（1945年）、ベルギー（1945年） |
| 日本に宣戦布告をしたが、連合国と見なされない国 | イタリア王国（1945年） |

### 戦争の影響を強く受けた中立国
ポルトガル - アジアにおける植民地（マカオおよびポルトガル領ティモール）が枢軸国と連合国によって占領された。

## 戦争の原因と開戦までの経緯

### 概観
日本と中国の対立と、それによる満洲をめぐる国境紛争により発生した日中戦争（支那事変）は予想外の総力戦となった。結果、泥沼化し、解決のめどが立たなくなっていた。日本は南進を行い、中国国民党への物資の補給路を断ち、石油などの戦略物資を入手することで日中戦争の解決を図った。日蘭会商により、オランダ領東インド（蘭印）から石油を入手することはできていたが、日本軍の南進による南部仏印進駐をきっかけにオランダ領東インドは日本との経済協定や石油協定を破棄し日本に石油を与えなくなった。ヴィシーフランスから許可を貰って進駐したものの南進が欧米の反発を買うことは必至であったが、欧州諸国はナチス・ドイツの台頭と1939年9月に始まった第二次世界大戦により東アジアに関与する余裕が乏しくなっており、アメリカへの対策が問題となった。日本は日独伊三国同盟や日ソ中立条約によりアメリカを牽制しようとしたが、アメリカはこれに強く反発して南進を認めなかった。他にABCD包囲網を展開し日本を牽制すると共に全面的に禁輸を行った。日本は日米交渉にて甲案と乙案を提示したがアメリカはこれを飲まず代わりに、ハルノートを提示した。日本は同意せずマレー作戦や真珠湾攻撃を行い開戦した。

#### 日米の国力差
開戦前の時点での日本とアメリカの国力差は、アメリカは日本に対して国民総生産 (GNP) で10倍 - 20倍、石油生産量で700倍に及んだ。1941年に総力戦研究所が行った日米戦争の予測では、長期戦となるため国力差により日本側の敗北という結果が出された。また予想された戦局の推移も原爆投下を除き実際の推移と概ね合致していた。
軍事面においてもチェスター・ニミッツは、アメリカの対日戦は海軍兵学校で学んだ兵棋演習の再演であり、予期できなかったのは神風攻撃のみだったと語っている。
|                                     | 日本（万バレル/日） | 米国（万バレル/日） | 米国÷日本 |
| ----------------------------------- | ------------------- | ------------------- | --------- |
| 1日あたりの原油生産量               | 0.52                | 383.60              | 738       |
| 1日あたりの人造石油生産量           | 0.33                | —                   | —         |
| 1日あたりの石油精製量               | 9.04                | 465.8               | 52        |
| 1日あたりの原油処理量               | 4.93                | 389                 | 79        |
| 1日あたりの液体燃料在庫量           | 4,300               | 33,500              | 7.8       |
| 1日あたりの製油所1日1人あたり精製量 | 4                   | 53                  | 13        |

|                            | 日本 | 米国 | 英国 |
| -------------------------- | ---- | ---- | ---- |
| 戦艦、巡洋戦艦             | 11   | 9    | 2    |
| 航空母艦                   | 8    | 3    | 0    |
| 重巡洋艦（主砲20cm砲以上） | 18   | 13   | 1    |
| 軽巡洋艦（15cm砲以下）     | 23   | 11   | 7    |
| 駆逐艦                     | 129  | 80   | 13   |
| 潜水艦                     | 67   | 56   | 0    |

太平洋における戦争の決定的な段階で、日本の産業は、多数の航空機を生産し続けた。
ドイツの歴史家ゲオルグ・W・フォイヒター(Georg W. Feucher)は、第二次世界大戦中のアメリカの航空機生産量として次のような数値を挙げている。

### 日英米蘭の開戦までの国策
アメリカの太平洋戦略
アメリカはアメリカ・メキシコ戦争に勝利してカリフォルニア州を獲得して太平洋に面する広大な領土を手に入れ、ロシアからはアラスカを購入した。太平洋ではハワイ王国併合に続き、米西戦争（アメリカ・スペイン戦争）勝利によりフィリピン、グアムなどを手に入れると、アメリカ・フィリピン戦争を経てフィリピンを植民地化することにより太平洋への覇権を確立した。
日本は戦勝国となった第一次世界大戦後、国際連盟からドイツ帝国領であったパラオやサイパンなどの太平洋の島々の委任統治を委ねられるようになり（南洋諸島）、アメリカの勢力圏と接するようになった。アメリカの呼びかけで行われたシベリア出兵では、日本はアメリカ軍の撤兵後も駐留を継続するなどアメリカの利害とずれが生じるようになっていた。とはいえ、1920年代は日米ともに東アジア・太平洋地域における平和的な国際体制であるワシントン体制下で協調外交を行っていた。1921年に結ばれた四ヵ国条約では太平洋上の諸領土における日英米仏の権益を相互に認め、現状維持を確認し、この条約の中に日英同盟は発展的解消を遂げた。1922年にはワシントン海軍軍縮条約が結ばれ、列強間の建艦競争に歯止めをかけた。

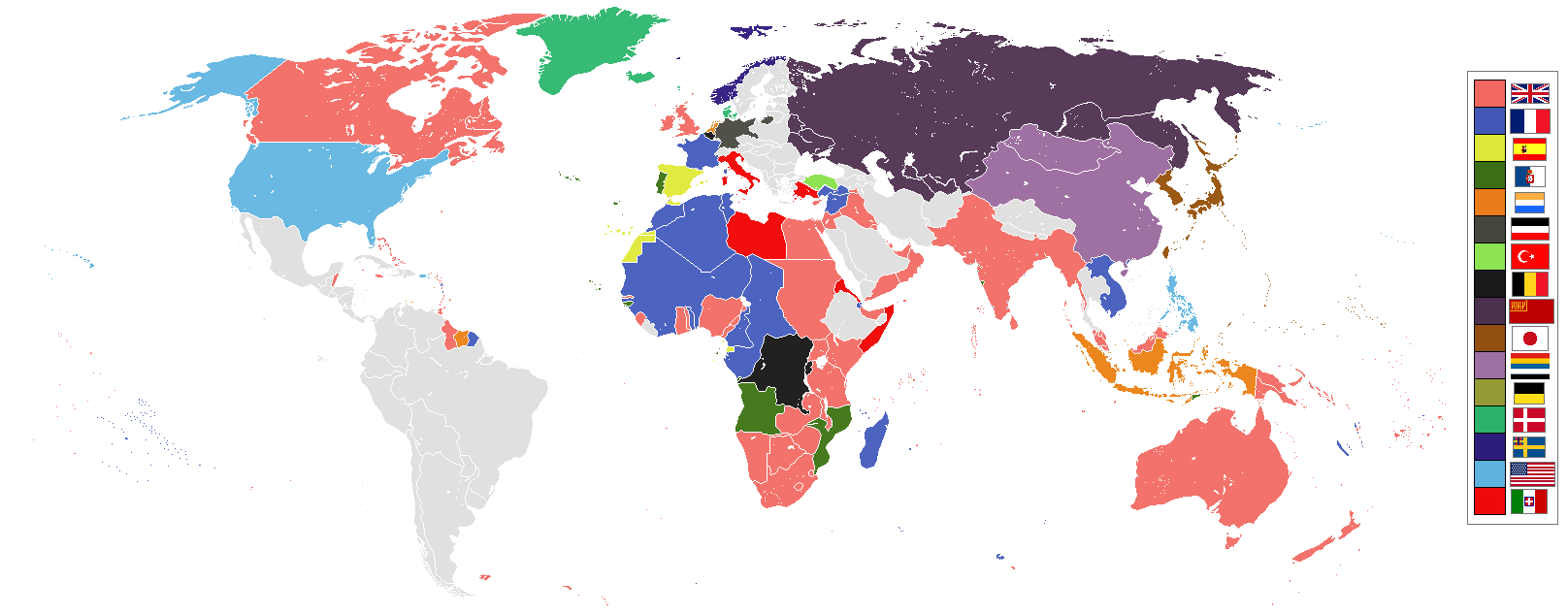
第一次世界大戦後（1920年）の列強と植民地

日露戦争後、アメリカは対日戦略を明確化し、1906年に対日戦争計画「オレンジ計画」を作成、1938年には「新オレンジ作戦」を策定した。新オレンジ作戦では、開戦した場合日本はまずフィリピン攻撃を行うと予想、これに対しアメリカ海軍主力艦隊は太平洋を西進し、同時に対日海上封鎖を実施、日本経済を枯渇させ太平洋制海権を掌握した上で日本海軍と艦隊決戦するという戦略が構想された。また1941年3月のレインボー5号作戦では欧州戦線の優先、太平洋戦線防御、日本の経済的弱体化、太平洋海域の海上交通線の封鎖・破壊、日本の南洋諸島占領が主軸となった。
日本人移民排斥問題
黒人奴隷に代わる労働力として苦力が売買されたのち、1882年（明治15年）に中国人排斥法が制定。中国人に代わる安価な労働力として日本人移民が流入すると、競合を恐れた白人労働者により排日運動が行われた。日露戦争後は黄禍論も加わり、アメリカやカナダ在住の日本人移民に対する襲撃事件が多発した。1908年（明治41年）、日米紳士協約で新規移民を制限し、排日運動は一応静まった。
1922年（大正11年）、米国最高裁は日本人の帰化権を否認。1924年（大正13年）に排日移民法を制定してアジア諸国の移民を完全に禁止し、帰化権を拒否された日本人の入国を拒否した。
中国進出
1894年（明治27年）の日清戦争で敗北した清国は、ドイツ帝国・ロシア帝国・イギリス・フランス・日本によって租借地を割譲される。1899年（明治32年）、遅れて中国進出を狙うアメリカは門戸開放政策を提唱。実質的には中国への帝国主義競争への参加を意味した。
1907年（明治40年）、アメリカ・イギリスの中国進出に対応し、日本とロシア帝国は日露協約を結ぶが、1917年（大正6年）のロシア革命により消滅。1921年（大正10年）、四ヵ国条約にて門戸開放政策の障害となっていた日英同盟を解消させ、翌年に第一次世界大戦後に独占的進出する日本に対し、九ヵ国条約を調印させた。
満洲事変、華北分離工作、日中戦争

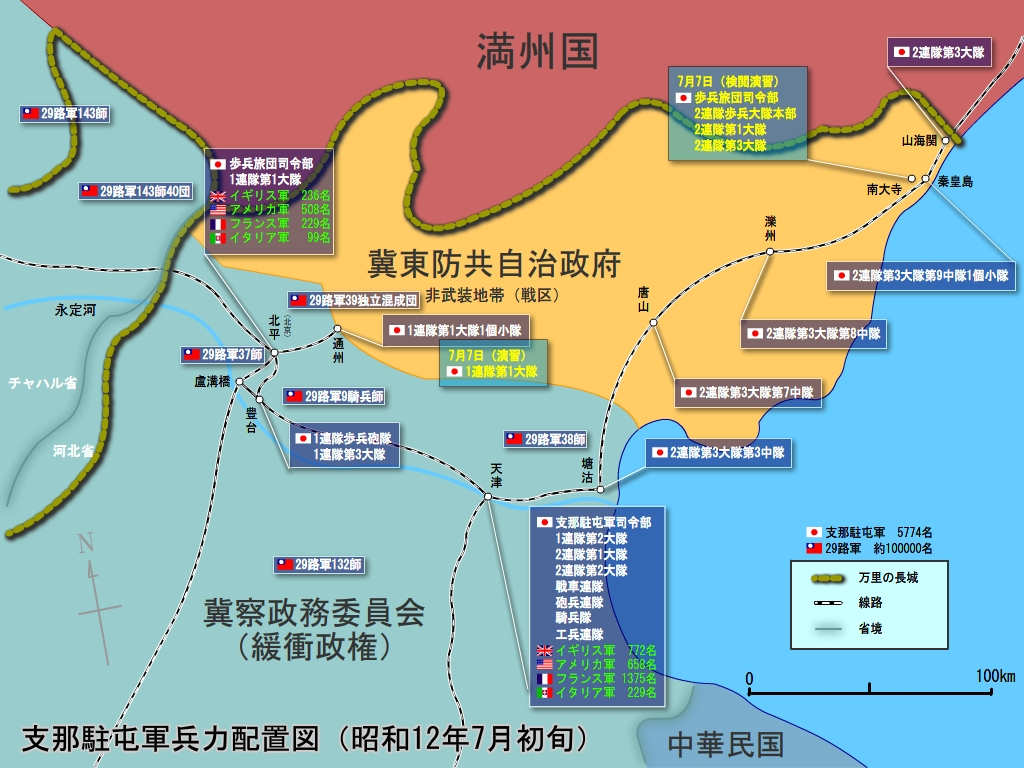
1937年（昭和12年）7月 支那駐屯軍配置図

1931年（昭和6年）に満洲事変が起こり、関東軍の後押しによる満洲国が成立すると国際社会の中で日本は大きく非難されることとなる。その後も関東軍は、華北を中華民国から引き離すため傀儡自治政権を作る華北分離工作を行った。中華民国は日本軍に対抗する軍事力を蓄えていく。
1937年（昭和12年）に勃発した日中戦争において、大日本帝国政府と軍部は当初、現地解決や不拡大方針によって事態の収拾を試みた。しかし、大日本帝国憲法の規定である統帥権の独立問題や、五・一五事件、二・二六事件以後から行われるようになった軍部による政治干渉により軍部の統御は難しくなっていた。加えて中国大陸で、大紅門事件、盧溝橋事件とそれに呼応して起きた郎坊事件、広安門事件、通州事件、第二次上海事変など在留日本人が中国軍や中国人に虐殺される事件が頻発すると、日本世論は中国を徹底的に叩くべきという方向に傾く（暴支膺懲）。この結果、政府は軍事行動を主張する陸軍・海軍を抑えきることがさらに難しくなり、情勢は日中両軍による大規模な全面衝突に発展する。日本軍は北京や上海など主要都市を占領、続いて中華民国の首都南京を陥落させた（南京戦）。1937年8月26日に、日本海軍によるものとされる英国大使襲撃事件であるヒューゲッセン遭難事件が起きると、英国新聞は日本に対する怒りを顕わにした。1937年10月、国際連盟は日本を九国条約及び不戦条約の侵犯であると決議した。同年11月3日にはブリュッセルで九国条約会議が開かれ、英国は自身が首唱し指導した国際議定によって、それまでソ連により行われていた第二次国共合作中の蔣介石への支援に参加した。1937年12月には、パナイ号事件とレディバード号事件も起きた。
1937年11月から翌1938年1月にかけて、中独合作により中華民国と友好関係にあったナチス・ドイツを仲介者とするトラウトマン和平工作が日中間によって行われたが、12月の南京陥落によって日本側では対中強硬論が政府（内閣総理大臣近衛文麿、外務大臣広田弘毅）と海軍（海軍大臣米内光政）にて台頭。一方、陸軍では陸軍省（陸軍大臣杉山元）こそ政府・海軍と同じく強硬派であったが、多田駿陸軍中将を筆頭とする参謀本部は日中和平交渉の継続を終始強く主張。参謀本部の要請によって日露戦争以来の御前会議が開かれるなどしたが、政府・海軍および陸軍省の圧力を受け、1月15日に政府は最終的に交渉の打ち切りを決定。翌日16日に近衛内閣は「帝国政府は爾後国民政府を対手とせず。真に提携するに足りる新興支那政権に期待し、これと国交を調整して更生支那の建設に協力せんとす」との声明を発し（第一次近衛声明）、トラウトマン和平工作は頓挫した。
蔣介石総統率いる中国の国民政府は、首都を西部奥地の重慶に移して抗戦を続けた。中華民国軍はアメリカやイギリス、ソ連から軍需物資や人的援助を受け（援蔣ルート）、地の利を活かし各地で抵抗、徐州会戦や武漢会戦が発生した。また正規戦法以外に督戦隊戦法やゲリラ戦術、清野戦術などの戦術を用い日本軍を攪乱した。一方、西安事件を通じて成立した国共合作に基づき、中国共産党軍も北西部奥地の延安を拠点に朱徳率いる八路軍や新四軍が日本軍にゲリラ戦を仕掛け、日中戦争は長期戦に陥っていた。
こうして国共合作および国民政府の抗戦の続行により軍事的解決に失敗し、傀儡政権樹立（汪兆銘政権）による政治的解決にも失敗。日中戦争は収拾のめどがつかなくなり、日本は援蔣ルートの遮断を企図する。

### 日独伊三国同盟の締結

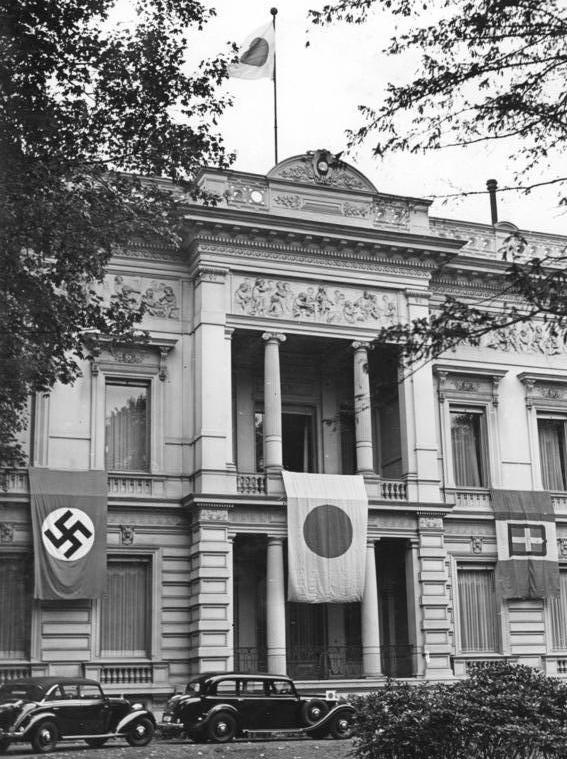
同盟締結を記念してベルリンの日本大使館に掲げられた三国の国旗（1940年9月）

1939年9月、ドイツ軍がポーランドに侵攻したことにより、欧州では第二次世界大戦が勃発した。翌1940年6月にはフランスが短期間で休戦に追い込まれ、西欧と北欧の多くがその占領下となり、ドーバー海峡を挟んだイギリスが連合国最後の砦として苦しい抵抗を続けていた。これを受け、日本の政府・軍部には、独ソ不可侵条約の締結以来沈滞していたドイツとの関係を強化し、英米と対抗するべきという勢力が再び盛り上がりを見せるようになってきた。
日本は重慶中華民国政府への軍事物資の補給ルートを遮断するため、6月19日にフランス領インドシナ（仏印）政府に圧力をかけ、「援蔣仏印ルート」の遮断を要求した。ナチス・ドイツへの敗北後にフランス本国で成立したヴィシー政権との間で9月に協定が結ばれ、紅河以北のインドシナに進駐、中華民国支配地域への攻撃に利用した。これにより日本の対米英関係は緊張した。その後、新たにビルマを経由する「援蔣ビルマルート」が作られた。1940年（昭和15年）7月19日の荻窪会談では、盟主である英国が不在の東南アジア植民地に向かう南進論の方針が確認され、戦争相手は英国のみに局限するが、対米戦も準備する必要があるとされた。7月26日には基本国策要綱が閣議決定された。

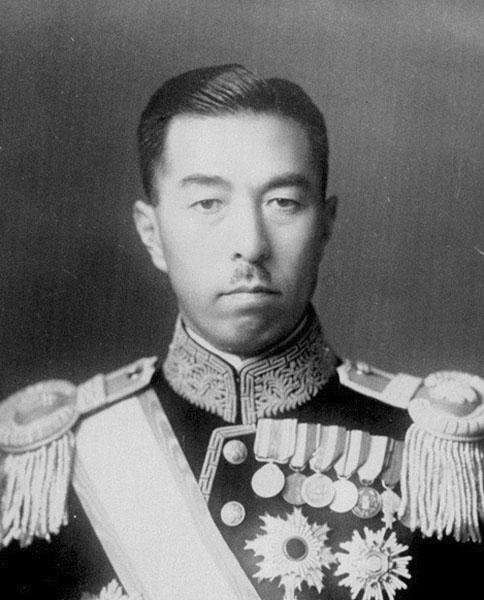
近衛文麿、大政翼賛会総裁（初代）などを歴任した。

7月22日、第2次近衛内閣が成立、7月26日には「皇国ヲ核心トシ日満支ノ強固ナル結合ヲ根幹トスル大東亜ノ新秩序ヲ建設スル」という、『基本国策要綱』を閣議決定した。翌27日には「世界情勢の推移に伴ふ時局処理要綱」を決定した。8月1日には松岡洋右外相が談話で「大東亜共栄圏」という用語を初めて用い、その範囲は、日本・満洲・中国、仏印、オランダ領東インドも含めるとした。
当初は日独提携に懐疑的であった松岡洋右外相も次第に三国同盟締結派に接近。9月27日にドイツおよびイタリアとの間で三国条約が締結され、日独伊三国同盟が成立した。松岡らはこの同盟政策を発展させ、日独伊、そしてソ連を加えたユーラシアブロックによって米英を牽制しようとしたが、却って英米の日本に対する不信感は一層増すこととなった。アメリカは10月12日に三国条約に対する対抗措置を採ると表明、10月16日に屑鉄の対日禁輸を決定した。制裁措置は翌年にはさらに強化され、イギリスも追随した。
これを受け日米開戦が論じられるが、政府と軍部の一部には慎重論も強かった。日本軍は中国戦線と対ソ連警戒に兵力を集中させ身動きできない状況にあったため、米国は日本に対し強硬姿勢を示すようになる。

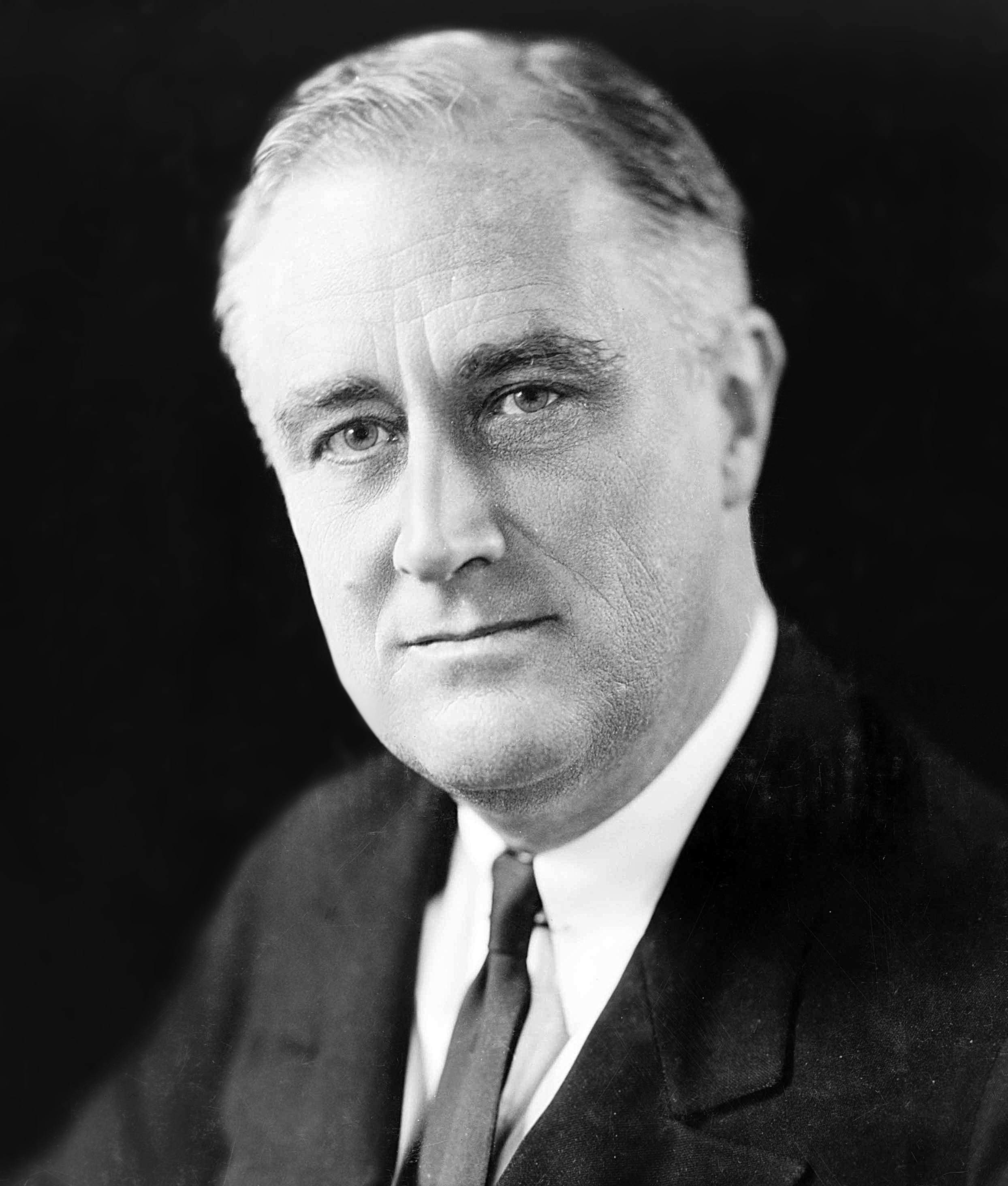
フランクリン・ルーズベルト大統領

12月29日、アメリカ合衆国大統領フランクリン・ルーズベルトは炉辺談話において「アメリカは民主主義の兵器廠（工場）になる」(en:Arsenal of Democracy) と語り、イギリスへの援助を公然と表明した。翌年にはイギリスへの武器貸与法（レンドリース法）を成立させた。1941年3月に開催された米英の軍による協議（通称「ABC会議」）ではまずドイツとイタリアを打倒することを優先し、日本への対処はその次に行うことが合意された。
1940年11月23日、タイ王国はフランスに占領されていた旧タイ領回復のためフランス領南部仏印に進軍し、タイ・フランス領インドシナ紛争が勃発。1941年5月8日に日本の仲介によりタイ王国が失地を回復する形でタイ王国とフランスの間で東京条約が締結される。

### 日米交渉の本格化
1941年、駐米大使野村吉三郎の下に陸軍省軍事課長であった岩畔豪雄が渡米、民間人の井川忠雄らとともに、アメリカ合衆国国務長官コーデル・ハルを交えて秘密交渉による日米関係改善が模索された。日米の軍人と民間人によって策定された「日米諒解案」では、日本軍の中国撤退、アメリカは満洲国を承認すること、汪兆銘政権を中国政府として認定すること、ホノルルにおける日米首脳会談実現などが示唆されていたが、ハルはその内容があまりにも日本に有利であることに反発。諒解案を基礎に交渉する前提として四原則（「全ての国家の領土保全と主権尊重」「他国に対する内政不干渉」「通商上の機会均等を含む平等原則」「平和的手段により変更される場合を除き太平洋の現状維持」）を日本が受け入れることを求めた。しかし野村大使は四原則を日本政府に伝達せず、日本側は諒解案だけをアメリカの公式提案と誤認してしまう。6月22日に独ソが開戦すると、三国同盟の対米圧力が減少しアメリカはさらなる譲歩を求めるようになる。

### 日蘭会商
日本は、蘭印からの石油の輸入量について、蘭印と200万トンで合意した。この量は、当初の希望量の2倍であった。

しかし1941年6月17日、日蘭会商の芳澤団長は蘭印側へ交渉の打ち切りを通告した。日本からの使節団は蘭印側と最後の交渉を行い、経済協定や石油協定は維持したが、7月28日の日本軍による南部仏印進駐をきっかけに蘭印側は日本との経済協定や石油協定を破棄した。

### 開戦を決意（四回の御前会議）
7月2日 第五回御前会議
その後も日本政府は関係改善を目指してワシントンD.C.でアメリカと交渉を続けたが、日本軍は7月2日の御前会議における『情勢ノ推移ニ伴フ帝国国策要綱』（対ソ戦準備・南部仏印進駐）の決定に従い、7月7日からは[満洲での関東軍特種演習に向けて内地から兵員動員が開始される。当時、欧州ではナチス・ドイツのソ連侵攻（バルバロッサ作戦）が順調に進展していた。
南部仏印進駐
7月28日には日本がフランス領インドシナ南部への進駐を実施した（南部仏印進駐）が、イギリスとアメリカは事前に南部仏印進駐反対の意志を表明していたため、両政府内の対日感情は一挙に悪化した。8月1日には「すべての侵略国」への石油輸出禁止の方針を決定し、日本に対しても石油輸出の全面禁止という厳しい経済制裁を発令し、イギリスとオランダもただちに同調した。この制裁は1940年の日米通商航海条約の破棄から始まり、最初は航空用燃料の禁輸、北部仏印進駐に伴う鉄類の禁輸が実施された。また1940年から41年にかけて民間会社を通じ必要物資の開拓を進めたが、アメリカ政府の干渉によって契約までこぎ着けない上、仏印への進駐および満洲増派に伴う制裁が実施され、物資の供給が完全に絶たれることとなった。当時の日本は事実上アメリカから物資を購入しながら大陸にあった日本の権益を蔣介石軍から守っていた。たとえば日米開戦時の国内における石油の備蓄は民事・軍事を合わせても2年分しかなく、禁輸措置は日本経済に対し破滅的な影響を与える恐れがあった。
9月6日 第六回御前会議

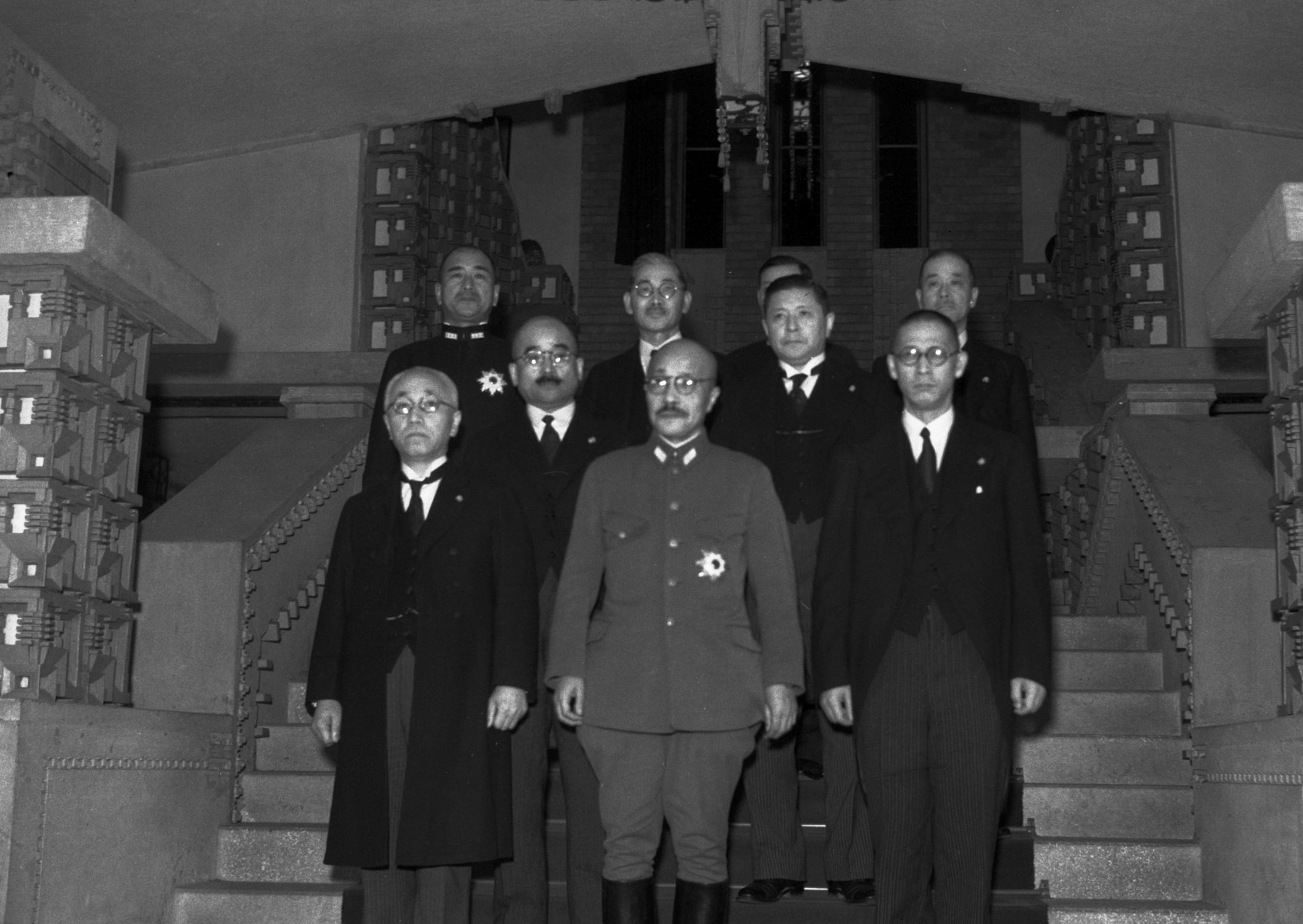
1941年10月18日、総理大臣官邸での初閣議を終えた東條内閣の閣僚ら。

陸海軍は石油禁輸について全く想定しておらず、蘭印当局との日蘭会商も再開の見通しが立たなくなった。9月3日、日本では大本営政府連絡会議において『帝国国策遂行要領』が審議され、9月6日の御前会議で「外交交渉に依り十月上旬頃に至るも尚我要求を貫徹し得る目途なき場合に於ては直ちに対米（英蘭）開戦を決意す」と決定された。近衛は日米首脳会談による事態の解決を決意して駐日アメリカ大使ジョセフ・グルーと極秘会談し、日米首脳会談の早期実現を強く訴えたが、10月2日、アメリカ合衆国国務省は日米首脳会談を事実上拒否する回答を日本側に示した。
9月21日、英米ソにより第1回モスクワ会談が開かれた。アメリカはソ連への援助を発言し、10月21日には「大量の軍備品を月末までにソ連に発送する」旨の公式声明を発表した。また、アメリカは「極東の安全は英米が守るのでソ連極東軍を西部のドイツ戦線に移動すべし」とも主張していた。
戦争の決断を迫られた近衛は対中撤兵による交渉に道を求めたが、これに反対する東條英機陸相は、総辞職か国策要綱に基づく開戦を要求したため、10月16日に近衛内閣は総辞職する。後継の東條内閣は18日に成立した。
11月5日 第七回御前会議
11月1日の大本営政府連絡会議では「帝国は現下の危局を打開して自存自衛を完（まつと）うし大東亜の新秩序を建設するため、此の際、英米蘭戦を決意し」「武力発動の時期を12月初頭と定め、陸海軍は作戦準備を完整す」という内容の『帝国国策遂行要領』が改めて決定した。その後11月5日御前会議で承認された。以降、陸海軍は12月8日を開戦予定日として対米英蘭戦争の準備を本格化させた。
11月6日、南方作戦を担当する各軍の司令部の編制が発令され、南方軍総司令官に寺内寿一大将、第14軍司令官に本間雅晴中将、第15軍司令官に飯田祥二郎中将、第16軍司令官に今村均中将、第25軍司令官に山下奉文中将が親補された。同日、大本営は南方軍、第14軍、第15軍、第16軍、第25軍、南海支隊の戦闘序列を発し、各軍および支那派遣軍に対し南方作戦の作戦準備を下令した。海軍は、11月26日に真珠湾攻撃部隊をハワイへ向けて出港させた。
軍部が中心となって作成し1941年11月15日に大本営政府連絡会議が決定した、太平洋戦争全般にわたる基本方針となる日本の戦争計画書『対英米蘭蔣戦争 終末促進に関する腹案』では、「東南アジア南太平洋における米英蘭の根拠を覆滅し、戦略上優位の態勢を確立すると共に、重要資源地域ならびに主要交通線を確保して、長期自給自足の態勢を整う」とし、戦争の終わらせ方については「独伊と提携して先ず英の屈服を図り、米の継戦意志を喪失せしむるに勉む」としていた。
ハル・ノートの提示

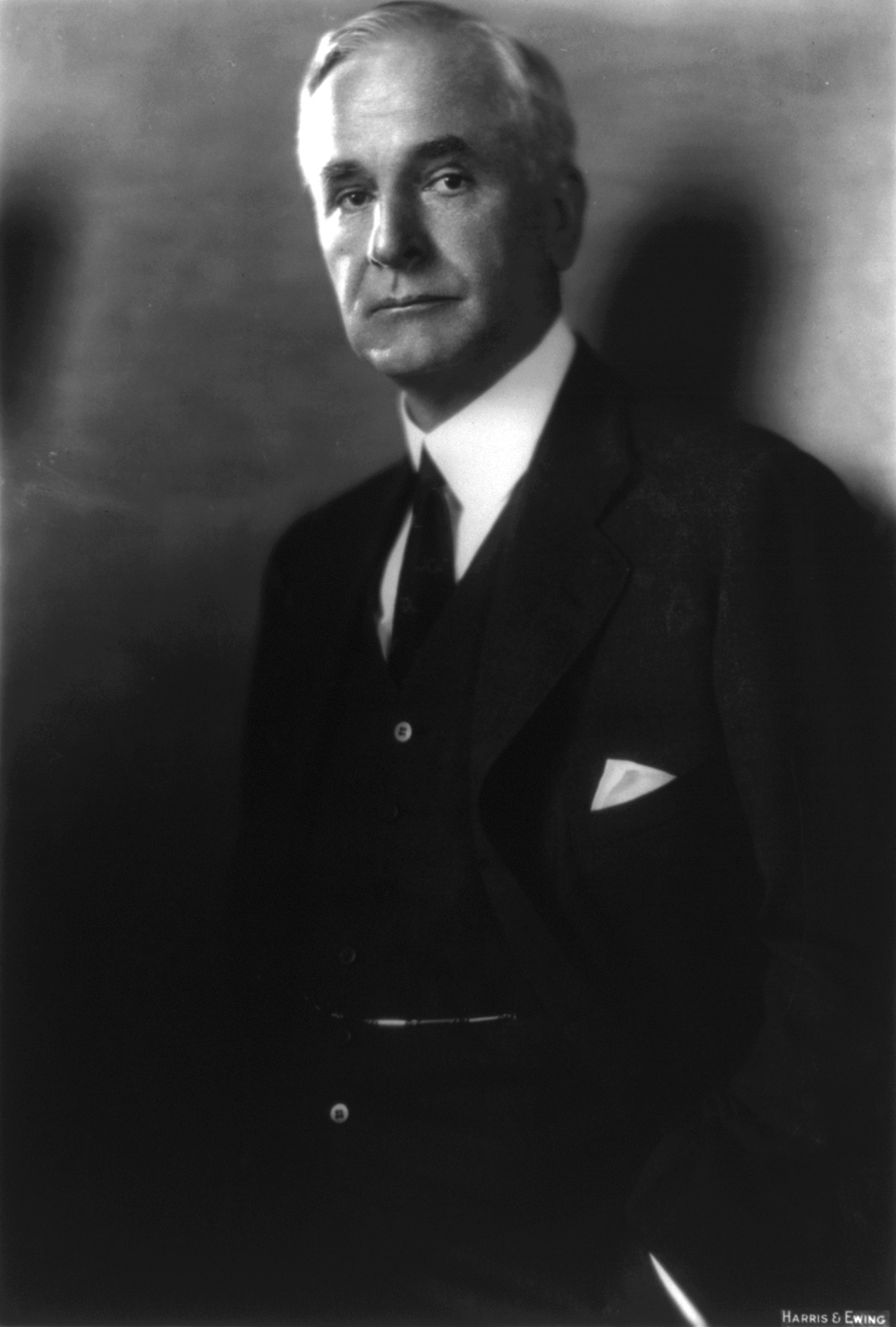
コーデル・ハル

11月20日、日本はアメリカに対する交渉最終案を甲乙二つ用意し、来栖三郎特命全権大使および野村大使の手によりハル国務長官に提示して交渉に当たった。11月26日朝、ハル国務長官は両案を拒否し、中国大陸・インドシナからの軍・警察力の撤退、日独伊三国同盟の否定などの条件を含む交渉案、いわゆるハル・ノートを来栖特命全権大使、野村大使に提示した。ここでいう中国大陸が満洲を含むかどうかについても議論がある。
日本政府はこのハル・ノートを受け取り、開戦を最終的に決断することになる。のちの極東国際軍事裁判（東京裁判）で弁護人を務めたベン・ブルース・ブレイクニーは「もし、ハル・ノートのようなものを突きつけられたら、ルクセンブルクのような小国も武器を取り、アメリカと戦っただろう」と評しており、英領インド出身の判事ラダ・ビノード・パールものちに引用している。アメリカ海軍は同11月26日中にアジアの潜水艦部隊に対して、日米開戦の場合は非武装の商船でも無警告で攻撃してもよいとする無制限潜水艦作戦を発令した。ただしハル・ノートには「極秘、暫定かつ拘束力がない」と明記されており、回答期限も設定されていない。アメリカ側がハル・ノート受諾に関する問い合わせをしたことはなく、その後も交渉継続を行う意志を見せている。
12月1日 第八回御前会議
日米交渉決裂の結果、東條内閣は12月1日の御前会議において、日本時間12月8日の開戦を最終決定した。

## 開戦後の経過

### 宣戦布告前の奇襲

#### マレー作戦

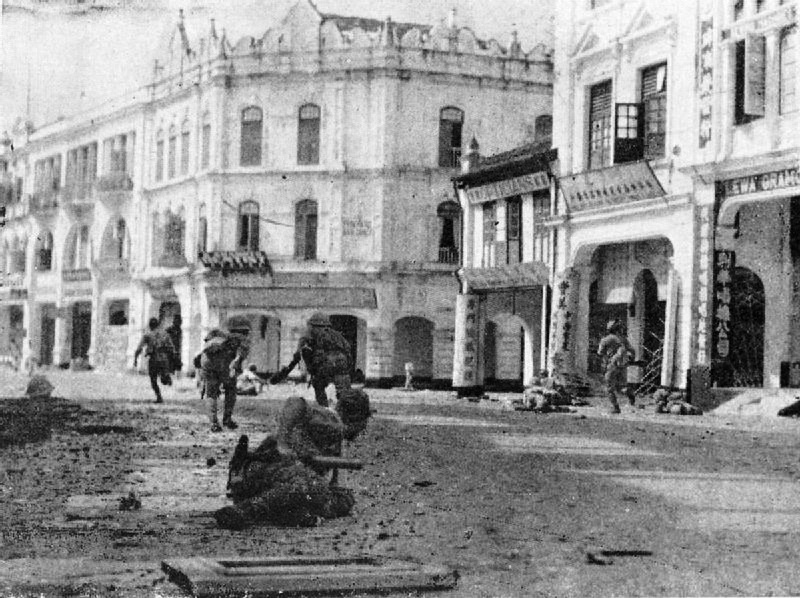
クアラルンプールに突入する日本陸軍

最初に、日本陸軍の上陸部隊を載せた船団が日本時間12月8日未明にイギリス領マレー半島東北端のコタ・バルに接近、日本時間午前2時15分（現地時間午前1時30分）に上陸し、海岸線で英印軍と交戦。イギリス政府に対する宣戦布告前の奇襲によって太平洋戦争の戦端が開かれた。日本軍はほぼ同時にタイにも上陸し、タイ側と戦闘を行っている（→日本軍のタイ進駐）。また近衛師団も8日仏印から陸路タイに侵入した。日本軍を迎撃しようとしたイギリス海軍の戦艦「プリンス・オブ・ウェールズ」と巡洋戦艦「レパルス」は、仏印から発進した日本海軍陸上攻撃機による雷撃と爆撃で撃沈された（マレー沖海戦）。

#### 真珠湾攻撃

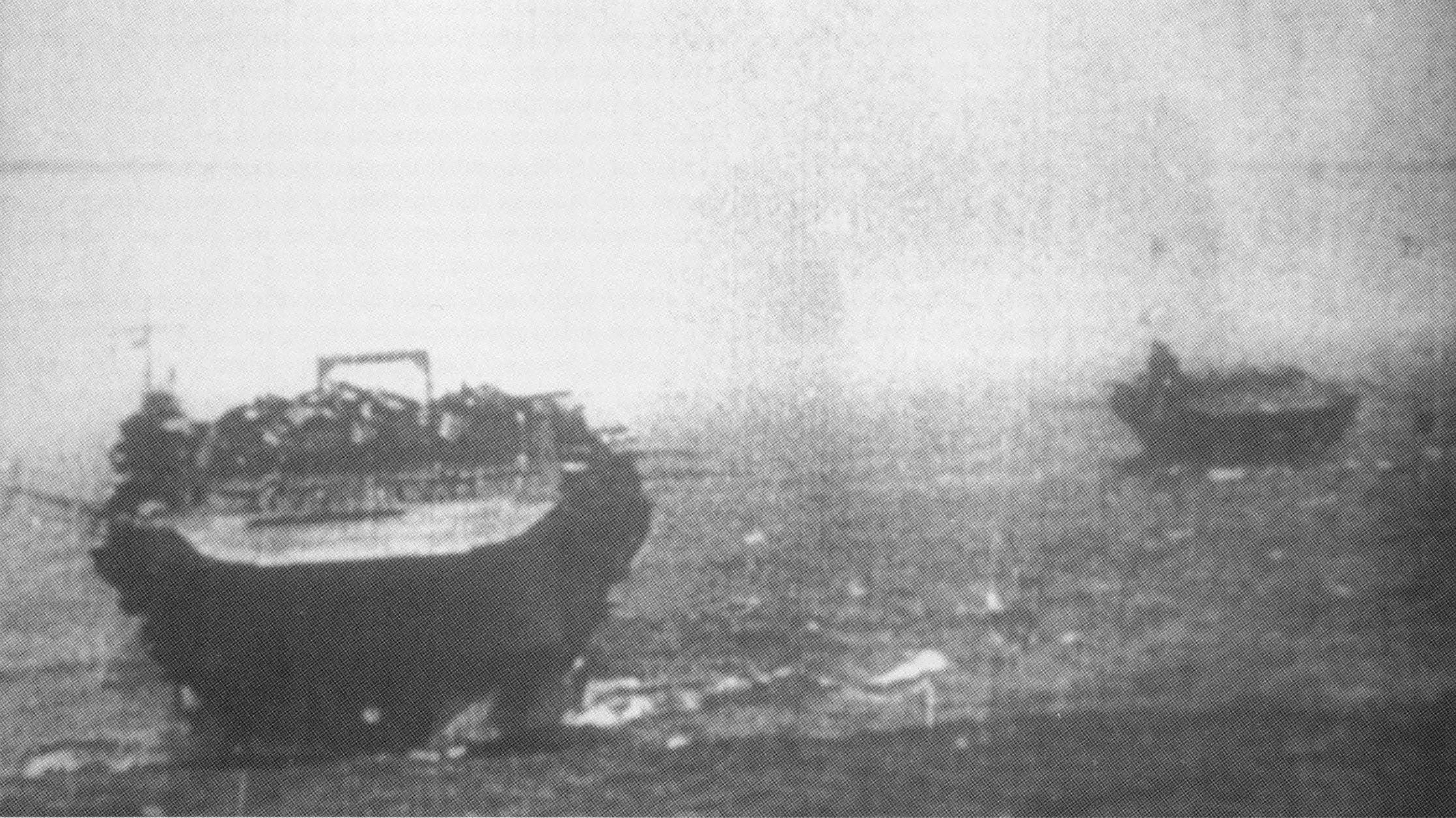
1941年（昭和16年）12月、真珠湾攻撃に向かう空母「加賀」(左)と「瑞鶴」(右)

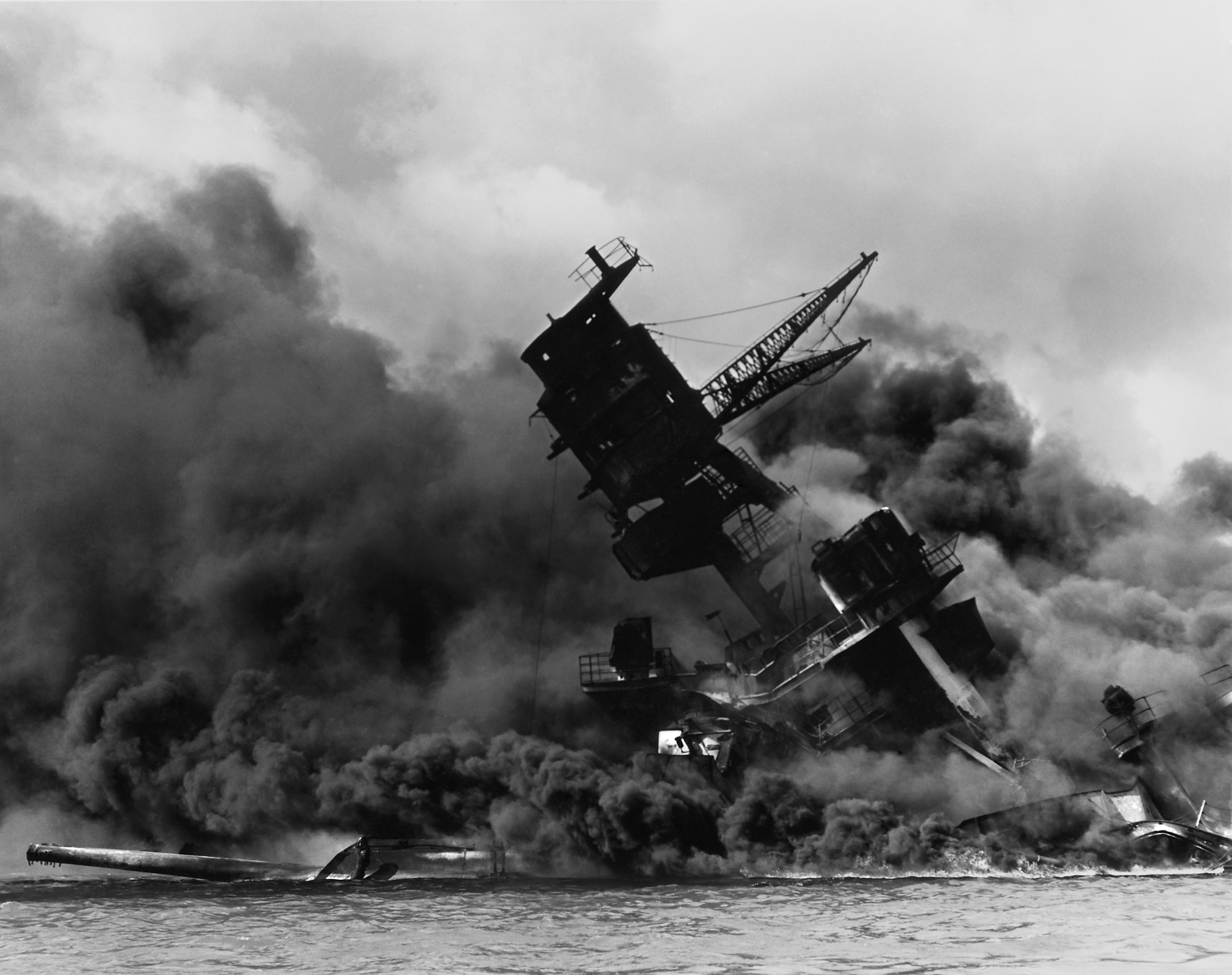
日本海軍の攻撃で炎上する戦艦「アリゾナ」

続いて、日本の航空母艦（空母）艦載機により、米領ハワイのオアフ島にあるアメリカ軍基地に対する奇襲攻撃（真珠湾攻撃）も、日本時間12月8日午前1時30分（ハワイ時間12月7日午前7時）に発進して、日本時間午前3時19分（ハワイ時間午前7時49分）から攻撃が開始された。戦闘の結果、戦艦8隻を撃沈破するなどの大戦果を挙げ、アメリカ太平洋艦隊の戦艦部隊は戦闘能力を一時的に完全に喪失。開戦初頭にアメリカ軍艦隊に大打撃を与えて側面から南方作戦を援護するという作戦目的を達成した。
真珠湾攻撃はこれまでの戦争の状況を一変させる画期的な戦闘となった。アメリカ軍は「真珠湾作戦に使用された航空部隊は、かつてどこの国の空軍も集結したことのない、もっとも危険な部隊のひとつであった。わずかな装甲板を持つか、装甲板を持たず、燃料タンクは防弾式でなく、エンジンは1,000馬力程度、巡航速度150マイル、最大速度200マイルの急降下爆撃機や雷撃機が「このもっとも華麗な、成功した攻撃」を実施したことは、今から思えば、まったく驚くべきことである。攻撃は計画通りに、約1時間間隔で二波にわかれて実施された。パールハーバーの攻撃の結果については詳述する必要もなく、日本空軍は文字通り空前絶後の完成度のピーク時で戦争を開始したといえば十分であろう。」などと大損害を被りながら最大限の賛辞をもってこの作戦を評価している。

#### 「帝国政府ノ対米通牒覚書」
日露戦争後、「開戦に関する条約」を日米両国とも締結し批准しており、真珠湾攻撃の時点では、明瞭かつ事前に宣戦布告を相手国に行う義務があった
。
来栖三郎特命全権大使と野村吉三郎大使が「帝国政府ノ対米通牒覚書」を手交し、コーデル・ハル国務長官に交渉妥結を断念するかのような通告したのは真珠湾攻撃後の日本時間12月8日月曜日午前4時20分（ワシントン時間12月7日午後2時20分）であった。

この「帝国政府ノ対米通牒覚書」は、覚書本文の最終部分（第7項3）が下記のとおり書かれていた。
日本時間12月8日午前7時半、日本はイギリスに対してロバート・クレイギー駐日大使を外務省に呼び、ワシントンでハル国務長官に手渡した「帝国政府ノ対米通牒覚書」と同文の写しを「参考として」手渡した。これも手交がマレー半島攻撃開始後となった。同日に、オランダは日本に宣戦布告した（ナチス・ドイツに本国を前年占領され、イギリスに亡命政府を置いていた）。

#### 米國及英國ニ對スル宣戰ノ詔書（現代文）
「米國及英國ニ對スル宣戰ノ詔書」は真珠湾攻撃後の日本時間昭和16年12月8日午前11時45分に渙発され、正午を期してラジオ放送が行われた。

### 「大東亜戦争」の呼称の決定
12月10日の大本営政府連絡会議で支那事変と「対米英戦争」を合わせた呼称として「大東亜戦争」呼称が確認され、12月12日の閣議決定で戦争名称は「大東亜戦争（英: Great East Asia War）」、戦時分界時期は昭和16年12月8日午前1時30分と決定した。同日内閣情報局は、アジア諸国における欧米の植民地支配の打倒を目指す「大東亜新秩序建設」を戦争目的とした。
マレー作戦や真珠湾攻撃などにより、日本がイギリスやアメリカ、オランダなどの連合国との間に開戦したことを受けて、12月10日に中華民国が日本に対し正式に宣戦布告した。12月11日にはドイツとイタリアがアメリカに宣戦布告したことで、名実ともに世界大戦となった。

### 日本軍の快進撃

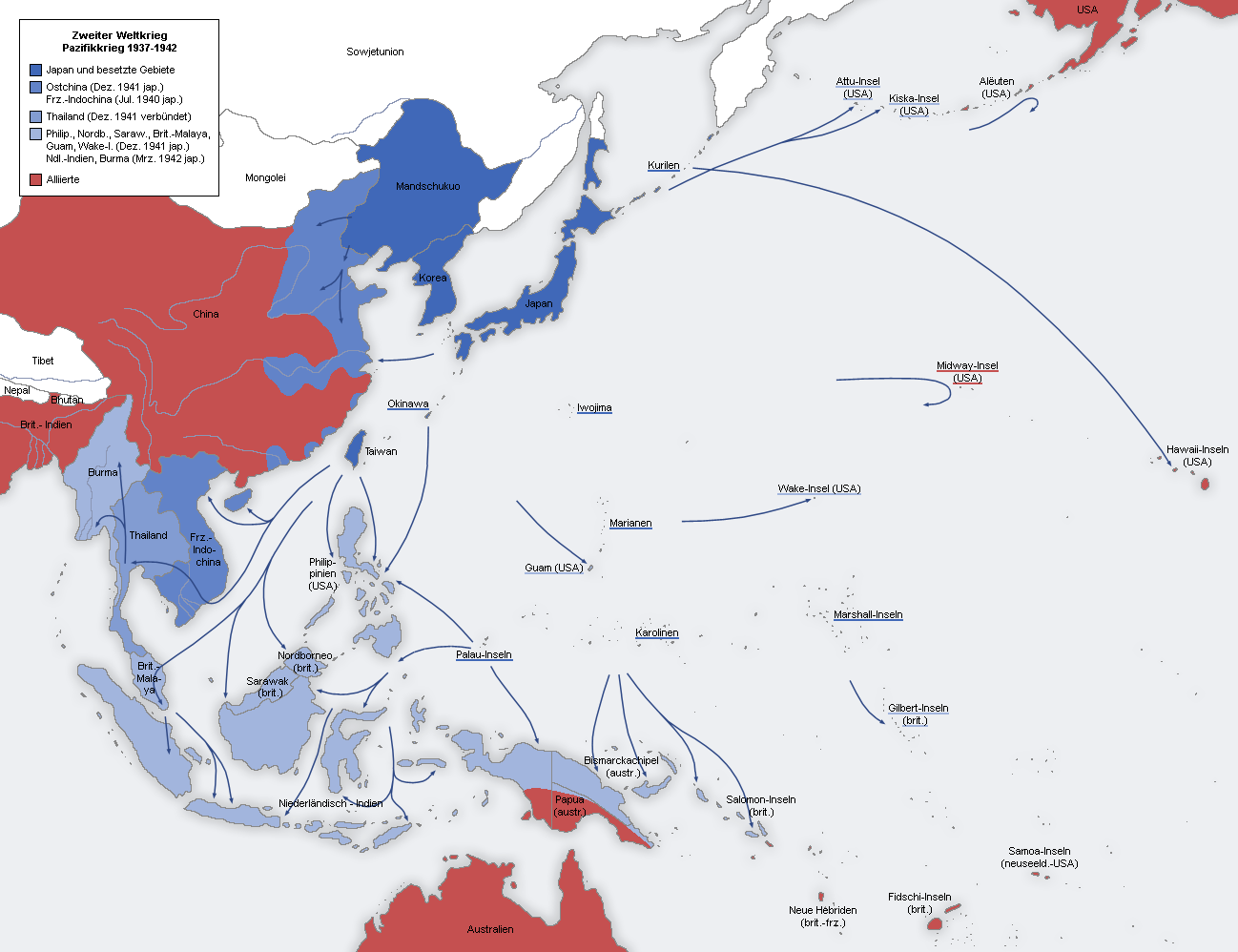
日本による占領地域の拡大（1937年から1942年）

1940年9月以降、仏印進駐を行っていた日本軍は、領土外には満洲国、中国大陸東部、フランス領インドシナに兵力を展開していた。1941年12月8日に日本陸軍がタイ国境近くの英領マレー半島のコタバルと、中立国だったタイの南部（パタニとソンクラ）へ陸軍部隊を上陸させ（マレー作戦）、同日行われた日本海軍によるアメリカ海軍太平洋艦隊に対する真珠湾攻撃、米領フィリピンへの攻撃開始（フィリピンの戦い (1941-1942年)）、英領香港への攻撃開始（香港の戦い）、12月10日のイギリス海軍東洋艦隊に対するマレー沖海戦などの連合国軍に対する戦いで、日本軍は大勝利を収めた。

#### 真珠湾攻撃の影響
日本陸軍によるイギリス領マレー半島への上陸は成功し、その後、地上と海上の双方でイギリス軍に対する作戦を成功させマレー半島制圧へと進むこととなった。真珠湾でアメリカ艦隊が壊滅的打撃を受けたことは、この後の日本軍の南方作戦の展開に寄与することとはなったが、空母を撃ち漏らしたことと、日本軍は攻撃を艦船に集中したため修理施設や燃料タンクはほぼ無傷で、アメリカ海軍が損害から立ち直るのは日本軍の予想以上に早く、のちの戦況に大きな影響を及ぼすこととなった。
日本海軍は当時、短期間で勝利を重ね、有利な状況下でアメリカ軍をはじめとする連合国軍と停戦に持ち込むことを画策していたため、負担が大きい割には戦略的意味が薄いと考えられていたハワイ諸島に対する上陸作戦は考えていなかった。また、真珠湾攻撃の成功後、日本海軍の潜水艦約10隻を使用して、サンフランシスコやサンディエゴなどアメリカ合衆国西海岸の都市部に対して一斉砲撃を行う計画もあったものの、真珠湾攻撃によりアメリカ西海岸部の警戒が強化されたこともあり、この案が実行に移されることはなかった。
しかしそのような中で、フランクリン・D・ルーズベルト大統領以下のアメリカ政府首脳陣は、ハワイ諸島だけでなく本土西海岸に対する日本海軍の上陸作戦を危惧し、ハワイ駐留軍の本土への撤退計画の策定やハワイ諸島で流通されているアメリカ合衆国ドル紙幣を専用のものに変更するなど、日本軍にハワイ諸島が占領され資産などが日本軍の手に渡った際の対策を早急に策定していた。また、アメリカ政府首脳陣および軍の首脳部においては、日本海軍の空母を含む連合艦隊によるアメリカ本土空襲と、それに続くアメリカ本土への侵攻計画は当時その可能性が高いと分析されており、戦争開始直後、ルーズベルト大統領は日本軍によるアメリカ本土への上陸を危惧し、陸軍上層部に上陸時での阻止を打診するものの、陸軍上層部は「大規模な日本軍の上陸は避けられない」として日本軍を上陸後ロッキー山脈で、もしそれに失敗した場合は中西部のシカゴで阻止することを検討していた。

#### 香港作戦

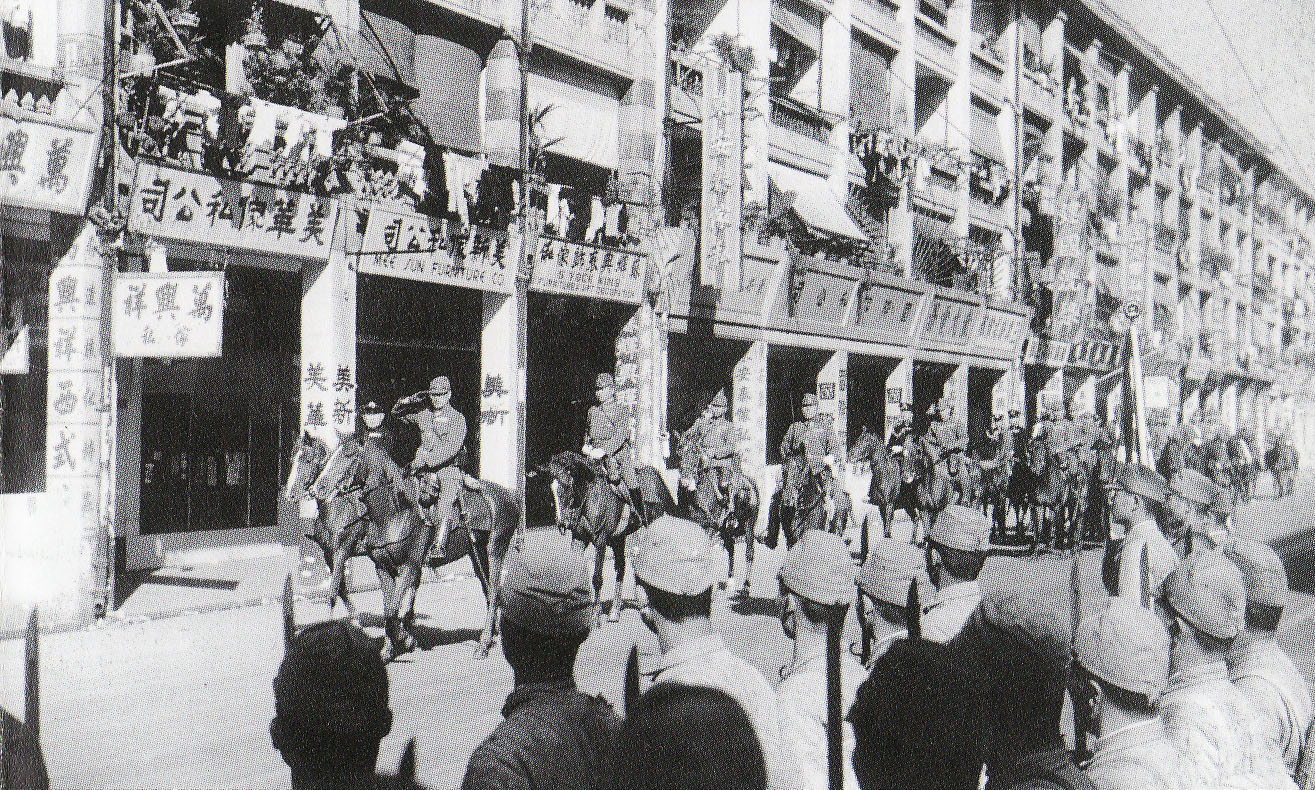
香港に入城する日本軍

日本軍は1941年12月8日朝、真珠湾攻撃と同時刻に啓徳空港などの空港を空襲し初日で航空戦力を無力化すると、9日夜には九龍半島の九龍要塞ジン・ドリンカーズ・ライン主陣地への進攻を開始、当初の計画より速い6日でイギリス軍は香港島への撤退を発令した。その後に香港島に進攻した日本軍は、香港攻略のために編成された第1砲兵隊の激しい支援砲撃のもとに香港島に進攻したが、九龍半島から水の補給も途絶えていたイギリス軍は25日17時50分に白旗を掲げ、香港島も日本軍の手に落ちた。
一方で、中国軍が大陸から香港救援を画策していたが、阿南惟幾中将率いる第11軍の3個師団がその機先を制して、中国軍の重要拠点長沙に攻撃をかけた。しかし、中国軍は30個師団30万人の兵力であり、第11軍3個師団は長沙で撃退されると、圧倒的多数の中国軍相手に戦闘しながらの撤退を余儀なくされて多くの損害を被り、この作戦による日本軍の損害は戦死1,591人、戦傷4,412人にも上ったが、各師団は厳しい戦況のなかでも敢闘し中国軍にも打撃を与えて遺棄死体約28,612人を確認し、捕虜1,065人を得ている。中国側が長沙会戦と呼んだこの戦いは、日本軍に対する連合国軍最初の勝利として重慶政府は大いに喧伝したが、中国軍自身は、数倍の戦力を揃えて周到に包囲作戦を準備していたにも関わらず、第11軍を取り逃がしたことについて「すこぶる遺憾」と厳しい評価をしている。一方で長沙を攻略できなかった日本軍であったが、中国軍主力12個軍を牽制して足止めし、結果的にこのあとの香港の攻略や南方作戦を有利に展開させることとなった。

#### シンガポール陥落

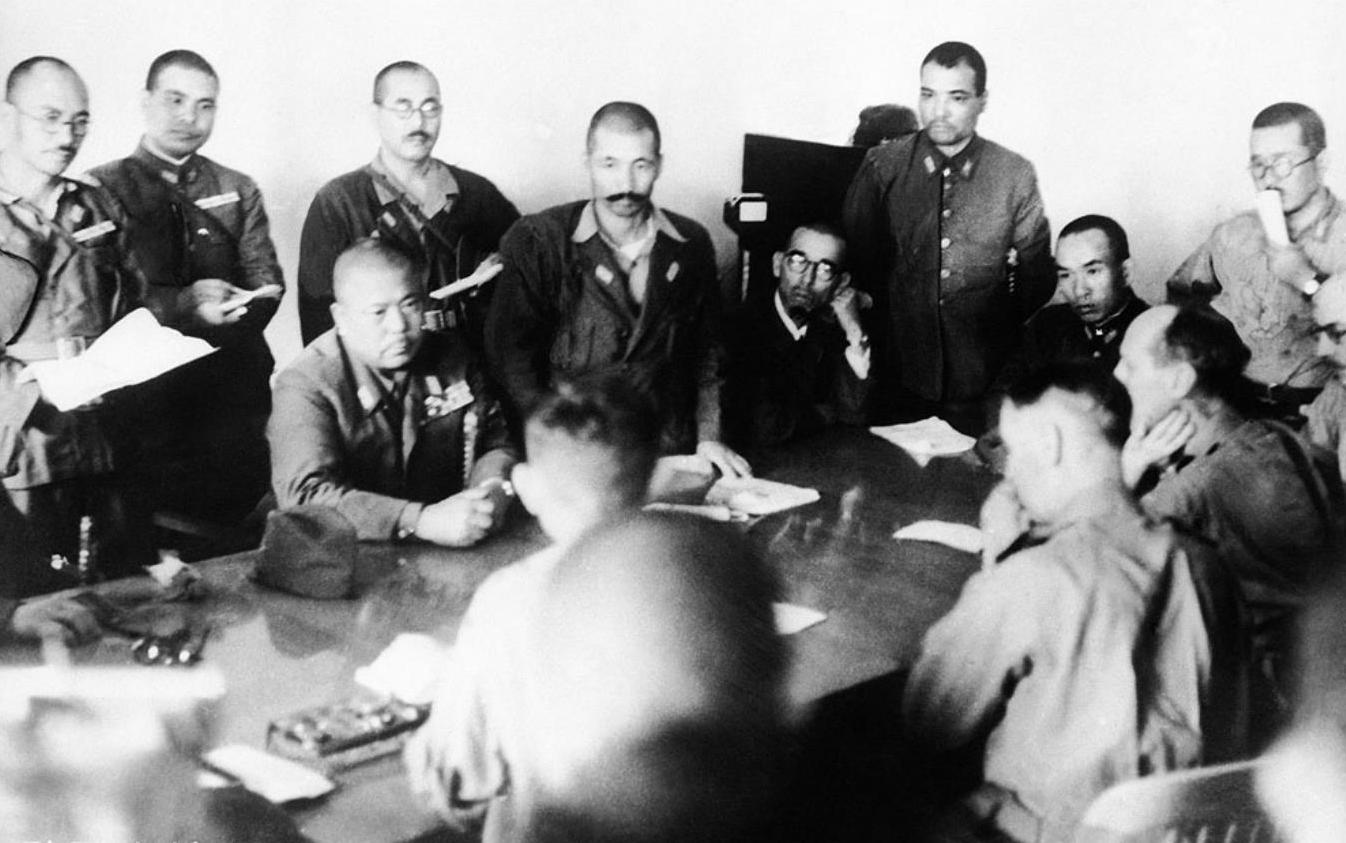
降伏交渉を行う山下奉文中将とアーサー・パーシバル中将

日本陸軍によるイギリス領マレー半島への上陸は成功し、その後、地上と海上の双方でイギリス軍に対する作戦を成功させマレー半島制圧へと進むこととなった。スリム河の戦いにおいては、島田豊作少佐率いる九七式中戦車を主力とするわずか1個中隊18輌の戦車が、イギリス軍2個師団が守る陣地を夜襲で突破するなど、イギリス軍を圧倒しながらマレー半島南部に追い詰めていった。
マレー半島を南下した日本陸軍は、大英帝国の東南アジア支配の拠点で、ジブラルタル要塞と同様に巨費を投じて構築されたシンガポール要塞への攻撃を開始した。英国首相チャーチルは司令官のアーサー・パーシヴァル中将に死守を命じて、続々と援軍を送っており、パーシバルは4個師団相当の85,000人もの大兵力を指揮していた。その兵力の多くはイギリス本国軍やオーストラリア軍から構成され、主力戦車は配備されていなかったものの十分な装備に加えて、航空戦力でもバトル・オブ・ブリテンで活躍したホーカー ハリケーンMk.IIが100機送られた。しかし、シンガポール要塞は東方海上からの攻撃に備えて構築され、主力兵器の 15インチ（380㎜）要塞砲などの要塞砲は海側を向いて設置されており、マレー半島を走破してジョホールバルから進攻してくる日本軍に対して役に立たなかった上、第25軍の3個師団36,000人の日本軍に倍する兵力を有しながら、訓練不足などで兵力での優位を活かすことはできなかった。
まずは、菅原道大中将率いる第3飛行集団がシンガポールを爆撃、ハリケーンを主力としたイギリス空軍が迎撃するも、陸軍航空隊の最新鋭戦闘機一式戦闘機「隼」を配備した加藤建夫中佐率いる飛行第64戦隊がハリケーンを次々と撃墜し、イギリス軍のハリケーンへの期待は裏切られた格好となってシンガポールの制空権は日本軍が確保した。第3飛行集団はシンガポールを連日爆撃し、たまらず極東のイギリス空軍司令部はシンガポールから逃亡し、日本軍から撃墜撃破を逃れた残存機もジャワやスマトラ島に退避してしまった。空からの援護で第25軍はシンガポールに上陸、激戦の末、シンガポールの水源地であり、大量の物資・弾薬が貯蔵してあったブキッ・ティマ高地を奪取すると、パーシバルはたまらず第25軍の司令官山下奉文中将に降伏を申し出た。マレー半島の戦いも含め大英帝国は死傷者20,000人に加えて、イギリス兵35,000人、オーストラリア兵15,000人、インド兵67,000人、現地義勇兵14,000人の合計131,000人以上が捕虜となるなど甚大な損害を被った。パーシバルに死守を命じていたチャーチルはこの敗戦に衝撃を受けて『大英帝国史上最悪の災害と最大の降伏』と後々まで悔やむこととなった。
中立国ポルトガルの植民地に対しても、英国の勢力圏であったオーストラリア攻略の経由地となる可能性を持った東ティモールと、香港や中国大陸に近接するマカオについては当初、日本軍は中立国の植民地であることを理由に侵攻を行わなかった。しかし、オランダ軍とオーストラリア軍が中立担保のためとして東ティモールを保障占領したため、日本軍がオランダ領の西ティモールと同時に占領し、ポルトガル政府の黙認の下、マカオとともに事実上の統治下に置いた。

#### フィリピンの戦い

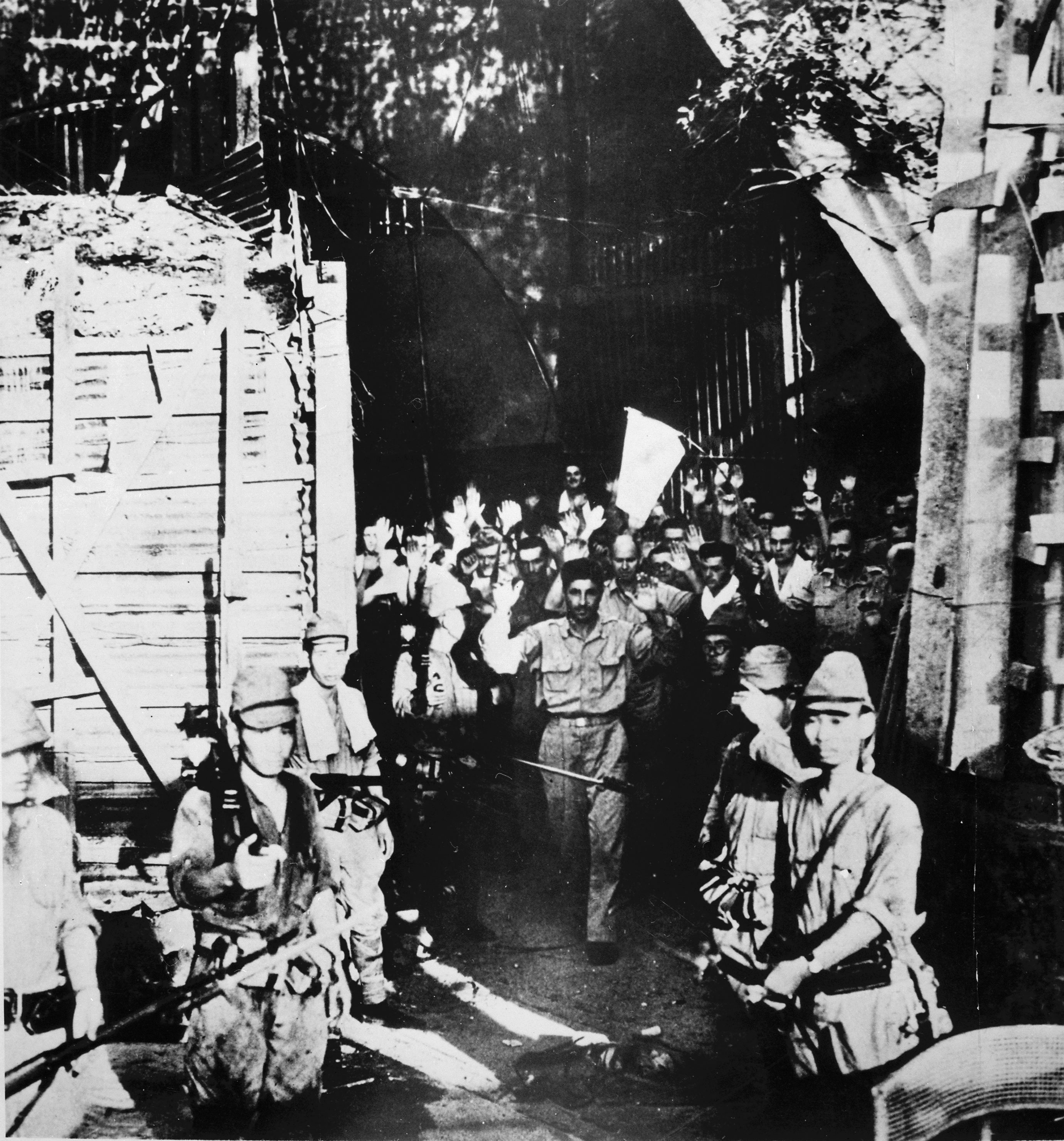
1942年5月、フィリピン・コレヒドール島におけるアメリカ極東陸軍の降伏

日本軍はアメリカの植民地であったフィリピンにも上陸した。フィリピンでは軍事顧問から現役軍人に復帰したダグラス・マッカーサーがアメリカ軍とフィリピン軍を統括するアメリカ極東陸軍司令官として、本間雅晴中将率いる第14軍を迎え撃ったが、開戦劈頭にクラークフィールド飛行場を日本軍に爆撃されて、新兵器の大型爆撃機B-17を含む航空戦力が壊滅すると、15万人の兵力を有しながら、リンガエン湾から上陸してきた4万人の第14軍に圧倒されてバターン半島とコレヒドール島で籠城させられた。その後、日本軍は主力の第48師団が蘭印作戦に転出したため、圧倒的に兵力に勝るアメリカ極東陸軍を攻めあぐねていたが、食料の備蓄が底をついたアメリカ極東陸軍の戦力と士気の低下は著しく、アメリカ陸軍参謀総長まで務めたマッカーサーが捕虜となった場合の悪影響を懸念したルーズベルトよりオーストラリアへの脱出命令を受けたマッカーサーは、バターンで飢餓と疫病に苦しむ部下将兵やフィリピン国民に対して「私はアメリカ大統領から、日本の戦線を突破してコレヒドールからオーストラリアに行けと命じられた。その目的は、私の了解するところでは、日本に対するアメリカの攻勢を準備することで、その最大の目的はフィリピンの救援にある。私はやってきたが、必ずや私は戻るだろう（I shall return）」と約束すると、フィリピンから脱出した。
マッカーサーに見捨てられたジョナサン・ウェインライト少将率いるアメリカ極東陸軍は、その後も飢餓や疫病で多くの犠牲を出しながらもバターンを守り続けたが、1942年4月に増援を得た日本軍の総攻撃により降伏へと追い込まれた。この時に日本軍に投降したアメリカ極東軍将兵は76,000名にもなり、『戦史上でアメリカ軍が被った最悪の敗北』と言われ、多くのアメリカ人のなかに長く苦痛の記憶として残ることとなった。勝利した日本軍であったが、バターン攻撃当初からバターンに籠ったアメリカ極東軍の兵士数を把握できておらず、予想外の捕虜に対し食糧も運搬手段も準備できていなかった。また、降伏した将兵はマッカーサーの「絶対に降伏するな」という死守命令により、飢餓と病気で消耗しきっていたが、司令官の本間はそういう事情を十分知らされていない中で、バターン半島最南部からマニラ北方のサンフェルナンドまで90kmを徒歩で移動するという捕虜輸送計画を承認した。徒歩移動中に消耗しきった捕虜たちは、マラリア、疲労、飢餓と日本兵の暴行や処刑で7,000名〜10,000名が死ぬこととなり、後にアメリカで『Bataan Death March（バターン死の行進）』と称されて、日本への敵愾心を煽ることとなった。

#### 蘭印作戦

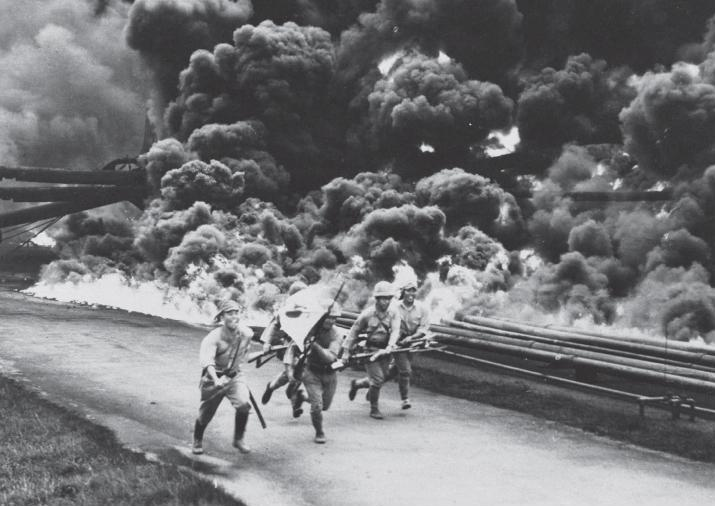
バリクパパンを進撃する日本軍

1942年（昭和17年）1月に日本は対米英戦争と支那事変のみならず、対蘭戦、対ソ連戦も「大東亜戦争」に含むと確認した。同1月、日本が宣戦を保留していたオランダとも開戦。当時はイギリスおよびオランダの植民地であったボルネオ島（カリマンタン島）とジャワ島、オランダの植民地であったスマトラ島にも侵攻を開始した。
1942年の2月には、開戦以来連戦連勝を続ける日本海軍の伊号第十七潜水艦が、アメリカ西海岸沿岸部のカリフォルニア州サンタバーバラ市近郊のエルウッドにある製油所を砲撃し製油所の施設を破壊した。続いて同6月にはオレゴン州にあるアメリカ海軍の基地を砲撃して被害を出したこともあり、アメリカは本土への日本軍の本格的な上陸に備えたものの、短期決着による早期和平を意図していた日本海軍はアメリカ本土に向けて本格的に進軍する意図はなかった。しかし、これらのアメリカ本土攻撃がもたらした日本軍のアメリカ本土上陸に対するアメリカ合衆国政府の恐怖心と、無知による人種差別的感情が、日系人の強制収容の本格化に繋がったとも言われる。
日本海軍は、同月に行われたジャワ沖海戦でアメリカ、イギリス、オランダ海軍を中心とする連合軍諸国の艦隊を打破する。続くスラバヤ沖海戦では、巡洋艦7隻を撃沈破された連合国海軍に対し、日本海軍側の損失は皆無と圧勝した。シンガポール陥落後の3月に行われたバタビア沖海戦でも勝利し、東南アジア海域の連合国軍艦隊をほぼ壊滅させた。またジャワ島に上陸した日本軍は、疲弊したオランダ軍を制圧し同島全域を占領した（蘭印作戦）。

#### ビルマ作戦

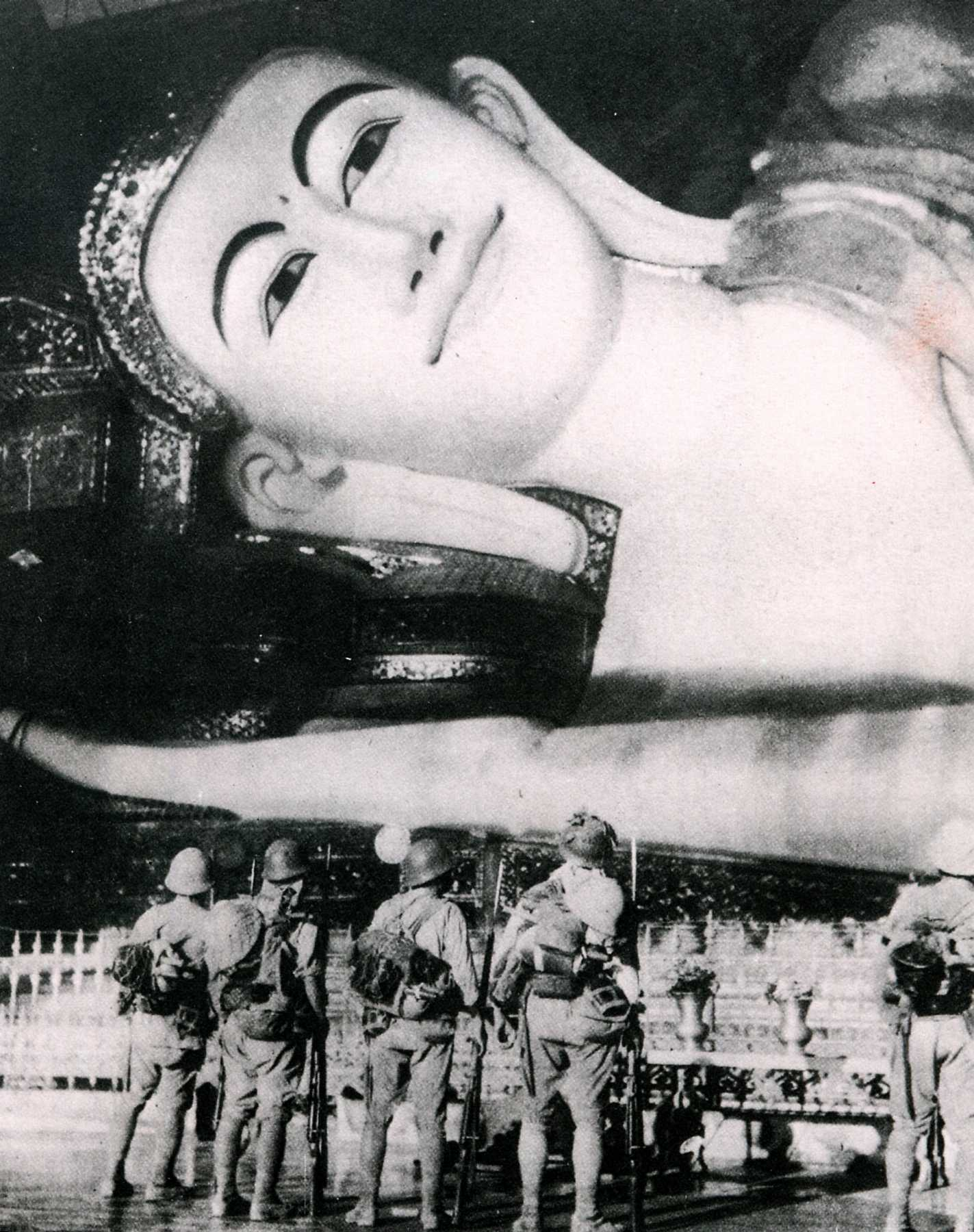
ビルマの仏教寺院をパトロールする日本軍兵士（1942年）

1941年12月、日本軍は「マレー作戦の側背の安定・援蒋ルートの遮断・対インドおよび対中国の圧迫強化」を目的としてビルマ（現ミャンマー）に進攻した。
1942年3月8日には首都ラングーンを占領。日本軍は破竹の勢いで連合軍を追撃、5月末までに一掃し、ビルマを制圧した。英印軍は重装備・車両の類をことごとく放棄してアラカン山中に敗走し、一方、雲南方面への退路を遮断された中国軍は、北部ビルマに追い詰められ崩壊していった。中国・ビルマ・インド戦域アメリカ陸軍司令官ジョセフ・スティルウェル中将はわずか数十名とともにアラカン山中をさまよい、インドへ逃れた。以上のようにして、ビルマ作戦は日本軍の完全勝利をもって、雨季入り直前に予定通りその幕を閉じた。
その後日本軍は、インドの要衝カルカッタ（現コルカタ）への爆撃を実施した（カルカッタ爆撃）。

#### インド洋とオーストラリアへの進攻

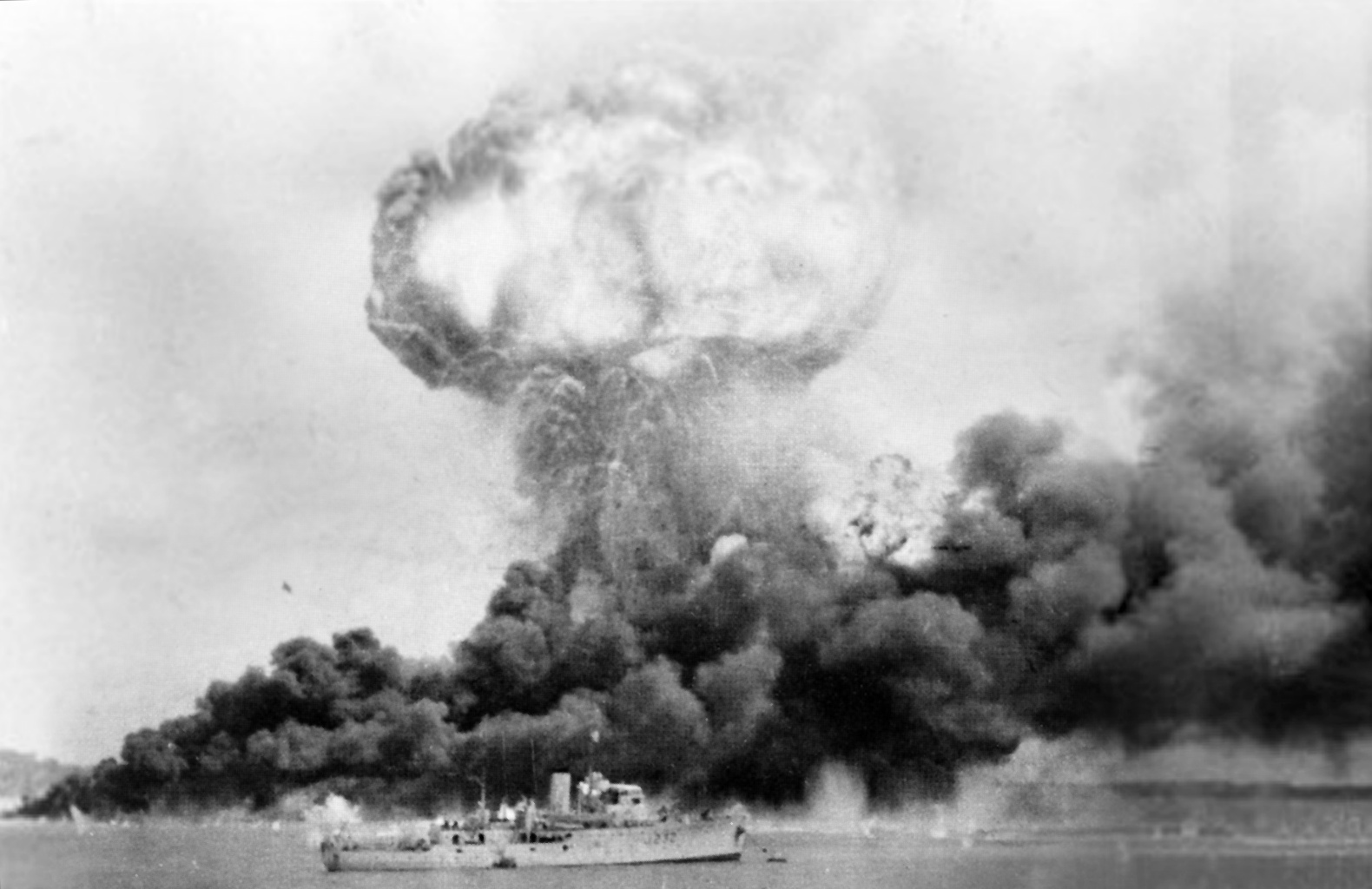
1942年2月19日、オーストラリア北西部ダーウィンへの空襲

ビルマ方面に展開する日本陸軍を後方協力する形で、航空母艦を中心とした海軍の機動艦隊が、進出したインド洋で空母搭載機によるイギリス領セイロン（現在のスリランカ）のコロンボ、トリンコマリーを空襲、さらにイギリス海軍機動部隊へも攻撃を加え多数の艦艇を撃沈した（セイロン沖海戦）。こうして航空戦力に大打撃を受けたイギリス東洋艦隊は日本海軍の機動部隊に対する反撃ができず、当時植民地下に置いていたアフリカ東岸のケニアのキリンディニ港まで撤退することになる。なお、この攻撃に加わった潜水艦の一隻である伊号第三十潜水艦は、その後8月に戦争開始後初の遣独潜水艦作戦（第一次遣独潜水艦）としてドイツ占領下のフランスへと派遣され、エニグマ暗号機などを持ち帰った。
1942年2月19日には日本軍が艦載機と陸上攻撃機によって、オーストラリアのダーウィン湾と停泊している艦船と飛行場を空襲した（ダーウィン空襲）。オーストラリア史上初の他国による本土への軍事攻撃となったが、停泊中の艦船39隻が撃沈破、30機の航空機が撃墜撃破されるなど大きな損害を被った。この後も日本軍は96回に渡ってオーストラリアを爆撃し（日本のオーストラリア空襲）、一般市民に2,000人弱の死傷者をだした。また、1942年5月には日本軍の特殊潜航艇がシドニー港を攻撃し、オーストラリア海軍の宿泊艦「クッタブル（HMAS Kuttabul）」を撃沈、その隣にいたオランダ海軍の潜水艦「K IX（K IX）」も大破してシドニー港は大混乱に陥った。日本軍の侵攻が現実的となったオーストラリアに緊張が走ったが、肝心のオーストラリア軍はシンガポールで大損害を被っていたうえ、チャーチルの要請によってエルヴィン・ロンメル率いる「ドイツ・アフリカ軍団」に対抗するため北アフリカ戦線に3個師団が派遣されており、オーストラリアのジョン・カーティン首相はルーズベルトとチャーチルにアメリカがオーストラリアの防衛に責任を持つよう要請した。ルーズベルトはフィリピンから脱出したマッカーサーを司令官とし南西太平洋方面軍を編成して、日本軍の侵攻に対抗することとした。
この頃イギリス軍は日本海軍の基地とされる危険性から、ヴィシー・フランス統治下にあったアフリカ東岸のマダガスカル島を、南アフリカ軍の支援を受けて占領した（マダガスカルの戦い）。この戦いの間に、現地のヴィシー・フランス軍を援護する名目でイギリス海軍を追った日本海軍の特殊潜航艇がディエゴスアレス港を攻撃し、タンカー「ブリティッシュ・ロイヤルティ」を撃沈、イギリス海軍の戦艦を1隻大破させるなどの戦果を挙げている。戦争末期にはイギリス軍が反攻に転じるが、インド洋東部における日本軍によるアンダマン・ニコバル諸島の占領は終戦まで続いた。

#### 珊瑚海海戦

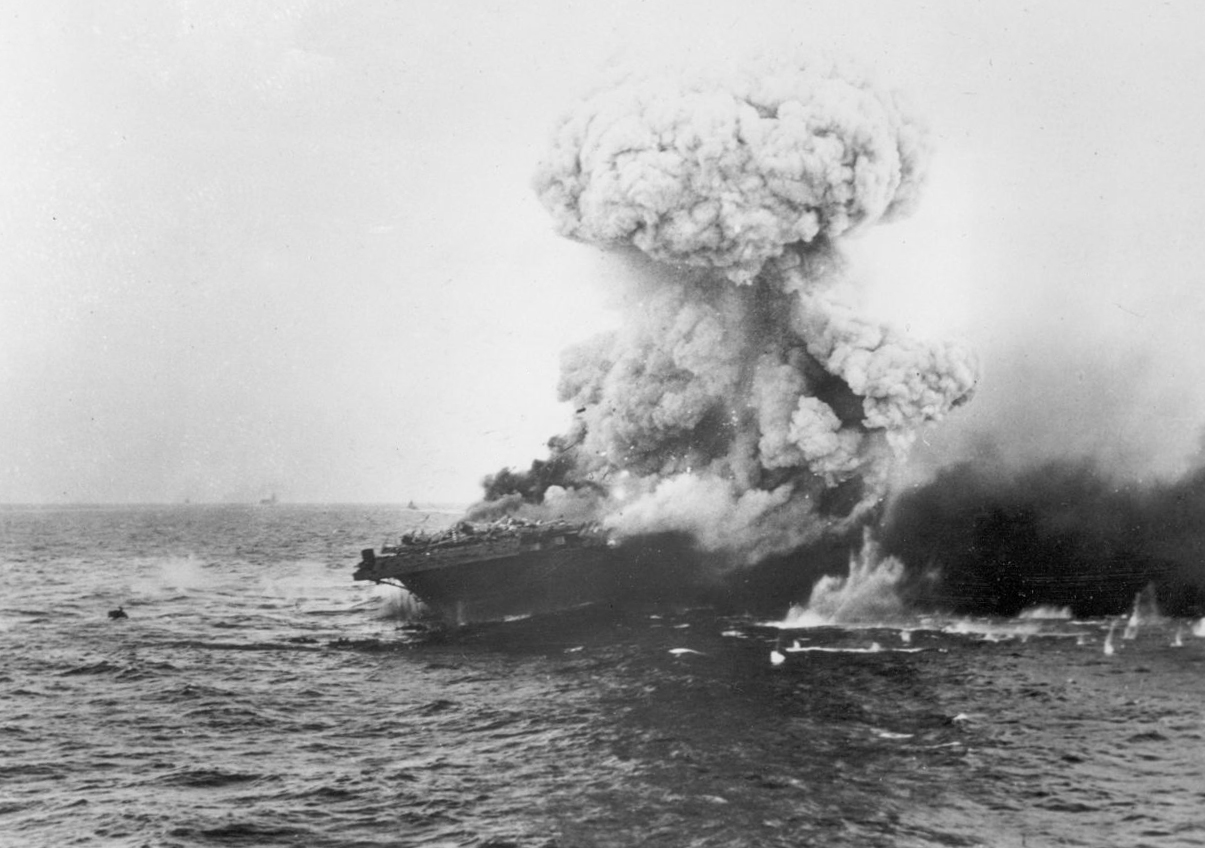
気化ガソリンに引火し大爆発を起こした米空母「レキシントン」

こうした第一段作戦の終了後、日本軍は第二段作戦として、アメリカとオーストラリア（豪州）の間のシーレーンを遮断しオーストラリアを孤立させる「米豪遮断作戦」（FS作戦）を構想した。この阻止を目論む連合軍との間でソロモン諸島の戦い、ニューギニアの戦いが開始されると、この地域で足止めされた日本軍は、戦争資源を消耗していくことになる。
日本軍は、アメリカとオーストラリアのシーレーン遮断のため潜水艦をオーストラリア海域に派遣、日本軍潜水艦は約30隻の艦船を撃沈し、一時連合軍は海上輸送路の変更を余儀なくされ輸送量が減少することとなったが、戦況やオーストラリア経済に与えた影響は少なかった。しかし、撃沈された艦船の中には、オーストラリアの病院船ケンタウロスも含まれており、のちに国際問題となった。
日本軍は「米豪遮断作戦」実現のため、ニューギニアの連合軍重要拠点ポートモレスビーに海路進攻するMO作戦を計画、作戦には「第五航空戦隊」の「翔鶴」「瑞鶴」とMO攻略部隊MO主隊の「祥鳳」の空母3隻が参加していたが、アメリカ軍も作戦阻止のため大型空母「レキシントン」と「ヨークタウン」の空母2隻が出撃、5月4日から、歴史上初の両艦隊が互いの視界外且つ空母同士の海戦となった珊瑚海海戦が戦われた。海戦は日本軍が「レキシントン」を撃沈したのに対して、失ったのは小型空母「祥鳳」だけで、アメリカ軍艦隊を後退させることに成功したが、「翔鶴」が損傷していたうえ、艦載機の消耗が激しく、海からのポートモレスビー攻略を断念せざるを得ず、アメリカ軍からは開戦以来初めて日本軍の膨張を抑えることができたとの評価であった。この結果、海路からのポートモレスビー攻略を断念した日本軍は陸路からの作戦に切り替えたものの、山脈越えの難行軍により補給が途絶えてポートモレスビー攻略作戦は失敗する。

### 戦局の転換期

#### ドーリットル空襲

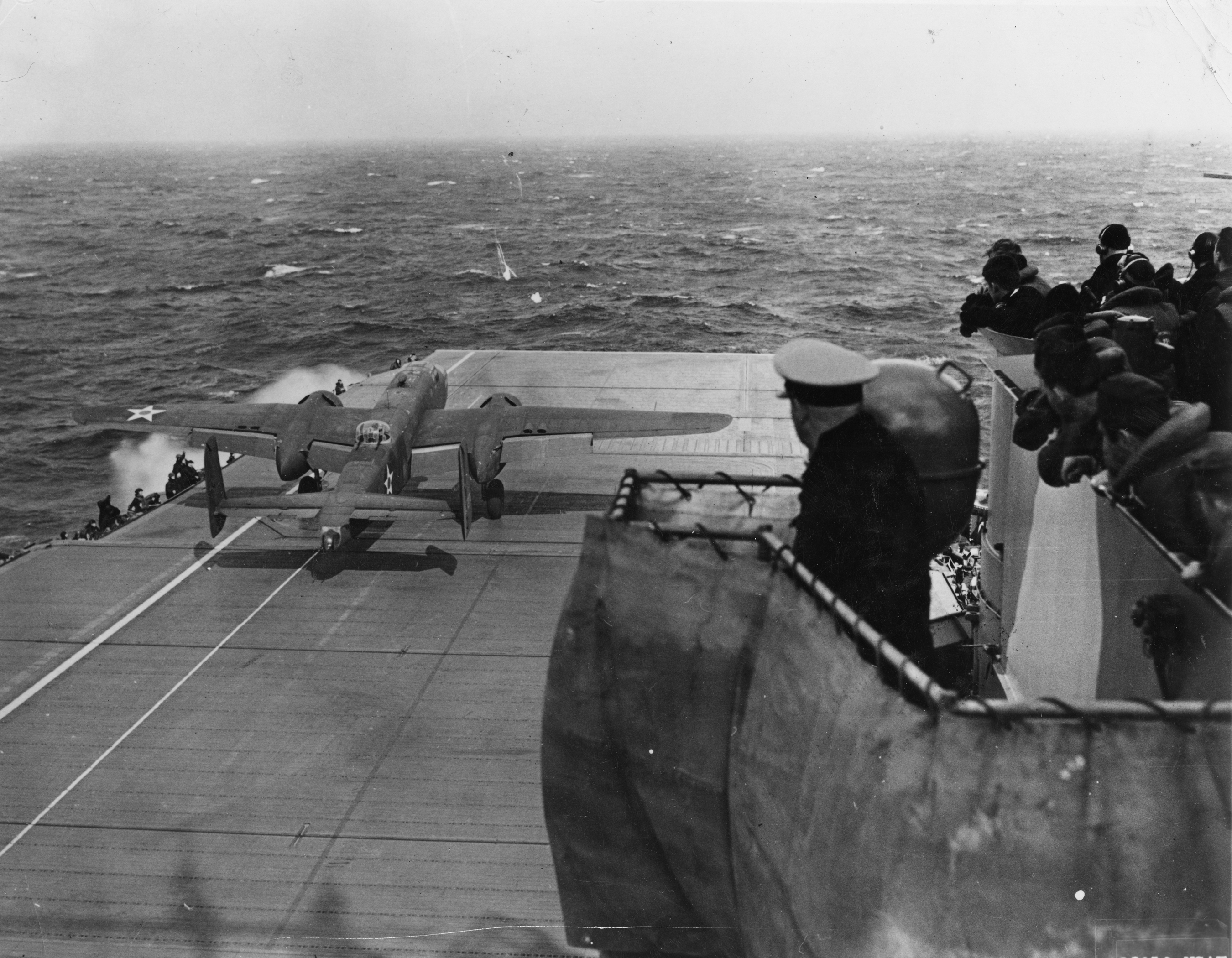
空母ホーネットを発艦するB-25

敗戦が続き国民の士気が低下していることを懸念していたルーズベルトは、日本本土を爆撃して国民の士気を高める必要があると考えていた。ルーズベルトの強い意志もあってアメリカ統合参謀本部は、「航続距離の長い陸軍航空軍の爆撃機を空母から発艦させ、日本本土を爆撃する」という作戦を決定し、改造した「B-25」16機で東京を爆撃して、そのまま中国の飛行場に着陸するという計画を立てた。アメリカ海軍のなかには、戦術的な効果が殆ど望めない作戦で貴重な空母を必要以上の危険に晒すことに反対意見も根強かったが、ルーズベルトの強い意志もあって作戦は決行された。
ジミー・ドーリットル中佐が任務の指揮官に選ばれ、B-25を16機搭載した空母「ホーネット」と護衛する「エンタープライズ」が途中で日本軍の警戒船を排除しながら、日本本土に接近し、1942年4月18日、東京から700マイルの地点で予定より7時間早い08:15からB-25が発艦を開始した。予定よりも7時間も発艦を早めたのは日本軍の警戒船に発見されたことを警戒したためであったが、日本軍は警戒はしていたもののB-25をまともに迎撃することはできなかった。B-25は東京のほか、横浜、横須賀、名古屋を空襲し、中国方面に離脱したが、日本本土で撃墜された機はなかったものの、16機全機が不時着などで失われた。日本がこの空襲で受けた被害は限定的であったが、この影響は日本、アメリカ共に大きなものとなり、特にアメリカ国民の士気は大いに高まった。

#### ミッドウェー海戦

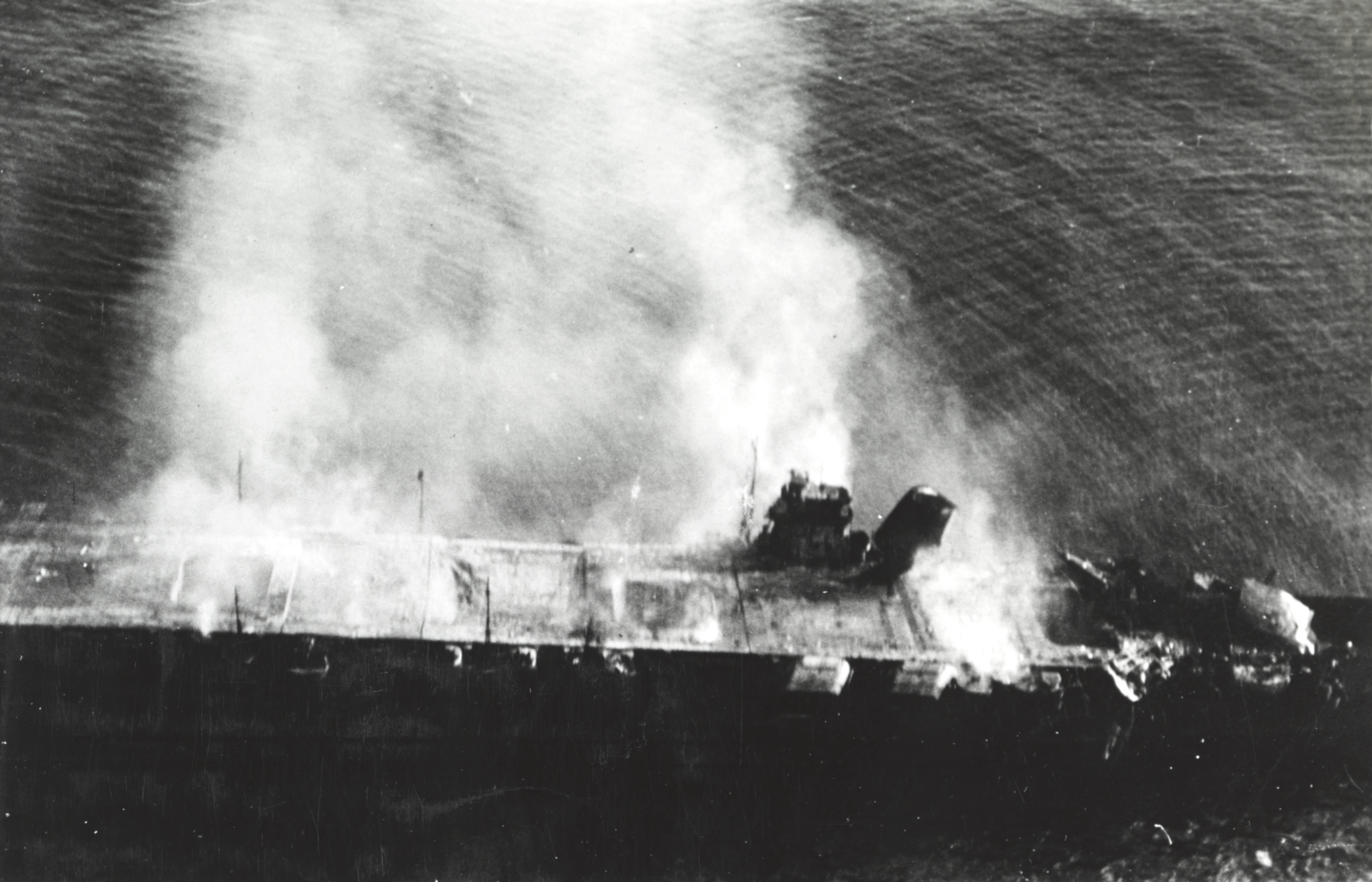
爆撃を受け炎上する空母「飛龍」

4月、日本海軍は、アメリカの海軍機動部隊を制圧するため、機動部隊主力を投入しミッドウェー島攻略を決定するが、その直後のドーリットル空襲に衝撃を受ける。6月に行われたミッドウェー海戦において、日本海軍機動部隊は主力正規空母4隻（「赤城」「加賀」「蒼龍」「飛龍」）と重巡洋艦「三隈」を喪失する事態に陥る。艦船の被害だけではなく多くの艦載機および搭乗員を失ったこの戦闘は太平洋戦争のターニングポイントとなった。ここで大本営海軍部は、ミッドウェー海戦における大敗の事実を隠蔽する（大本営発表）。
アメリカ海軍機による日本本土への初空襲に対して、9月には日本海軍の伊十五型潜水艦伊号第二十五潜水艦の潜水艦搭載偵察機によりアメリカ西海岸のオレゴン州を2度にわたり空爆し、森林火災を発生させるなどの被害を与えたが（アメリカ本土空襲）、アメリカ政府はこの事実を隠蔽した。この空襲は、2025年現在に至るまでアメリカ合衆国本土に対する唯一の外国軍機による空襲となっている。

#### ガダルカナル島の戦い・ソロモン海戦

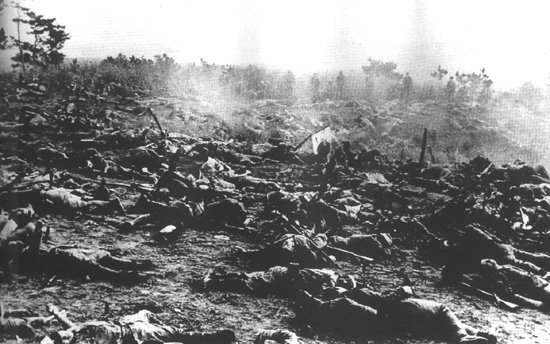
1942年10月、ガダルカナル島の戦いにおいて壊滅した日本陸軍の第2師団

ミッドウェー海戦直後の7月に日本軍は最大勢力範囲に達したが、ミッドウェー海戦により日本軍の圧倒的優位にあった空母戦力は一時的に拮抗し、アメリカ海軍は日本海軍の予想より早く反攻作戦を開始することとなる。8月にアメリカ軍は日本海軍に対する初の本格的な反攻として、ソロモン諸島のツラギ島およびガダルカナル島に海兵隊2万人を上陸させ、日本海軍が建設し完成間近であった飛行場を占領した。日本海軍は日本陸軍に対して同地奪回を懇願し、陸軍は地上部隊を派兵、これにより日本軍と米豪両軍の間で陸・海・空の全てにおいて一大消耗戦が繰り広げることとなった（ガダルカナル島の戦い）。同月に行われた第一次ソロモン海戦では日本海軍の攻撃で、アメリカ、オーストラリア海軍などからなる連合軍の重巡4隻を撃沈して勝利する。しかし、日本軍が輸送船を攻撃しなかったため、ガダルカナル島での戦況に大きな影響はなかったが、第二次ソロモン海戦で日本海軍は小型空母「龍驤」を失い、島を巡る戦況は泥沼化する。
10月に行われた南太平洋海戦では、日本海軍機動部隊の攻撃により、アメリカ海軍大型空母のうち「ホーネット」を撃沈、「エンタープライズ」を大破させた。先立って「サラトガ」が大破、「ワスプ」を日本潜水艦の雷撃によって失っていたアメリカ海軍は、一時的にではあるが太平洋戦線における可稼動空母が皆無という危機的状況へ陥った。日本は「瑞鶴」以下5隻の空母を有し、ミッドウェー海戦後も空母の隻数では優位にあったが、度重なる海戦で熟練搭乗員が消耗してしまったことと補給線が延びきったことにより、前線への投入ができず新たな攻勢に打って出ることができなかった。
その後行われた第三次ソロモン海戦で、日本海軍は戦艦2隻（「比叡」「霧島」）を失い敗北した。アメリカ軍はガダルカナル島周辺において航空優勢を獲得、日本軍の輸送船を撃破して補給を妨害し、物資輸送を封じ込めた。ガダルカナル島では補給が覚束なくなり、餓死する日本軍兵士が続出した。後に一部の司令部よりガダルカナル諸島は「餓島」と皮肉られた。
1943年1月、日本海軍はソロモン諸島で行われたレンネル島沖海戦でアメリカ海軍の重巡洋艦「シカゴ」を撃沈する戦果を上げたが、島の奪回は最早絶望的となり、2月に日本陸軍はガダルカナル島から撤退（ケ号作戦）した。半年にも及ぶ消耗戦により、日米豪両軍に大きな損害が生じたが、国力に限界がある日本にとっては取り返しのつかない損害であった。これ以降、ソロモン諸島での戦闘は両軍拮抗したまま続く。
1943年4月18日には、日本海軍の連合艦隊司令長官の山本五十六海軍大将が、前線視察のため訪れていたブーゲンビル島上空でアメリカ海軍情報局による暗号解読を受けたP-38戦闘機の待ち伏せを受け、乗機の一式陸上攻撃機を撃墜され戦死した（海軍甲事件）。しかし大本営は、作戦指導上の機密保持や連合国による宣伝利用の防止などを考慮して、山本長官の死の事実を1か月以上たった5月21日まで伏せていた。しかし、この頃、日本海軍の暗号の多くはアメリカ海軍情報局により解読されており、アメリカ軍は日本海軍の無線傍受と暗号解読により、撃墜後間もなく山本長官の死を察知していたことが戦後明らかになった。

#### アッツ島玉砕
1943年5月には前年の6月より日本軍が占領していたアリューシャン列島のアッツ島に米軍が上陸。山崎保代大佐以下日本軍守備隊は全滅し（アッツ島の戦い）、大本営発表において初めて「玉砕」という言葉が用いられた。また、ニューギニア島では日本軍とアメリカ軍、オーストラリア軍を中心とした連合軍との激しい戦いが続いていたが（ニューギニアの戦い）、8月頃より少しずつ日本軍の退勢となり、物資補給に困難が出てきた。同年の暮れ頃には、日本軍にとって南太平洋戦線での最大基地であるラバウルは度重なる空襲を受け孤立化し始める。

### 連合軍の反攻
アメリカ統合参謀本部の作成した『日本撃滅戦略計画』では「1、封鎖、特に東インド諸島地域の油田およびその他の戦略物資を運ぶ日本側補給路の切断」「2、日本の諸都市への継続的な空襲」「3、日本本土への上陸」によって日本を撃滅できると想定していた。開戦後に敗北を続けたものの、その後戦力を整えたアメリカ軍やイギリス軍、オーストラリア軍を中心とした連合国軍は、この年の後半から戦略計画に基づき反攻作戦を本格化させた。

#### 二方面からの進攻計画

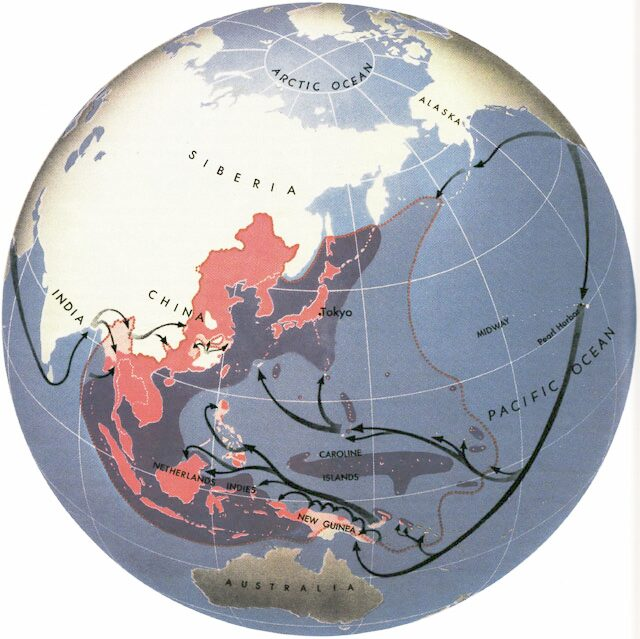
連合軍による2方面からの反攻進路

やがて、戦局が連合軍側に有利になると、軍の指揮権が、マッカーサー率いるアメリカ陸軍が主力の連合国南西太平洋軍（SWPA）と、チェスター・ニミッツ提督率いるアメリカ海軍、アメリカ海兵隊主力の連合国太平洋軍（POA）の2つに分権されている太平洋戦域の指揮権について、マッカーサーがヨーロッパ戦線の連合国遠征軍最高司令部総司令官のように全指揮権を掌握するべきと主張した。さらにマッカーサーは、自分がその指揮権を統括して、一本化した戦力によってニューブリテン島攻略を起点とした反攻計画「エルクトロン計画」を提案したが、栄誉を独占しようというマッカーサーを警戒していたアーネスト・キング海軍作戦部長が強硬に反対した。この問題は、1943年5月にワシントンで開催された、ルーズベルトとイギリス首相ウィンストン・チャーチルによる「トライデント会議」で協議されたが、マッカーサーの主張は却下されて、太平洋は従来通り連合国南西太平洋軍と連合国太平洋軍が2方面で対日反攻作戦を展開していくことが決定された。
反攻ルートについては、「I shall return」の約束を果たすため、フィリピンの奪還を急ぐマッカーサーは、ニューギニアからフィリピンという比較的大きい陸地を進攻することによって、陸上飛行基地が全作戦線を支援可能となることや、マッカーサーがこれまで行ってきた、『リープフロッギング（蛙飛び）作戦』によって損害を減らすことができると主張していたのに対して、ニミッツは、従来からのアメリカ海軍の対日戦のドクトリンであるオレンジ計画に基づき、太平洋中央の海路による進撃を主張し、マッカーサーに対しては、陸路を進撃することは、海路での進撃と比較して、長い弱い交通線での進撃や補給となって、戦力の不経済な使用となることや、日本本土侵攻には遠回りとなるうえ、進撃路が容易に予知されるので日本軍に兵力の集中を許してしまうこと、また、進撃路となるニューギニアなどには感染症が蔓延しており、兵士を危険に晒すことになると反論した。
アメリカ統合参謀本部は、双方の主張を取り上げて、マッカーサーはビスマルク諸島とニューギニアを前進しミンダナオを攻略、一方でニミッツは、ギルバート諸島を攻略、次いで西方に転じて、クェゼリン、エニウェトク、グアム、サイパン、ペリリューへと前進し、両軍はルソン島か台湾で一本になると決められ、8月のケベック会談において作戦案をチャーチルも承諾した。連合軍の基本方針は、まずはナチス・ドイツを打ち破ることを優先し、それまでは太平洋戦線での積極的な攻勢は控えるというもので、投入される戦力や物資はヨーロッパ70％に対して太平洋30％と決められていたが、マッカーサーやキングが、日本軍の手強さと太平洋戦線の重要性をルーズベルトに説いて、ヨーロッパと太平洋の戦力や物資の不均衡さは改善されており、このような大規模な2方面作戦を行うことが可能となっていた。特に海軍力の増強が著しく、ソロモンでの激戦で一時太平洋戦域での可動空母が0隻となっていたアメリカ海軍であったが、新型空母エセックス級航空母艦が32隻も発注され、続々と就役すると（第二次世界大戦の終了にともないキャンセルされた8隻を除く24隻が就役）、連合軍反攻の大きな戦力となった。また、大量の護衛空母も続々と就役しており、後に「月刊正規空母」「週刊護衛空母」などとも言われ、アメリカの巨大な生産力を象徴することともなった。
なおもマッカーサーは、中部太平洋には日本軍が要塞化している島がいくつもあって、アメリカ軍に多大な出血を強いることになるため、自分に戦力を集中すべきと食い下がったが、ニミッツは、ニューギニアを主戦線とすると空母部隊が日本軍の陸上基地からの攻撃の危険に晒されると反論した。このニミッツの反論には空母をマッカーサーの指揮下には絶対に置かないという強い意志もはたらいており容易に議論はまとまらなかった。

#### 絶対国防圏の決定
1943年、大本営はソロモン諸島での一連の敗戦とアメリカ軍による本格的な反攻を前にして、広がりきった現戦線で戦うことの不利を認識、後方に自主的に戦線を設けて戦線を集約しようという方針の検討を始めた。しかし、日本陸軍と日本海軍ではその方針が異なっており、日本陸軍は大幅に戦域を集約したうえで、後方の防衛線で反撃態勢を整えようという方針に対して、日本海軍は戦線の後退は最低限にし、早期決戦を追求すべきという方針であり、なかなか方針が固まらないまま時が経過していった。日本海軍はギルバート諸島やマーシャル諸島をアメリカ軍侵攻の迎撃帯とするZ作戦要領を発令したが、従来、太平洋正面は海軍の担当地域と考えていた陸軍は、ギルバートやマーシャルには部隊を配置しておらず、陸軍が想定している西北部ニューギニアからマリアナ諸島に至る後方戦線から2,000㎞以上も東方に位置しているこれらの離島では、陸海軍が連携しての反撃は困難であると主張するなど、陸海軍の認識の相違は明らかであった。
これら陸海軍の根本的な方針の差は解消されなかったものの、9月30日の閣議及び御前会議で決定された「今後採ルヘキ戦争指導ノ大綱」において「帝国戦争遂行上太平洋及印度洋方面ニ於テ絶対確保スヘキ要域ヲ千島、小笠原、内南洋（中西部）及西部「ニューギニア」「スンダ」「ビルマ」ヲ含ム圏域トス」とする｢絶対国防圏｣が決定された。これは陸軍の主張してきた後方戦線とほぼ同じもので、海軍が主張してきた決戦場である、ギルバートやマーシャルは除外されたが、大綱のなかの｢敵米英ニ対シ其ノ攻勢企図ヲ破摧シツツ｣や｢随時敵ノ反攻戦力ヲ捕捉破摧ス｣の抽象的文言により、絶対国防圏の前方での海軍の作戦を容認する玉虫色の決着であり、この海軍の決戦思想は、陸軍の持久戦略とは相反するもので、のちの絶対国防圏の防衛体制構築を遅らせることになってしまった

#### 恐怖のタラワ

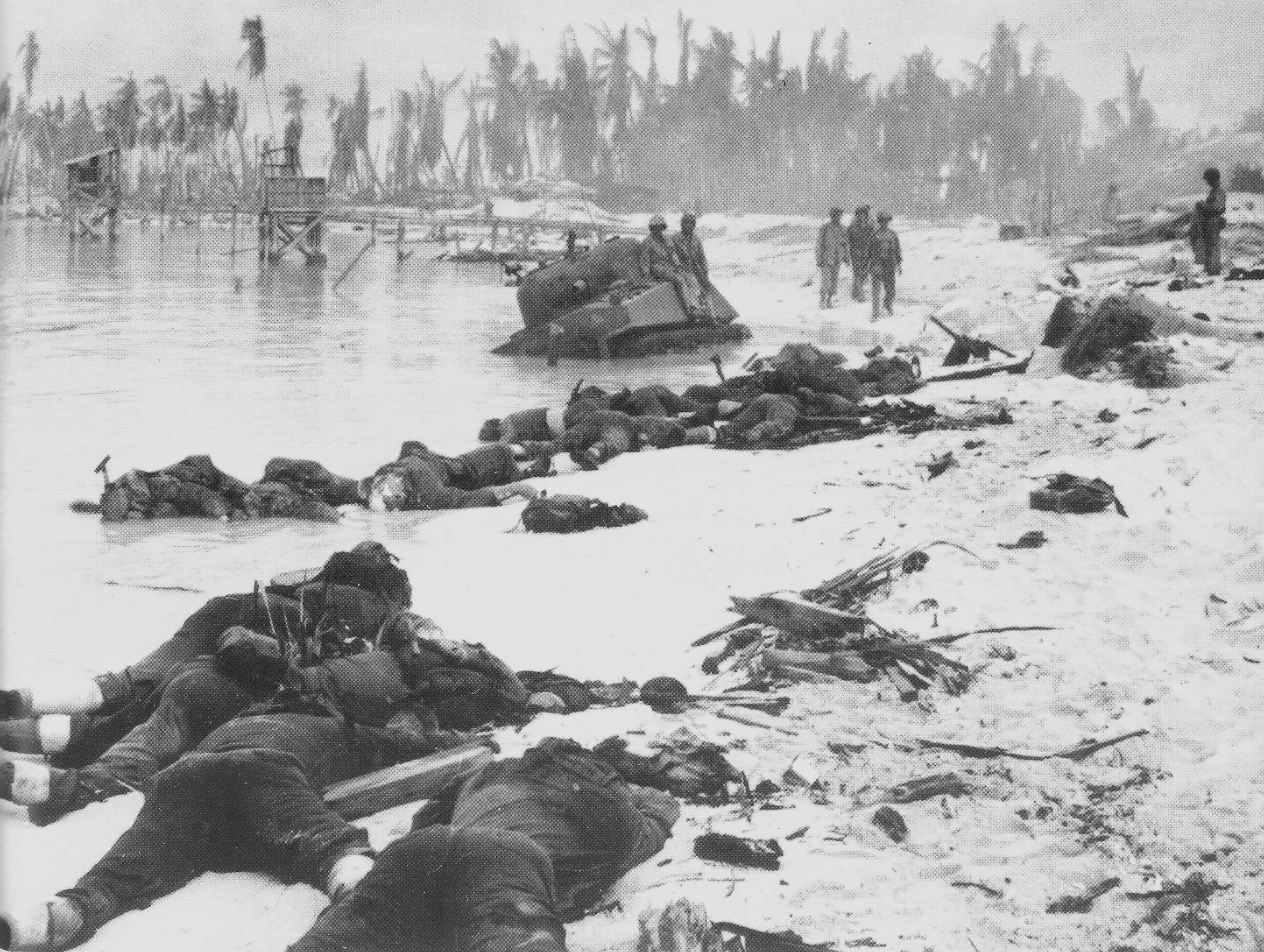
タラワ島海岸に横たわるアメリカ海兵隊員の遺体

1943年11月、ギルバート諸島のマキン島とタラワ島にアメリカ軍が侵攻、両島を守る日本軍将兵はわずか3,000人足らず（朝鮮人労務者を加えると5,000人）に対して、アメリカ軍はアメリカ海兵隊を主力とした40,000人で攻撃したのにも関わらず、日本軍守備隊は奮闘し、特に第三特別根拠地隊司令官柴崎恵次少将が徹底した要塞化を進めていたタラワ島に上陸したアメリカ軍は、日本軍の激烈な抵抗の前に大損害を被り、のちに「恐怖のタラワ」と呼ばれることとなった（タラワの戦い）。タラワ島の激戦の様子はタイム誌によってアメリカ国内に報道されたが、「先週、約2,000ないし3,000のアメリカ海兵は、その大半が今や戦死したかもしくは負傷しているが、全国民にたいしてレキシントン・コンコードの戦いやアラモの戦いやリトルビッグホーンの戦いや ベローウッドの戦いなどの名前のわきに並ぶべき、不朽の名前を一つあたえた。その名前はタラワであった。」とセンセーショナルな記事であったため、アメリカ国民に動揺が広がった。
マキン島においても第3特別根拠地隊分遣隊243名の日本軍に対して、上陸した第27歩兵師団の2個連隊6,500人は実に27倍の兵力ながら苦戦を強いられた。また、この戦闘中に伊175が上陸支援中の護衛空母リスカム・ベイを撃沈、マキン島でのアメリカ軍死傷者は1,327人にもなり、朝鮮人労務者を加えた日本軍戦死者591人を上回る損害を被り、作戦を指揮したニミッツを憤慨させ、この後の上陸作戦に対する大きな教訓となった。

#### 大東亜会議
同11月に日本の東條英機首相は、満洲国やタイ、フィリピン、ビルマ、自由インド仮政府、中華民国南京国民政府などの首脳を東京に集めて大東亜会議を開き、大東亜共栄圏の結束を誇示した。この年の年末になると、開戦当初の相次ぐ敗北から完全に態勢を立て直し、圧倒的な戦力を持つに至ったアメリカ軍に加え、ヨーロッパ戦線でドイツ軍に対して攻勢に転じ戦線の展開に余裕が出てきたイギリス軍やオーストラリア軍、ニュージーランド軍などの数カ国からなる連合軍と、中国戦線の膠着状態を打開できないまま、太平洋戦線においてさしたる味方もなく事実上一国で戦う上、開戦当初の相次ぐ勝利のために予想しなかったほど戦線が延びたことで兵士の補給や兵器の生産、軍需物資の補給に困難が生じる日本軍の力関係は一気に連合国有利へと傾いていった。

#### 大陸打通作戦

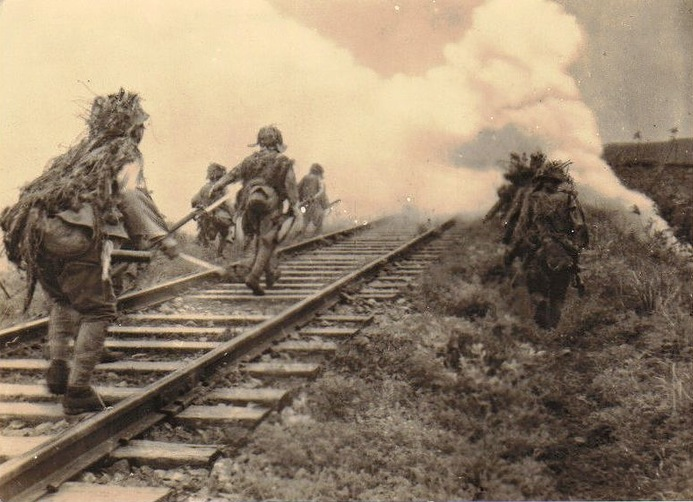
粤漢線の線路上を進撃する日本軍

アメリカは大型戦略爆撃機「B-29」の開発を進めていたが、B-29の作戦準備が整うまでに、「ドイツの工業力、通信網、そのほかの軍事目標の大半を、すでに破壊してしまっている」と分析し、B-29を日本に対して使用すると決定した。1943年1月に開催されたカサブランカ会談の席上で、ルーズベルトは蔣介石に中華民国を基地とする日本本土への爆撃計画を検討すると告げた。日本軍も軍務局長佐藤賢了少将を委員長とするB-29対策委員会を設置、海外調査機関を通じて資料を収集した。
1943年10月13日、アメリカ陸軍航空軍司令官ヘンリー・ハップ・アーノルド大将が日本本土空襲作戦計画マッターホルン作戦を作成、ルーズベルトはこれを承認し、ケベック会談でチャーチルに「我々は来年早々、新爆撃機（B-29）をもって、日本に強力な打撃を与える準備中である。日本の軍事力を支えている製鉄工業の原動力となっている満洲および九州の炭鉱地帯は、中華民国成都地区からの爆撃機の行動圏内に入ることになる」「この作戦の遂行によって、アジアにおける連合軍の勝利を促進できるだろう」という手紙を送って協力を要請し、蔣介石に対しては1944年3月末までに成都地区に5個の飛行場を絶対に建設するよう要請した。
一方、日本軍も着々と進む中華民国からの日本本土爆撃の準備を見過ごしていたわけではなく、1943年12月には大本営陸軍部服部卓四郎作戦課長総裁のもとに、中国大陸からの本土爆撃対策の兵棋演習が行われ、一号作戦（大陸打通作戦）が立案された。翌1944年1月には、大陸打通作戦の目的を中華民国南西部の飛行場の覆滅による日本本土爆撃の阻止として大本営命令が発令された。日本軍は桂林、柳州地区にB-29が進出すると、東京を含む大都市がすべて爆撃の圏内に入るものと考え攻略することとしたが、アーノルドは、日本軍の攻撃で中国軍が桂林、柳州を防衛できないと判断して、B-29の基地を成都まで後退させている。日本陸軍は建軍以来最大規模となる10個師団40万人の大兵力を動員し、1944年4月にまずは長沙、その後1944年11月には桂林、柳州の飛行場を撃破するなど怒涛の進撃を見せて、中華民国軍75万人を撃破するなど、多大な損害を与えつつ目的の地域の攻略には成功したが、中国・ビルマ・インド戦域アメリカ陸軍司令官ジョセフ・スティルウェル中将による勧告もあって、アメリカ陸軍航空隊は進出しておらず、飛行場はもぬけの殻で肝心の日本本土空襲阻止という最大の目的は達成できなかった。
しかし、後退した成都周辺からの出撃ではいかに航続距離の長いB-29であっても、九州を爆撃するのがやっとであり、より近い場所にB-29の基地が求められた。また、マッターホルン作戦では中国内のB-29前進基地への補給には十分な量の輸送が困難な空路に頼りざるを得ないため、作戦の大きな障害となることが懸念されており、日本本土の大半を爆撃圏内に収め、尚且つ海路で大量の物資を安定的に補給できるマリアナ諸島がB-29の出撃基地として検討されることとなっていく。
この戦いは太平洋では苦戦が続く日本軍の大勝利となったが、戦略的には得たものは少なかった。一方で惨敗した蔣介石がアメリカから見限られる一因ともなって、戦後の中華人民共和国の建国に少なからず影響を及ぼした。

#### 日本本土空襲開始

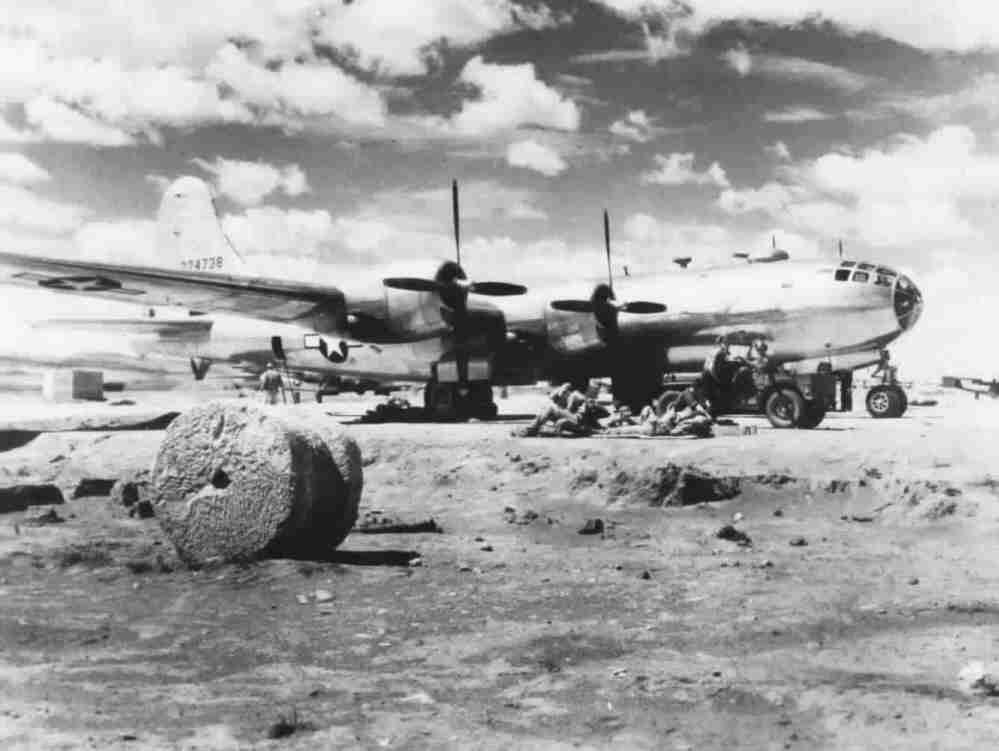
中国の飛行場に駐機しているB-29

着々と準備を進めたアメリカ軍は、1944年6月15日に成都から75機のB-29による八幡製鐵所を主目標とする日本初空襲を行った（八幡空襲）。B-29は灯火管制で目視爆撃ができず、レーダー爆撃を行ったが、爆撃隊は不慣れもあって大混乱しており、主目的であった八幡製鐵所の爆撃による被害は軽微で生産に影響はなかった。爆撃を指揮したアラン・クラーク大佐は「作戦の結果はみじめなものだった。八幡地区に落ちた爆弾のうち、目標区域への命中率はごくわずかで、30kmも離れておちたものもいくつかあった。レーダー手がレーダー爆撃になれていないためだった」と評価したが、製鐵所に命中しなかった爆弾が八幡市街地に落下して市民322名が犠牲となった。このB-29日本本土初空襲が日本アメリカ双方に与えた衝撃は実際の爆撃の効果以上に大きかった。日本側は、B-29の想定以上の性能に衝撃を受け、西日本の防空体制の再構築が急がれることとなった。軍が受けた衝撃は大きかったが、一般国民には抑制的な報道がなされ、日本側の迎撃で6機のB-29を撃墜しながら、わが方に損害なしと報じられた。一方、アメリカではB-29による日本本土初空襲成功のニュースとして大々的に報じられ、その扱いはほぼ同時期に行われたノルマンディ上陸作戦に匹敵する大きさで、ニュースが読み上げられてる間は国会の議事は停止されたほどであった。ノルマンディを訪れていたアーノルドも「この超空の要塞による第一撃は、“まことに全世界的な航空作戦”の開始であり、アメリカは航空戦力としてははじめての、最大の打撃を与えることができる成功無比で、威力絶大な爆撃機を持つに至った」という声明を発表した。
八幡への初空襲の成功に気をよくしたアーノルドは第20爆撃集団司令官のケネス・B・ウルフ准将に、引き続いての日本本土爆撃を命じた。しかし、第20爆撃集団の最大の弱点である中国国内の前進基地への補給問題は改善しておらず、八幡空襲ののち、中国国内基地の燃料備蓄量はわずかとなっており、当面の間は作戦不能となっていた。ウルフはのこの窮状からアーノルドの命令は実行不可能と考えていたが、アーノルドはウルフを消極的と断じて更迭、ヨーロッパ戦線で活躍して勇名をはせていた38歳の若い将軍カーチス・ルメイ少将を後任に任命した。しかし、中国成都からの出撃では九州を爆撃するのがやっとで、またB-29の機数も少なく、補給の問題もあったことから、日本の被害は限定的であった。また、日本軍の迎撃も激烈であり、1944年8月20日の白昼に行われた3度目の八幡爆撃では、61機のB-29に対して。陸軍の四式戦闘機「疾風」二式複座戦闘機「屠龍」や海軍の「零戦」と「月光」など合計100機以上が迎撃し、撃墜確実24機、不確実13機を報告するなど大戦果を挙げている。アメリカ軍の損失記録でも出撃61機中14機損失で損失率は22.9%となり、B-29の出撃のなかでは最悪の損失率となった。

#### マリアナ諸島への進攻決定

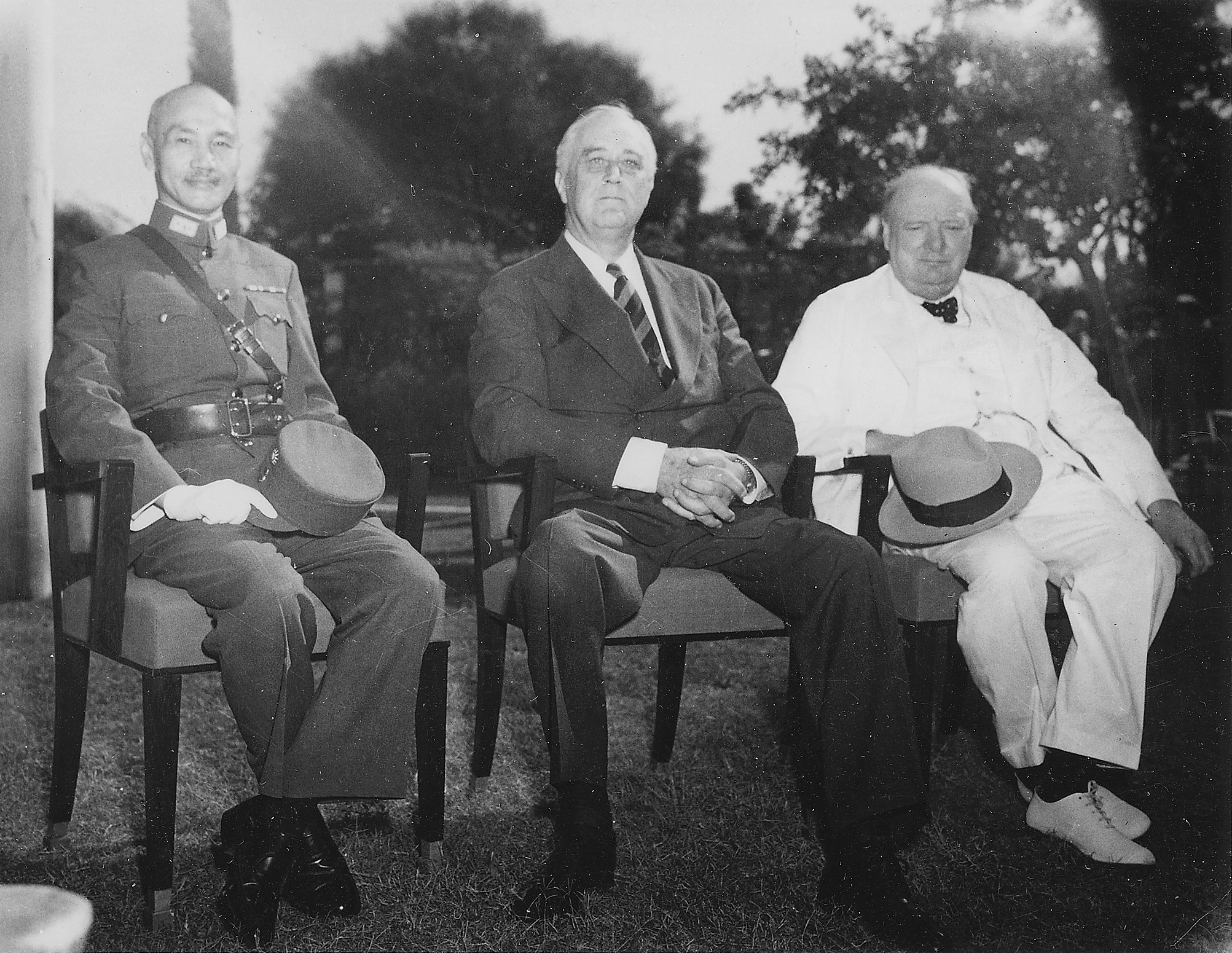
1943年のカイロ会談にて、アジア・太平洋戦域の連合国各国指導者。左から、蔣介石、フランクリン・ルーズベルト、ウィンストン・チャーチル。

アメリカ海軍作戦部長のキングは、マリアナ諸島が日本本土と南方の日本軍基地とを結ぶ後方連絡線の中間に位置し、フィリピンや南方資源地帯に至る経済的な生命線を担う日本にとっての太平洋の鍵で、これを攻略できれば、台湾や中国本土への侵攻基地となるうえ、日本本土を封鎖して経済的に息の根を止めることもできると分析し、その攻略を急ぐべきだと考えていた。アメリカ陸軍でも、アメリカ陸軍航空軍司令官アーノルドが、B-29による日本本土空襲の基地としてマリアナの確保を願っていた。既に中国本土からの日本本土空襲の準備は進められていたが、中国からではB-29の航続距離をもってしても九州を爆撃するのが精いっぱいであり、日本本土全てを出撃圏内に収めることができるマリアナはアーノルドにとって絶好の位置であった。また、中国内のB-29前進基地への補給には、補給量が限られる空路に頼らざるを得ないのと比較すると、マリアナへは海路で大量の物資を安定的に補給できるのも、この案が推奨された大きな理由のひとつとなった。そこでアーノルドは連合軍首脳が集まったケベック会議で、マリアナからの日本本土空襲計画となる「日本を撃破するための航空攻撃計画」を提案しているが、ここでは採択までには至らなかった。
アーノルドらの動きを警戒したマッカーサーは、真珠湾から3,000マイル、もっとも近いアメリカ軍の基地エニウェトクからでも1,000マイルの大遠征作戦となるマリアナ侵攻作戦に不安を抱いていたニミッツを抱き込んで、マリアナ攻略の断念を主張した。アーノルドと同じアメリカ陸軍航空軍所属ながらマッカーサーの腹心でもあった極東空軍(Far East Air Force, FEAF)司令官ジョージ・ケニー少将もマッカーサーの肩を持ち「マリアナからでは戦闘機の護衛が不可能であり、護衛がなければB-29は高高度からの爆撃を余儀なくされ、精度はお粗末になるだろう。こうした空襲は『曲芸』以外の何物でもない」と上官でもあるアーノルドの作戦計画を嘲笑うかのような反論を行った。
キングとアーノルドは互いに目的は異なるとはいえ、同じマリアナ攻略を検討していることを知ると接近し、両名はフィリピンへの早期侵攻を主張するマッカーサーに理解を示していた陸軍参謀総長マーシャルに、マリアナの戦略的価値を説き続けついには納得させた。キング自身の計画では、マリアナをB-29の拠点として活用することは主たる作戦目的ではなく、キングが自らの計画を推し進めるべく、陸軍航空軍を味方にするために付け加えられたのに過ぎなかったが、キングとアーノルドという陸海軍の有力者が、最終的な目的は異なるとは言え手を結んだことは、自分の戦線優先を主張するマッカーサーや、ナチスドイツ打倒優先を主張するチャーチルによって停滞していた太平洋戦線戦略計画立案の停滞状況を打破することとなった。ルーズベルトもこの提案を大いに評価し、1943年12月のカイロ会談において、1944年10月のマリアナの攻略と、アーノルドの「日本を撃破するための航空攻撃計画」も承認され会議文書に「日本本土戦略爆撃のために戦略爆撃部隊をグアムとテニアン、サイパンに設置する」という文言が織り込まれて、マリアナからの日本本土空襲が決定された。
その後も、マッカーサーはマリアナの攻略より自分が担当する西太平洋戦域に戦力を集中すべきであるという主張を変えなかったので、1944年3月にアメリカ統合参謀本部はワシントンで太平洋における戦略論争に決着をつけるための会議を開催した。その会議では、マッカーサーの代理で会議に出席していたサザランドには、統合参謀本部の方針に従って西太平洋方面での限定的な攻勢を進めることという勧告がなされるとともに、マリアナ侵攻のフォレージャー作戦（掠奪者作戦）を1944年6月に前倒しすることが決定された。

#### あ号作戦計画
日本海軍は、マリアナ諸島〜カロリン諸島〜西部ニューギニアを結ぶ三角地帯に邀撃帯を設けて、機動部隊と基地航空隊により、アメリカ軍侵攻部隊に対して一大反撃を加える作戦を構想、1944年5月3日軍令部による｢連合艦隊ノ当面準拠スベキ作戦方針｣で決戦構想の「あ号作戦」が策定された。決戦地の選定にあたって、日本海軍はアメリカ軍の侵攻が西カロリンのパラオ諸島とマリアナのどっちが先かはなかなか判断できなかったが、結果的にパラオが先という判断となった。日本海軍は作戦準備として第一機動艦隊（空母9隻、搭載機数約440機）を新設すると共に基地航空隊の第一航空艦隊を中部太平洋に配置した。機動部隊の艦載機と航空基地からの陸上機によって、アメリカ軍の侵攻艦隊を挟撃して撃滅しようという作戦計画であったが、第1航空艦隊の基地航空隊は定数1,750機と表面上は大戦力ながら、実際に配備されたのはその半数の750機でうち可動機は500機程度にすぎなかった。
一方で、アメリカ統合参謀本部のマリアナ侵攻決定に激怒したマッカーサーであったが、ニューギニア作戦の集大成と、ニミッツによるフォレージャー作戦支援の航空基地確保のため、ニューギニア西部のビアク島攻略を決めた。ビアク島には日本軍が設営した飛行場があり、マリアナ攻略の航空支援基地として重要な位置にあった。1944年5月27日に第6軍 司令官ウォルター・クルーガー中将率いる大部隊がビアク島に上陸しビアク島の戦いが始まった。ビアク守備隊支隊長の歩兵第222連隊長葛目直幸大佐は、上陸部隊を内陸に引き込んで、巧みに構築した陣地で迎え撃つこととした。第41歩兵師団は日本軍守備隊の巧みな戦いで苦戦し、マリアナ作戦が迫っているのに、ビアク島の攻略が遅遅として進まないことでニミッツに対して恥をかくと考えたマッカーサーは、師団長ホレース・フラー少将を上陸部隊司令官と第41歩兵師団師団長から更迭した。しかし、師団長を挿げ替えても戦況が大きく好転することはなく、ビアク島の飛行場が稼働し始めたのは6月22日になり、サイパンの戦いにもマリアナ沖海戦にも間に合わなかった。ビアク島攻略後にマッカーサーはフラーの名誉を回復させるため功労勲章を授与したが、ビアク島の戦いはマッカーサーにとっても、フラーにとっても敗戦に近いような後味の悪い戦いとなった。
大本営は、アメリカ軍の次の侵攻先を判断しかねていたが、ビアク島にマッカーサーが侵攻してきたことによって、連合軍の戦力が一本化して西部ニューギニアからパラオ諸島に侵攻してくると誤った判断をし、「渾作戦」を発動した。大和、武蔵の戦艦部隊を送って、アメリカ軍機動部隊の誘引を図ると共に、マリアナの第1航空艦隊第61航空戦隊の可動350機の約半数も作戦への投入が決定され、インドネシアのモルッカ諸島にあるハルマヘラ島に飛び立った。これらビアクを巡る戦いによって、アメリカ軍にその意図はなかったが、結果的に陽動となって日本軍の関心はビアクに集中してしまい、マリアナへのアメリカ軍の侵攻を許すこととなってしまった。

#### マリアナ・パラオ諸島の戦い

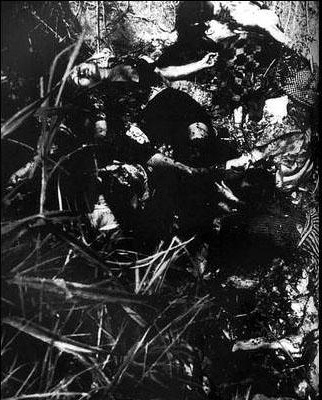
サイパン島の戦いで自決した日本人住民。

絶対国防圏の要とも言えるマリアナ諸島のサイパン島に、日本軍の予想に反してアメリカ軍が侵攻してきた（サイパンの戦い）。日本軍はあ号作戦を発動し、アメリカ軍機動部隊を迎撃したが、既に基地航空隊は渾作戦への戦力分散と事前の空襲で壊滅状態に陥っており、地上航空戦力の支援がなくなった第一機動艦隊に対して、アメリカ側は新型レーダー、新型戦闘機F6F、空母15隻を投入し、さらに日本の倍近い艦船を護衛につけていた。航空機の質や防空システムでも遅れをとっていた日本機動部隊はアメリカ海軍の機動部隊に惨敗を喫した。（マリアナ沖海戦）旗艦「大鳳」以下空母3隻、艦載機395機を失った日本の空母機動部隊は実質的に壊滅した。ただし戦艦部隊は無傷であったため、10月末のレイテ沖海戦では、残存空母と航空戦艦による機動部隊を囮として（レイテ沖海戦#エンガノ岬沖海戦）、戦艦部隊を基軸とした艦隊が編成されることになる。
陸上では、猛烈な艦砲射撃と航空機による支援を受けたアメリカ海兵隊の大部隊がマリアナ諸島に侵攻、1944年7月にはサイパン島にアメリカ軍が上陸してきた。防衛準備が十分でなかったのにも関わらず「水際撃滅」作戦で海岸線での防衛戦を画策した日本軍守備隊は緒戦で大損害を被りながらも、その後は島中央部のタポーチョ山などの地形をうまく利用しながら激しく抵抗し、アメリカ軍の死傷率は最終的に20%を超える高い確率となったが、これはアメリカ軍が恐怖と呼んだタラワの戦いと同じ死傷率となった。この後に敵前上陸作戦の戦術の見直しが行われたが、日本軍も、サイパン島の戦訓を参考に、従来の「水際配置・水際撃滅主義」から、海岸線から後退した要地に堅固な陣地を構築し、上陸軍を引き込んでから叩くという「後退配備・沿岸撃滅主義」へと大きく防衛戦術を見直して、よりアメリカ軍を苦戦させることとなった。
サイパン島は日本の委任統治領であったため、日本人の移住が進んで、1943年8月の時点で29,348人の日本人住民がおり、アメリカ軍による侵攻の懸念が高まると、高齢者や婦女子を中心に日本本土への疎開が進められたが、避難船がアメリカ軍の潜水艦に撃沈されて民間人に多数の犠牲者を出したこともあって疎開は進まず、アメリカ軍上陸時点でも約20,000人が疎開できないまま戦闘に巻き込まれた。日本住民は、次第にサイパン北部に追い込まれ、最後には日本軍守備隊の敗残兵と共にバンザイクリフやスーサイドクリフなどで集団自決し、日本人住民の犠牲者は約8,000人と推計されているが、研究者のなかには、日本人と朝鮮人の死者は12,000人にもなり、住民の死亡率では沖縄戦を超える最悪のものになったという指摘をする者もいる。
サイパンの戦いののち、8月にはテニアンの戦いによってテニアン島が、グアムの戦いによってグアム島が連合軍に占領された。アメリカ軍は日本軍が使用していた基地を即座に改修し、大型爆撃機の発着が可能な滑走路の建設を開始した。このことにより北海道を除く日本列島のほぼ全土がB-29の爆撃可能圏内に入り、日本本土空襲が本格化（後述）。1944年11月24日以降、新設されたヘイウッド・ハンセル准将率いる第21爆撃集団のアメリカ陸軍航空軍のB-29が、サイパン島のイズリー飛行場を飛び立って東京にある中島飛行機の武蔵野製作所を爆撃、首都圏を中心とした日本全土への空爆が本格化し、翌1945年2月には日本石油横浜製油所、3月には清水の東亜燃料や東京の日本石油、5月には徳山の第3海軍燃料廠、大竹の興亜石油、岩国陸軍燃料廠製油所、宇部の帝国燃料工業人造石油工場などが、6月22日には四日市の第2海軍燃料廠が爆撃され、国内の製油所が壊滅していった。太平洋上の最重要地点であるサイパン島を失った影響は大きく、攻勢のための布石は完全に無力化した。
一方で日本陸軍は、当時日本の研究員だけが発見していたジェット気流を利用し、大型気球に爆弾をつけて高高度に飛ばしアメリカ本土まで運ばせる風船爆弾を開発し、実際にアメリカ本土へ向けて数千個を飛ばして、小規模ながら被害を与えた。
各地で劣勢が伝えられる中、東條英機首相兼陸相に対する反発は強く、中野正剛などの政治家や陸海軍将校などを中心とした倒閣運動が行われた。それだけでなく、近衛文麿元首相の秘書官であった細川護貞の大戦後の証言によると、当時現役の海軍将校であった高松宮宣仁親王黙認の上での具体的な暗殺計画もあったといわれている。しかしその計画が実行に移されるより早く、サイパン島陥落の責任を取り東條内閣は総辞職。小磯国昭陸軍大将を首班とし、米内光政海軍大臣らが補佐する小磯内閣が発足した。
日本は前年末からの相次ぐ敗北により航空および海軍兵力の多くを喪失、兵器や物資の増産も捗らなかった。しかも本土における資源が少ないため鉄鉱石や石油などの資源をほぼ外国や勢力圏からの輸入に頼っていた上に、連合国軍による通商破壊戦により外地から資源を運んでくる船舶の多くを失っていたために、車輌・航空機・艦艇への燃料供給すら困難な状況であった。

#### ビルマの失陥

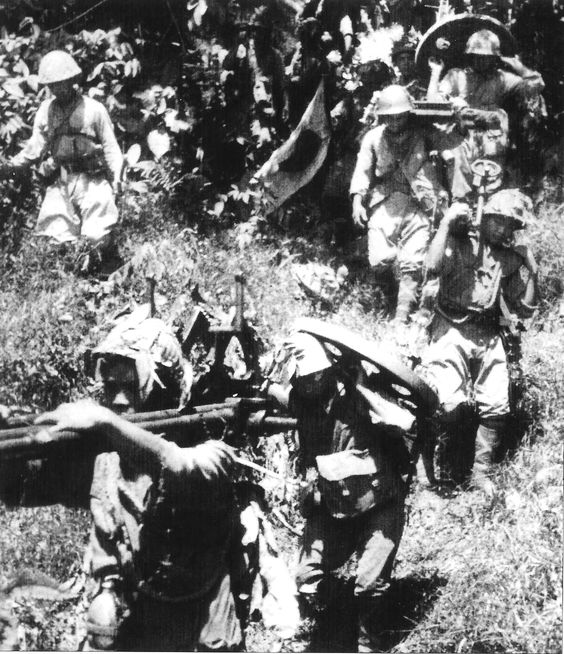
人力で険しい山道を火砲で分解して運搬している第15軍兵士

ビルマ方面では日本陸軍とイギリス陸軍との地上での戦いが続いていた（ビルマの戦い）。太平洋方面での連合軍の反攻に呼応して、チャーチルは極東地域でのイギリス植民地奪還を画策しており、1942年12月、その拠点とするためにベンガル湾沿岸の西ビルマ重要拠点アキャブ(現在のシットウェー)奪還を目指して軍を南下させた。しかし、この反攻は日本軍の反撃で大損害を被って撃退された（第一次アキャブ作戦）。この惨敗でイギリス軍は日本軍に対抗するために、大量の輸送機を活用した空輸という新戦術を編み出し、アメリカからのレンドリースによって着々と準備を整えたが、一方で日本軍はこの勝利に慢心して、イギリス軍を侮るようになったうえ、大量の物資を鹵獲したことによって「チャーチル給与」などと称し、作戦計画で安易に敵からの鹵獲品をあてにするようになってしまった。
イギリス軍は新戦術の成果を試す意味もあって、東アフリカ戦線のゲリラ戦で活躍したオード・ウィンゲートに特殊部隊チンディットを与えて、北ビルマで空輸を糧として日本軍の後方を攪乱させて一定の成果を得た。これにより今まで安全地域と思われていた北ビルマに緊張が走り、日本軍はその防衛強化を迫られることとなった。第15軍の司令官牟田口廉也中将は、防衛に徹するよりはむしろ積極的な攻勢でインド領内の重要拠点インパールを攻略し、イギリス軍の機先を制して北ビルマの安全を確保するといった攻撃防御的な作戦を考えた。さらにインド領内深くまで侵攻し、インド独立運動家スバス・チャンドラ・ボース率いるインド国民軍とも連携して、イギリスのインド支配を動揺させて、連合軍から脱落させるという壮大な構想も抱いた。この構想は、太平洋正面の戦況悪化に悩む東条英機陸相（首相兼任）にも期待され、緬甸方面軍司令官河辺正三大将にも支持された。
しかし、北ビルマとインド国境には険しいアラカン山脈があり、これを超えての大規模な進攻作戦は主に補給や兵站の面で困難なものと思われた。牟田口の作戦計画はその困難に対して十分な対策を講じていない強引なものであったが、インド進攻に期待している軍中央の方針もあって、次第に反対意見が封じられていき、補給や兵站の問題の解決策がないままで牟田口の強引な作戦計画が決定された。そんな中でイギリス軍の反攻も開始されており、チンディットによる日本軍背後への空挺降下作戦や、アキャブへの再侵攻に対して緬甸方面軍は対応に迫られた。アキャブへの再侵攻に対しては、前年の第一次アキャブ作戦の際と同様に、日本軍は侵攻してきたイギリス軍を包囲して殲滅しようとしたが、イギリス軍が編み出していた新戦術「アドミン・ボックス（管理箱もしくは立体陣地）」と呼ばれた密集陣を前に敗北を喫した（第二次アキャブ作戦）。この戦術は、日本軍の包囲によってイギリス軍部隊が孤立しても、豊富な輸送機で補給物資を空輸し続けて防御を固めて、攻撃してくる日本軍を消耗させるというものであった。この戦いでこれまでイギリス軍に対しては常勝であった日本軍が初めて敗北を喫し、ビルマでの戦局逆転のきっかけともなった。
1944年3月8日に開始された「ウ」号作戦（インパール作戦）は、作戦当初は隷下の3個師団の奮闘もあり、チンドウィン川を奇襲渡河成功、ほぼ人力で軍需物資を輸送しながら途中の軍事拠点を攻略し、4月6日には第31師団（烈）が要衝コヒマを占領、インパールの孤立化に成功し、さらにイギリス軍のビルマ戦線における最大の補給拠点ディマプルを脅かして、イギリス軍を追い詰めたが、河辺と牟田口の作戦方針の相違もあって、ディマプルへの進撃は見送られ、イギリス軍は最大の危機を乗り換えた。日本軍の攻勢はここまでで、イギリス軍は第二次アキャブ作戦の時と同様に大量の輸送機をもって孤立したインパールに大量の物資を送り続け、インパールとその周辺の防備は強化される一方で第15軍の進撃は完全に停滞してしまった。牟田口の「3週間以内にインパールを攻略する」という方針もあって、第15軍は食料を3週間分しか携行していなかったうえ、厳しいアラカン山脈に阻まれて前線に殆ど補給品を届けることができず、第15軍では飢餓が始まっていた。やがて5月に入って雨季が始まると、飢餓に加えてマラリアや赤痢といった感染症が蔓延して、もはや第15軍兵士は戦闘どころではなくなっていた。
牟田口や河辺は4月末には作戦の失敗を認識していたが、作戦中止を決断することができず、その間第15軍兵士に餓死者病死者が増え続けた。決断できない軍司令部に業を煮やした第31師団（烈）長佐藤幸徳中将が、日本陸軍始まって以来初めての師団長による独断撤退を開始した。牟田口と河辺は反抗的な佐藤に加えて、指揮力不足を名目に他の2人の師団長も更迭し、これも日本陸軍始まって以来の作戦途中の全師団長更迭という珍事となった。さすがにここで牟田口も作戦失敗を認識し、作戦中止を河辺に上申、大本営の決裁を受けて7月12日に緬甸方面軍から作戦中止命令が出された。その後の撤退も凄惨を極め、多くの兵士が飢餓や病気で命を落とし、第15軍が撤退した道は「白骨街道」と呼ばれることとなり、作戦全体の死者は約30,000人にもなった。
インパール作戦の失敗によってビルマ戦線の戦局は完全に逆転した。イギリス軍の追撃に加えて、アメリカ軍とアメリカ軍式装備の中国軍も拉孟・騰越の戦いで日本軍守備隊を撃破するとビルマ領内に侵攻し、ビルマ戦線は崩壊の一途を辿っていく。日本軍はイラワジ会戦でもイギリス軍に敗北を喫すると、翌1945年（昭和20年）3月には、アウン・サン将軍率いるビルマ国民軍が連合軍側へと離反し、日本はビルマを失陥することとなった。なお、当作戦を始め、ビルマで命を落とした日本軍将兵の数は16万人におよび、中国大陸、フィリピンに次ぐ3番目に戦死者が多かった戦場となっている。一方で連合軍全体での人的損害（戦病を除く）も207,203人以上という甚大なものとなった。しかし、もっとも大きな損害を被ったのは戦場となったビルマ国民であり、その犠牲者は最大で1,000,000人に達したとの推計もある。

#### ペリリューの戦い
1944年9月15日、のちのフィリピン侵攻への支援として、パラオ諸島のペリリュー島にアメリカ軍が上陸した（ペリリューの戦い）。ペリリュー島は中川州男大佐以下約10,000人の日本兵が守備に付いていたが、中川のゲリラ戦も含めた巧みな戦術の前にアメリカ軍は大苦戦を強いられて、死傷者に戦闘神経症などの戦病者を加えた人的損害は13,000人以上に達し、2か月以上も足止めを食らうこととなった。この中川の対上陸戦術はのちの戦いにも活かされ、硫黄島の戦いや沖縄戦でアメリカ軍に大量の出血を強いることとなった。

#### レイテ決戦

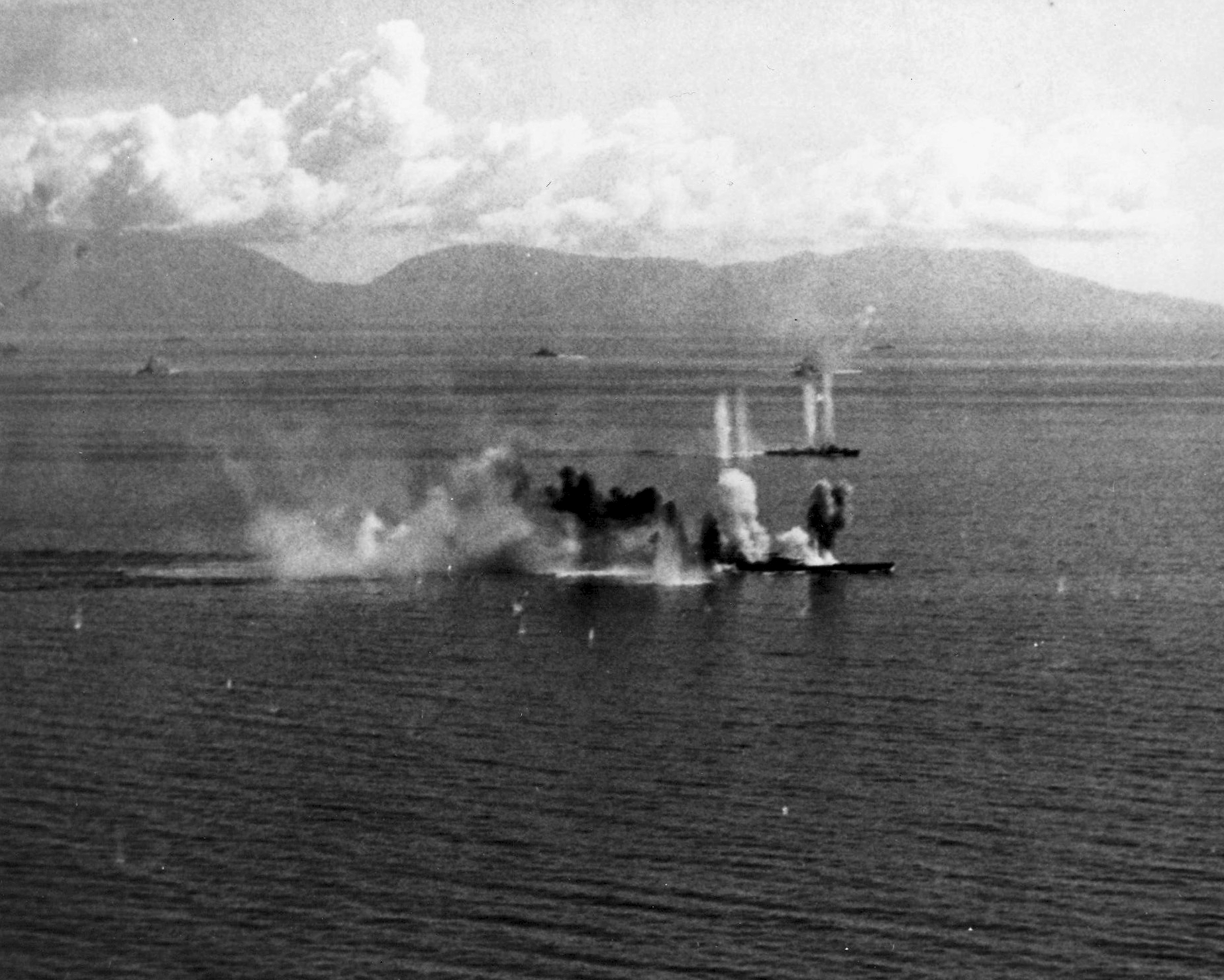
シブヤン海海戦で攻撃を受ける戦艦「武蔵」（こののち沈没）

日本軍に占領されていたフィリピンの奪還については、アメリカ陸軍は「戦略上必要なし」と判断しており、アメリカ海軍もそれに同意する意見が多かった。統合参謀本部は、マッカーサーと東京への進撃スピードを張り合っていたアメリカ太平洋艦隊司令長官兼太平洋戦域最高司令官チェスター・ニミッツ提督が進行中であった、マリアナ諸島及びパラオ諸島の攻略作戦であるフォレイジャー作戦が成功すれば、B-29により直接東京を攻撃できるようになるため、フィリピンの占領は遥かに低い軍事的優先順位となるものであった。しかし、開戦初頭のフィリピンの戦いで敗北し、オーストラリアに脱出させられたマッカーサーは名誉挽回のため、フィリピン奪還を主張した。マッカーサーはマスコミも使ってフィリピン奪還の必要性を主張し続け、世論も味方につけたマッカーサーに同意する軍関係者も増えて、アメリカ軍内の意見も真っ二つに割れていた。ルーズベルトはこのような状況に業を煮やして、マッカーサーとニミッツに直接意見を聞いて方針を決めることとし、1944年7月26日に両名をハワイに召喚した。マッカーサーは1944年の大統領選を見据えて、「アメリカ国民の激しい怒りは貴方への反対票となって跳ね返ってくる」と脅迫するなど熱弁を振るって、体調が芳しくなかったルーズベルトを押し切ってフィリピン奪還を承諾させた。
攻略目標は、偵察の結果で日本軍の配備兵力が少ないレイテ島とされた。その作戦準備のために台湾近海に進出してきた第38任務部隊と日本軍の間で激戦が繰り広げられ、1944年10月には沖縄で十・十空襲、台湾沖航空戦が展開した。この頃には、ノルマンディー上陸作戦の成功でヨーロッパの戦局は最終段階に入ったものと見なされて、ルーズベルトやチャーチルといった連合国の指導者たちは太平洋の戦局に重大な関心を持つようになっており、膨大な戦力の準備が必要であったマッカーサーにとっては追い風となった。連合軍の基本方針であった「まずはドイツを叩く」はキングやマッカーサーら太平洋の軍有力者の反論で既に有名無実化されていたが、フィリピン作戦でマッカーサーが政治力を発揮し大量の兵力を確保したことで、逆にヨーロッパ戦線への補充は減らされる一方となっており、このことがのちのドイツ軍の最後の反撃である「バルジの戦い」を招くこととなった。
10月には、アメリカ軍はフィリピンのレイテ島への進攻を開始した（レイテ島の戦い）。日本軍は台湾沖航空戦でアメリカ軍機動部隊に大打撃を与えたという虚報に振り回されており、大本営の横やりで現地の第14方面軍司令官山下奉文大将の反対を押し切り、レイテを決戦場としてアメリカ軍に決戦を挑むこととし、捷一号作戦を発動した。連合艦隊の主力がアメリカ輸送艦隊を撃滅、次いで陸軍はルソン島より順次増援をレイテに派遣し、上陸軍を撃滅しようという作戦だった。連合艦隊はこの大本営の方針に従い、レイテ島に向かって出撃しレイテ沖海戦が発生した。連合艦隊は空母「瑞鶴」を主力とする機動部隊を、米機動部隊をひきつけるための囮として使い、栗田健男中将率いる戦艦「大和」「武蔵」を主力とする戦艦部隊（栗田艦隊）による、レイテ島への上陸部隊を乗せた敵輸送船隊の殲滅を期した。しかし、既に作戦期日に3日の遅れが生じていたため、栗田艦隊はレイテ湾目前で反転し、失敗に終わった。この海戦で日本海軍は空母4隻と武蔵以下主力戦艦3隻、重巡6隻など多数の艦艇を失い事実上壊滅し、組織的な作戦能力はほぼ喪失した。また、この戦いにおいて第一航空艦隊司令長官大西瀧治郎中将が神風特別攻撃隊を編成し、指揮官の関行男大尉の指揮によって初の航空機による組織的な特別攻撃が行われ、アメリカ海軍の護衛空母撃沈などの戦果を上げている。

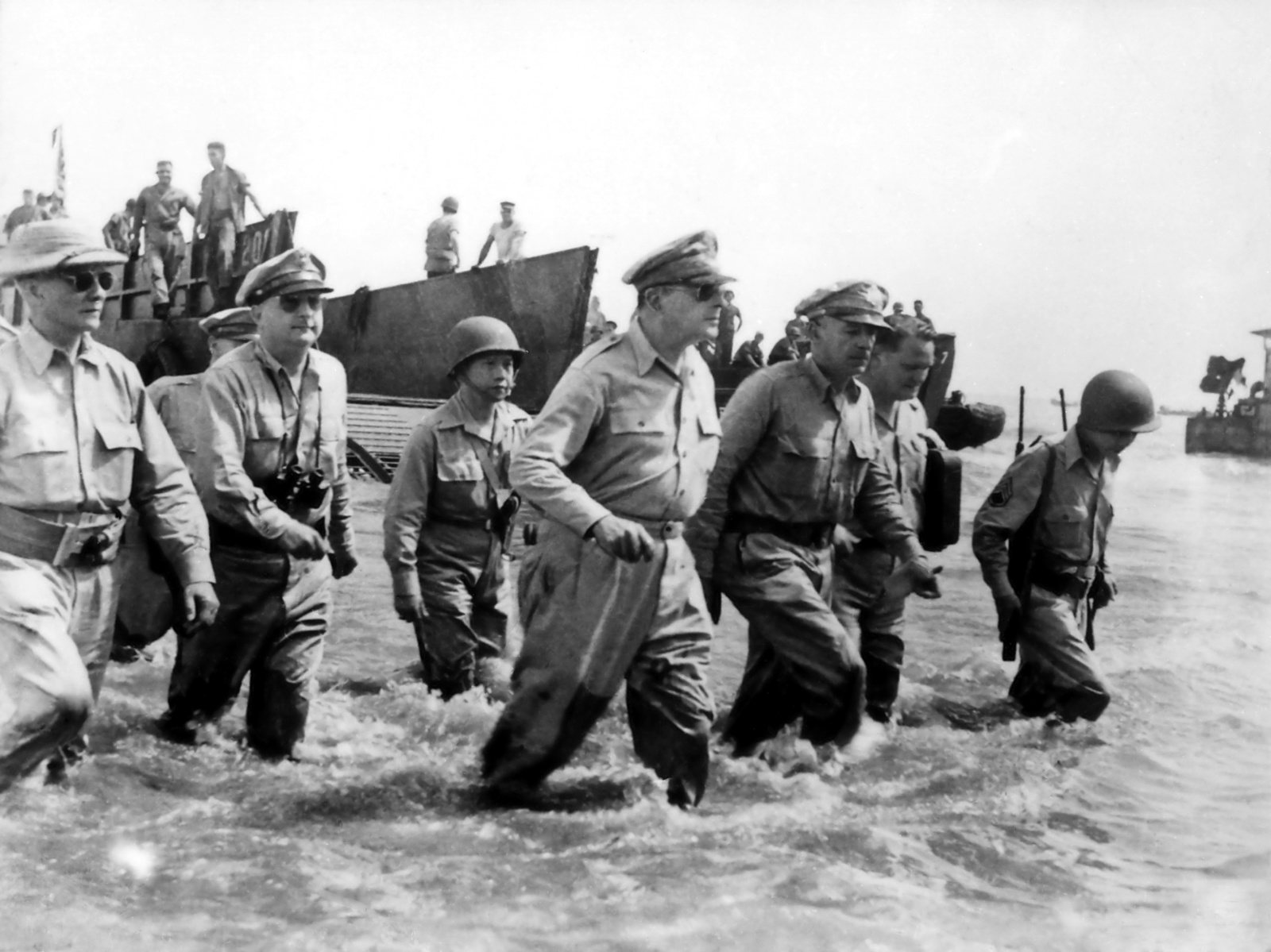
レイテ島に上陸するダグラス・マッカーサー

マッカーサーは「I shall return」の宣言通りにレイテ島に上陸し、日本の軍政に苦しめられていた多くのフィリピン国民は熱狂的にマッカーサーの帰還を歓迎した。しかしアメリカ軍の苦境はなおも続き、レイテ沖海戦で連合艦隊は撃退したものの、レイテ島上陸直後のアメリカ軍は飛行場の確保に苦労しており、唯一確保したタクロバン飛行場が雨が降るとまともに使用できないなど、航空戦力を十分に活用できていなかった。第4航空軍司令官の富永恭次中将はその好機を活かして、アメリカ軍飛行場に連日連夜猛攻撃をかけた。アメリカ軍は一晩で100機の作戦機が撃破されたり、100名の搭乗員が戦死するなど大損害を被った。富永はアメリカ軍の上陸拠点への攻撃も命じ、11月の第1週には、揚陸したばかりの2,000トンのガソリンや1,700トンの弾薬を爆砕し、上陸したアメリカ軍の補給線を脅かした。また、マッカーサーのいる司令部にも猛攻を加えて、マッカーサーと幕僚たちは何度も命の危機に曝されるなど、第4航空軍は一時はレイテ島の制空権を確保していた。昭和天皇も第4航空軍の善戦の報告を受けると「第4航空軍がよく奮闘しているが、レイテ島の地上の敵を撃滅しなければ勝ったとはいえない。今一息だから十分第一線を激励せよ」と富永を激励すると共にレイテ島での決戦を指示している。
大本営はレイテ島での決戦のため、海路で援軍を送り込む多号作戦を命令、富永も指揮下の戦闘機部隊に輸送船団を全力で護衛することを命じて、第1師団など多数の部隊と物資のレイテ島逆上陸に成功している。陸海でのアメリカ軍の苦戦でトーマス・C・キンケイド中将は、「戦史上めったに類を見ない大惨事を招きかねません」という理由で、この後に予定されていたルソン島上陸作戦の中止をマッカーサーに求めた。フィリピン全域の奪還が目標であったマッカーサーはキンケイドの勧告を聞き入れることはなかったが、この後もマッカーサーは予想外の日本軍の戦力を相手に苦戦し、後のルソン島上陸作戦のスケジュールの見直しを余儀なくされた。
しかし、レイテ島のアメリカ軍飛行場整備が進むと、数が勝るアメリカ軍に対し、作戦機の補充もままならない第4航空軍は制空権を次第に喪失してゆき、多号作戦の輸送艦もアメリカ軍機の空襲により多大な損害を被って海上輸送は困難となって、レイテ島への増援や補給は滞ってしまった。富永は作戦機による地上部隊への補給物資の空輸や、制空権奪還のための空挺作戦「義号作戦」など積極的な作戦を命じ、アメリカ軍に一時的な混乱を生じさせたが、制空権を取り戻すことはできず、やがて、マッカーサーがレイテ島の攻略を一気に進めるため、多号作戦の揚陸港でもあったオルモックに上陸作戦を命じたことにより、レイテ島の日本軍は完全に孤立し、アメリカ軍の包囲下で飢餓や疫病によって多数の将兵が死亡して組織的抵抗力を失い、日本軍が決戦の地と定めたレイテ島はアメリカ軍の手に落ちた。日本軍の激しい抵抗で計画よりは遅れたものの、マッカーサーはレイテ島を起点としてフィリピン諸島の攻略を進めていった。

#### 特別攻撃隊の出撃

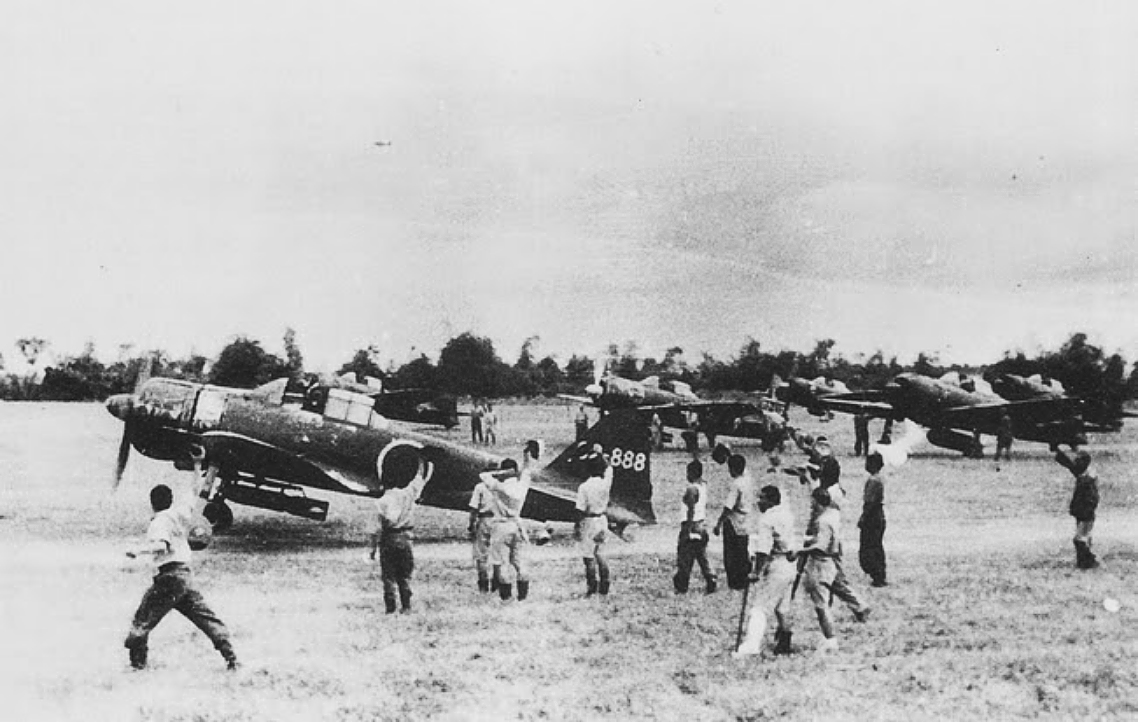
1944年10月21日、初出撃する神風特別攻撃隊の敷島隊

将兵が決死的な攻撃を行う特攻については、陸海軍ともに以前から検討が進められており、海軍においては黒島亀人軍令部第二部長が、1943年8月に「特攻艇」の提案を行い、同時期に甲標的搭乗員の黒木博司大尉らから、甲標的や魚雷で自爆攻撃を行ういわゆる「人間魚雷」の提案があった。当初は特攻開始には消極的であった大本営ではあったが、1944年2月17日のトラック島空襲で大損害を被るなど、戦局の悪化に歯止めがかからなくなったことを重くみて、1944年4月には「特攻艇」は「震洋」「人間魚雷」は「回天」として開発と採用が決定した。航空機による特攻についても、侍従武官城英一郎大佐や、341空司令岡村基春大佐から軍令部や連合艦隊に対して上申あったが、当時の航空本部総務部長大西瀧治郎中将が「時期尚早」として却下している。一方で、1944年5月には航空偵察員大田正一海軍特務少尉が提案した有人ロケット兵器（のちの「桜花」）の研究が開始されていた。
陸軍の航空特攻の検討は海軍よりも早く、1944年3月には艦船体当たりを主とした航空特攻戦法の検討が開始され、春には機材、研究にも着手した。特攻兵器の研究は第3陸軍航空技術研究所所長正木博少将が進めていた。しかし、陸軍航空本部には特攻反対意見が多かったことから、1944年3月28日に内閣総理大臣兼陸軍大臣兼参謀総長の東條は航空総監兼航空本部長の安田武雄中将を更迭、特攻に積極的であった後宮淳大将を後任に据えた。正木は、1944年7月11日、「捨て身戦法に依る艦船攻撃の考案」として対艦船特攻の6つの方法を提案し、その提案に基づいて、7月中旬からの特攻機の改修作業が秘かに進められた。
その後、サイパン失陥で陸海軍共に特攻開始の準備が本格化し、陸軍では、7月中には鉾田教導飛行師団と浜松教導飛行師団に特攻隊を編成する内示が出て、10月4日には特攻部隊編成の準備命令が出た。しかし鉾田教導飛行師団司令官の今西六郎少将は、大本営からの「大元帥である天皇が特攻隊編成の正式な奉勅命令を出すことは、天皇が「生きて帰ってくるな」という命令をするも同然であって、建前として志願者を募るよう」とする命令に、「人の心は一日の中でのたびたび変わるもので、殉国の精神に懸念のない多数の青年を長時苦悩させるものではない」と特攻隊の編制に否定的であったが、10月17日にレイテにアメリカ軍が来襲し捷号一号作戦が発令されると、20日には正式な編成の指示があり、今西は苦悩の末、最初の特攻は確実を期さなければいけないと判断し、航空本部の「絶対に志願者」との指示を破って陸軍航空隊きっての操縦技量を持ち、特攻には批判的であった岩本益臣大尉を中隊長とした佐々木友次伍長ら精鋭を“指名”し、陸軍初の航空特攻隊「万朶隊」が編制された。志願を募らなかったのは、鉾田教導飛行師団首脳らの「志願者を募れば、全員志願するであろう」という考えに基づくものであった。浜松教導飛行師団でも「富嶽隊」が編成されて両隊はフィリピンに送られた。
海軍においても、1944年（昭和19年）10月5日にダバオ誤報事件の失敗で更迭された寺岡謹平中将の後任として、第一航空艦隊司令長官に内定した大西は、これまでの特攻への慎重な姿勢から一転して、及川古志郎軍令部総長に対して航空特攻を開始する決意を語っている。及川は「（特攻の）指示はしないが、現地の自発的実施には反対しない」と承認し、それに対して大西は「中央からは何も指示をしないように」と要請している。
大西はフィリピンに向けて出発する途中で台湾沖航空戦の様子を見学したが、日本軍の苦戦ぶりを見て愕然とし、台湾入りしていた連合艦隊司令長官豊田副武大将とも面会し「大戦初期のような練度の高い者ならよいが、中には単独飛行がよっとこせという搭乗員が沢山ある、こういう者が雷撃爆撃をやっても、被害に見合う戦果を期待できない。どうしても体当たり以外に方法はないと思う。しかし、命令では無くそういった空気にならなければ（特攻は）実行できない」と特攻への決意を語っている。フィリピンに到着した大西は、1944年（昭和19年）10月19日夕刻、マバラカット飛行場第201海軍航空隊本部に第1航空艦隊の幕僚らを集めると、「空母を一週間くらい使用不能にし、捷一号作戦を成功させるため、零戦に250kg爆弾を抱かせて体当りをやるほかに確実な攻撃法は無いと思うがどうだろう」と提案した。大西の決意に一同は特攻隊編成を受け入れ、「指揮官の選定は海軍兵学校出身者を」という猪口力平主席参謀の意向を受け、第二〇一海軍航空隊副長玉井浅一中佐は戦闘第301飛行隊長の関行男大尉を指名した。猪口は、郷里の古剣術の道場である「神風（しんぷう）流」から名前を取り、特攻隊の名称を｢神風隊というのはどうだろう｣と提案し、玉井も「神風を起こさなければならない」と同意して「神風特別攻撃隊」と命名された。
以上のような経緯で特攻は開始され、フィリピンの戦いで海軍航空隊は特攻機333機を投入し、420名の搭乗員を失い、陸軍航空隊は210機を投入し、251名の搭乗員を失ったが、それに対して連合軍は、特攻によりフィリピンだけで、22隻の艦艇が沈められ、110隻が撃破された。これは日本軍の通常攻撃を含めた航空部隊による全戦果のなかで、沈没艦で67％、撃破艦では81％を占めており、特攻は相対的に少ない戦力の消耗で、きわめて大きな成果をあげたことは明白であった。また、フィリピン戦においてアメリカ海軍の将兵だけで4,336名が戦死し、830名が再起不能の重傷を負ったが、この中の大半が特攻による損失であった。特攻に痛撃を浴びせられたアメリカ軍は、アメリカ太平洋艦隊司令チェスター・ニミッツ元帥が、フィリピン戦で特攻により被った損害を見て「特別攻撃隊という攻撃兵力はいまや連合軍の侵攻を粉砕し撃退するために、長い間考え抜いた方法を実際に発見したかのように見え始めた」と評価したように特攻が大きな脅威になると危惧したり、特攻機による空母部隊の大損害により、第38任務部隊司令ウィリアム・ハルゼー・ジュニア提督が1944年11月11日に計画していた艦載機による初の大規模な東京空襲は中止に追い込まれ、ハルゼーはこの中止の判断にあたって「少なくとも、(特攻に対する)防御技術が完成するまでは 大兵力による戦局を決定的にするような攻撃だけが、自殺攻撃に高速空母をさらすことを正当化できる」と特攻対策の強化の検討を要求した。特攻による大損害は大統領のルーズベルトの耳にまで達し、1945年1月にチャーチルとの会談時に、特攻がアメリカ海軍に多大な人的損失と艦艇への損害をもたらせていることで非常に憂慮していることと、戦争の早期終結は困難になるだろうとの懸念を示した。特定の戦術に対してアメリカ合衆国大統領がここまでの懸念を抱いたとことは極めて異例で、それだけ特攻がアメリカに与えた衝撃は大きかった。この後も特攻は終戦まで連合軍をくるしめることとなっていく。

#### フィリピン失陥

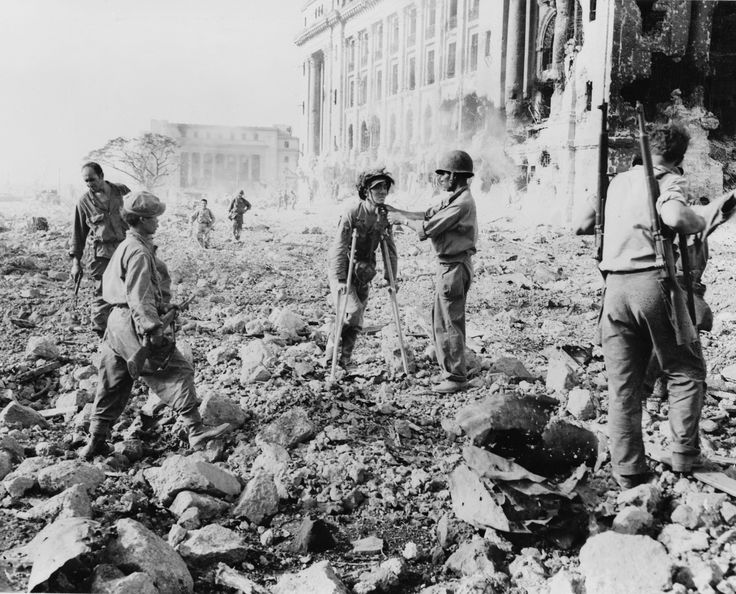
廃墟と化したマニラ市街でアメリカ軍に投降した日本軍負傷兵

1945年1月4日にマッカーサーは800隻の上陸艦隊と支援艦隊を率い、ルソン島のリンガエン湾を目指して進撃を開始したが、日本軍の残存特攻機が迎撃し、護衛空母オマニー・ベイ を撃沈、戦艦ニューメキシコにも特攻機が命中して、ルソン島上陸作戦を観戦するためニューメキシコに乗艦していたイギリス軍ハーバード・ラムズデン中将が戦死するなど、連合軍はルソン島上陸前に大損害を被った。ルソン島に上陸したアメリカ軍に対して、レイテで戦力を消耗した日本軍は平地での決戦をさけて、山岳地帯での遅滞戦術をとることとした。司令官の山下は首都マニラを戦闘に巻き込まないために防衛を諦め、守備隊にも撤退命令を出したが、陸海軍の作戦不統一でそれは履行されず、海軍陸戦隊を中心とする日本軍14,000名がマニラに立て籠もった。マニラ奪還に焦るマッカーサーは、市内への重砲による砲撃を許可し、激しい市街戦の上で日本軍守備隊は全滅し、住宅地の80%、工場の75%、商業施設はほぼ全てが破壊された（マニラの戦い (1945年)）。戦闘に巻き込まれたマニラ市民の犠牲は10万人にも上ったが、その中には日本兵による残虐行為の他、アメリカ軍が支援したユサッフェ・ゲリラとフクバラハップの犠牲者も含まれていた。武装ゲリラの跳梁に悩む日本軍であったが、ゲリラとその一般市民の区別がつかず、老若男女構わず殺害した（マニラ大虐殺）。
日本軍はその後も圧倒的な火力のアメリカ軍と、数十万人にも膨れ上がったフィリピン・ゲリラに圧倒されながら絶望的な戦いを続け、ルソン島山中に孤立することとなり、将兵や軍と一緒に山中に逃げ込んだ一般市民に大量の餓死者・病死者を出した。一方で
アメリカ軍も、第二次世界大戦の戦いの中では最大級の人的損害となる、戦闘での死傷79,104名、戦病や戦闘外での負傷93,422名という大きな損失を被った上に、何よりもマッカーサーが軍の一部と認定し多大な武器や物資を援助して、一緒に日本軍と戦ったフィリピン・ゲリラや、ゲリラを支援していたフィリピン国民の損失は甚大であった。しかし、「アメリカ軍17個師団で日本軍23個師団を打ち破り、日本軍の人的損失と比較すると我が方の損害は少なかった」と回顧録で自賛するマッカーサーには、フィリピン人民の被った損失は頭になかった。
6月28日にマッカーサーはルソン島での戦闘の終結宣言を行ない、「アメリカ史上もっとも激しく血なまぐさい戦いの一つ（中略）約103,475km2の面積と800万人の人口を擁するルソン島全域はついに解放された」と振り返ったが、結局はその後も日本軍の残存部隊はルソン島の山岳地帯で抵抗を続け、アメリカ陸軍第6軍の3個師団は終戦までルソン島に足止めされることとなった。その後、ミンダナオ島の戦い、ビサヤ諸島の戦いなどでも敗北し南方の要衝であるフィリピン全土を失った日本は、南方資源地帯との海路を断たれて、戦争継続能力が無くなるのも時間の問題となった。

##### フィリピンゲリラ

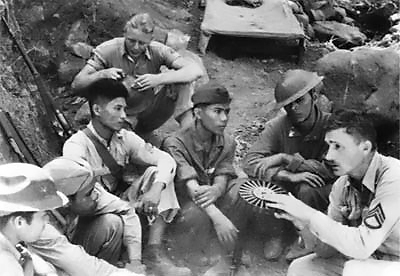
フィリピンゲリラに武器の使用法を指導するアメリカ兵、フィリピンゲリラの多くは実際にはアメリカ軍正規兵扱いであった

フィリピン奪還を目指していたマッカーサーは、この日本軍に対するフィリピン人の反感を巧みに利用し、大量の武器を与えてゲリラとして組織化した。マッカーサーは潜水艦で大量の武器を送り込むと、捕虜収容所から脱走したアメリカ兵にフィリピンゲリラを支援させたが、重火器はないものの自動小銃や短機関銃を大量に供給されたゲリラの火器装備は90％を超えており、支配者である日本軍より火力に優れているといった有様だった。アメリカ軍がレイテ島に上陸する前には30万人以上の武装ゲリラが存在して日本軍と戦闘を開始しており、日本軍が掌握できていたのはフィリピンのわずか30％に過ぎなかった。ゲリラといっても、アメリカ軍の指揮・命令を受けていたユサッフェはフィリピン人のアメリカ陸軍正規兵であるフィリピン・スカウトと同じ扱いであって、アメリカ本国から階級の昇進や任免まで行われていた。マッカーサーは正規軍であるユサッフェを通常の軍事作戦に投入し、アメリカ軍が日本軍前線に進攻すると陣地後方から攻撃させ、空挺部隊が降下してくるときには事前に降下地の日本軍を掃討させていた。
ただし、正規兵扱いと言っても全員が軍服を着用しているのではなく、むしろ一般市民に溶け込むような活動を行い、またゲリラの支援者は、アメリカ正規軍扱いではないフクバラハップゲリラを含めると、国民の大多数にあたる1,700万人にも達していたという推計もあって、日本軍にゲリラとその支援者と一般市民を見分ける手段はなく、ゲリラ討伐として、実際のゲリラの他に無辜の一般市民も大量に虐殺した。日本軍兵士は多くの戦友や一般の邦人をゲリラに殺害されており、その報復としてゲリラ討伐が激しくなっていったという指摘もある。特にマニラの戦いではアメリカ軍とゲリラに追い詰められた日本軍が見境なく多くのマニラ市民を虐殺することとなった。マッカーサーは日本軍のゲリラ討伐を「強力で無慈悲な戦力が野蛮な手段に訴えた」などと激しく非難したが、その無武装で弱き者を武装させてけしかけたのはマッカーサーであり、また日本軍と戦ったゲリラの多くが実際にはアメリカ正規軍のようなものであった。戦後にフィリピンでの虐殺の罪を問われて戦犯となった第14方面軍司令官山下の裁判では、山下の弁護側から、マッカーサーの父アーサー・マッカーサー・ジュニアがフィリピンのアメリカ軍の司令官として、米比戦争などフィリピンの独立運動を弾圧した時の例を出され「血なまぐさい『フィリピンの反乱』の期間、フィリピンを鎮圧するために、アメリカ人が考案し用いられた方法を、日本軍は模倣したようなものである」「アメリカ軍の討伐隊の指揮官スミス准将は「小銃を持てる者は全て殺せ」という命令を出した」と指摘されている。しかし、マッカーサーは初めから山下に全責任を押し付けようと考えており、マッカーサーの息のかかった法曹経験が全くない職業軍人を裁判官とした典型的なカンガルー法廷（似非裁判：法律を無視して行われる私的裁判）で山下を死刑に処した。

### 戦争末期

#### インドシナの状況
日本軍は、1940年のドイツによるフランス占領より、親枢軸的中立国のヴィシー政権との協定を基にフランス領インドシナに進駐し続けていたが、前年の連合軍によるフランス解放ならびに、自由フランス指導者シャルル・ド・ゴールによる、ヴィシー政権と日本の間の協定の無効宣言が行われたことを受け、進駐していた日本軍は3月9日に明号作戦を発動。フランス植民地政府および駐留フランス軍を武力によって解体し、インドシナを独立させた。なお、この頃においてもインドシナに駐留する日本軍は戦闘状態に置かれることが少なかくかなりの戦力を維持していたが、連合国軍も日本軍も互いに目立った攻撃を行わなかった。

#### 小笠原諸島、沖縄への進攻決定
1944年8月時点での連合軍の戦略では、沖縄よりも先に台湾を攻略することが計画されていた。台湾を拠点とした後に、中国大陸あるいは沖縄のいずれかへ進撃することが予定された。台湾の攻略作戦についてはコーズウェイ作戦 (Operation Causeway　日本語で土手道のこと) の名の下に具体的な検討が進められた。ところが、9月中旬になってレイテ島上陸の予定繰上げが決まり、フィリピンでの泊地確保もより早く行える可能性が出てくると、アメリカ海軍のニミッツらは台湾攻略以外の選択肢について再検討を始めた。アメリカ陸軍も、ルソン島さえ占領すれば台湾は無力化できると考えて、台湾攻略中止に同調した。そして、新たな日本本土空襲の拠点を求めていたアメリカ陸軍航空軍が、台湾より日本本土に近い小笠原諸島や沖縄本島がその拠点に相応しいと考え、コーズウェイ作戦を中止し、小笠原諸島や沖縄本島を攻略目標とすることを提案した。陸軍の意見にアーネスト・キング海軍作戦部長も同意し、ルソン島攻略後は、より日本本土に近い小笠原諸島ついで沖縄の順で攻略することが決定した。計画では10月20日のレイテ島上陸、12月20日のルソン島上陸、翌1945年1月20日の硫黄島占領に続いて、3月1日に沖縄諸島へと上陸することとなった。

#### 連合国の対日戦争終結への模索
ルーズベルト大統領は、日本を含む枢軸国に対して、事前に一切の条件交渉を認めない「無条件降伏」を求める構想を持っており、この方針は1943年のカサブランカ会談で確認されていた。
1944年10月14日、ルーズベルト大統領は日本の降伏を早めるために駐ソ大使W・アヴェレル・ハリマンを介してソ連による対日参戦を促した。同12月14日、ソ連の最高指導者スターリンは武器の提供と樺太（サハリン）南部や千島列島の領有を要求、ルーズベルトは千島列島をソ連に引き渡すことを条件に、日ソ中立条約の一方的破棄を促した。また、このときの武器提供合意はマイルポスト合意といい、翌45年に米国は、中立国だったソ連の船を使って日本海を抜け、ウラジオストクに80万トンの武器弾薬を陸揚げした。翌1945年2月4日から11日にかけて、クリミア半島のヤルタで、ルーズベルト・チャーチル・スターリンによるヤルタ会談が開かれた。会議では大戦後の国際秩序や、またソ連との日本の領土分割などについて秘密協定「極東密約」としてまとめられた。
1945年4月にルーズベルトが急死すると、後継大統領となったハリー・S・トルーマンは日本に対して降伏勧告を行う、事実上の「条件付き無条件降伏」案を模索するようになった。

#### 全軍特攻の推進

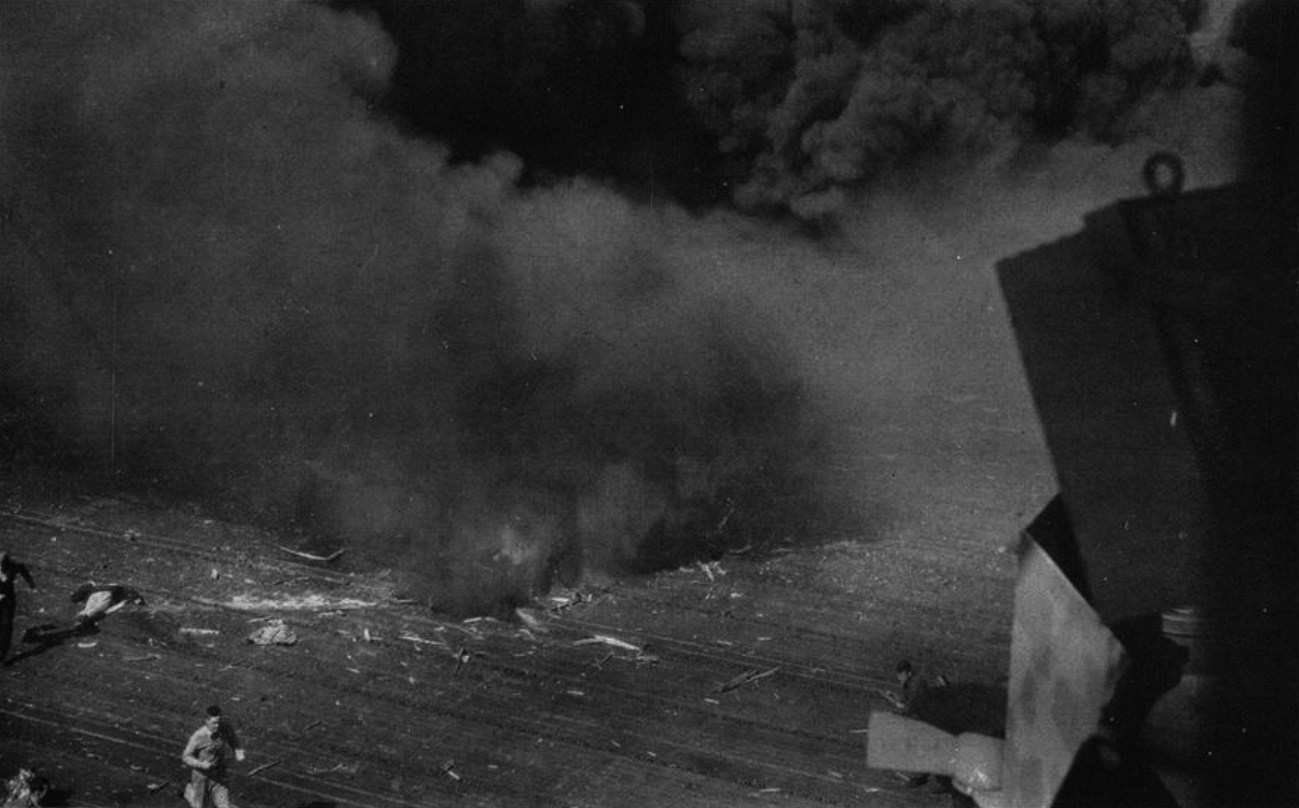
特攻機が突入し飛行甲板に大穴が開いた空母タイコンデロガ

1945年1月19日に大本営は「帝国陸海軍作戦計画大綱」の奏上で、天皇に全軍特攻化の説明を行い、1945年2月10日には第5航空艦隊の編成で軍令部、連合艦隊の指示・意向による特攻を主体とした部隊編成が初めて行われた。第五航空艦隊司令長官となった宇垣纏中将は長官訓示で全員特攻の決意を全艦隊に徹底させた。フィリピンでの大量損失で大打撃を受けていた海軍航空隊も再編成が進められ、3月上旬までに第5航空艦隊600機、第3航空艦隊800機が準備可能と見込まれていた。海軍は練習機で特攻を行う方法の研究を求め、練習機「白菊」が多数あることから戦力化が必要と発言した。同年3月1日、海軍練習連合航空総隊を第10航空艦隊に改編し、特攻隊員訓練のため一般搭乗員の養成教育を5月中旬まで中止した。
台湾に転進した大西ら第1航空艦隊は台湾でも特攻を継続し、1945年1月18日に「神風特攻隊新高隊」が編成された。大西は「この神風特別攻撃隊が出て、万一負けたとしても、日本は亡国にならない。これが出ないで負けたら真の亡国になる」と訓示した。1月21日に台湾に接近してきた第38任務部隊に対し「神風特攻隊新高隊」が出撃、少数であったが正規空母 タイコンデロガ に2機の特攻機が命中し、格納庫の艦載機と搭載していた魚雷・爆弾が誘爆し沈没も懸念されたが、ディクシー・キーファー艦長が自らも右手が砕かれるなどの大怪我を負ったが、艦橋内にマットレスを敷き横になりながら、12時間もの間的確なダメージコントロールを指示し続け、沈没は免れた。
1945年2月6日に陸軍が沖縄方面で大規模な航空作戦をおこなうことを（大陸指第2382号）海軍に提案、当初海軍は陸軍の提案に難色を示していたが、3月1日に大本営により陸海軍の調整により「航空作戦に関する陸海軍中央協定」が結ばれ「海軍は敵機動部隊、陸軍は敵輸送船団」を主攻撃目標とする方針が決められ、作戦名は天号作戦と名付けられた。天号作戦は敵を迎え撃つ海域に応じた番号が付され、沖縄方面の場合は「天一号作戦」台湾方面は「天二号作戦」東シナ海沿岸方面を「天三号作戦」海南島以西を「天四号作戦」と呼称することとしたが、海軍は次に連合軍は沖縄に攻めてくる公算が大きいと考えており、3月20日に南西諸島の緊張が高まりつつあるのを受けて大本営海軍部は「帝国海軍当面作戦計画要綱」を発令し、沖縄での航空決戦に舵をきっていくことになった。

#### 硫黄島の戦い

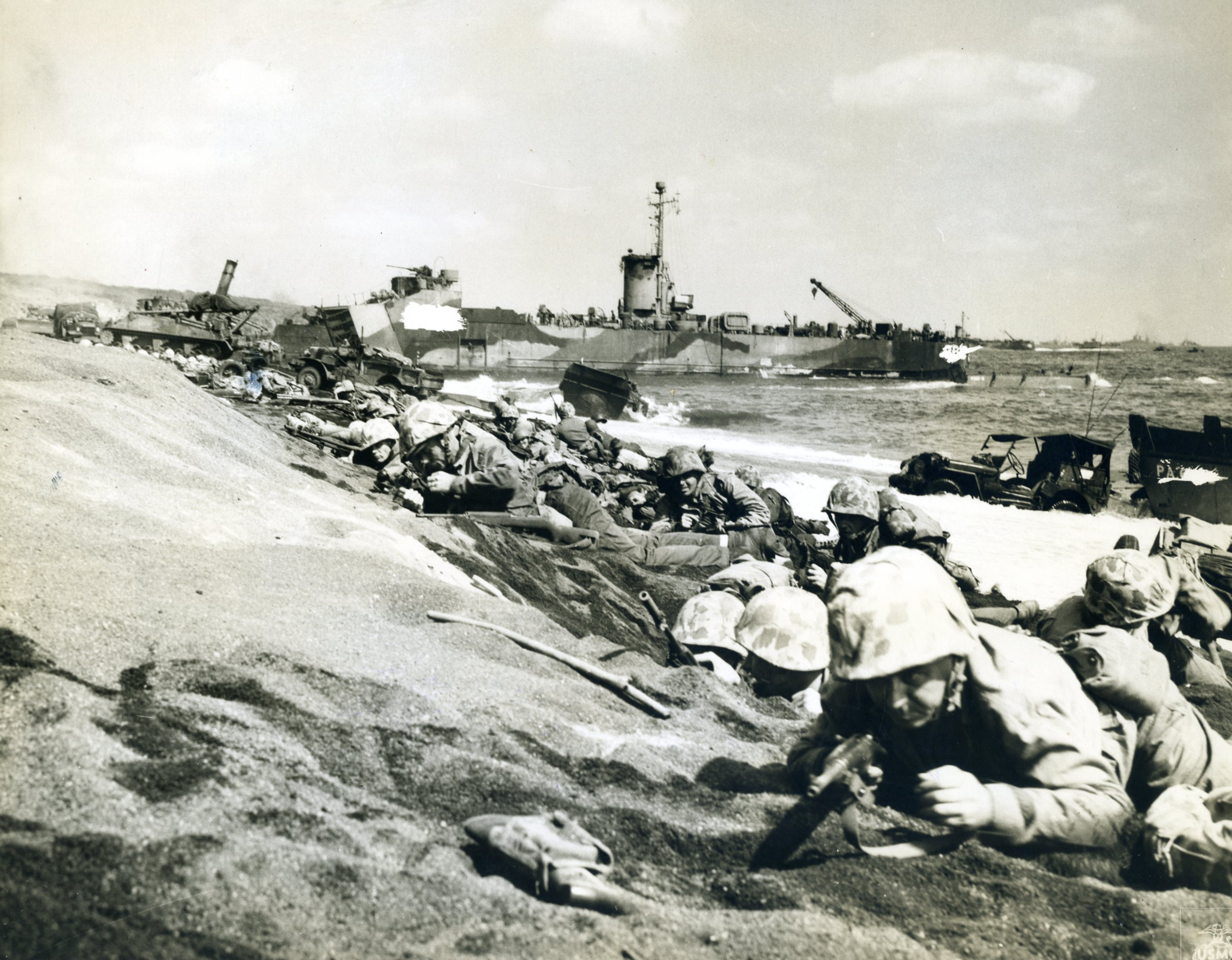
硫黄島に上陸したアメリカ海兵隊

アメリカ軍は1944年11月より開始されていたマリアナ諸島からのB-29による日本本土空襲が、マリアナの飛行場から日本本土までの距離があまりにも遠く、戦闘機の護衛を付けることができないことや、燃料の消費を考慮して爆弾の搭載量を抑制しなければいけなかったので、期待していたほどの戦果を挙げることができていなかった。そこでアメリカ軍はマリアナから日本本土の途中にある硫黄島を、戦闘機や中型爆撃機の出撃基地としてだけではなく、B-29の燃料補給所や日本本土で損傷したB-29の不時着場として確保することとした。しかし、マッカーサーによるフィリピン侵攻に大量の兵力が投入されたことと、日本軍の頑強な抵抗によりフィリピン攻略が長引いたことで硫黄島への侵攻スケジュールは遅れることとなった。
アメリカ軍の侵攻が遅れる間、硫黄島守備隊の小笠原兵団司令官栗林忠道中将は硫黄島の徹底した要塞化に着手、激しい空襲により工事の妨害をしながらも、要塞化の進行を確認していたアメリカ海兵隊第56任務部隊司令官ホーランド・スミス中将は上陸艦隊の第58任務部隊司令官レイモンド・スプルーアンス中将に「硫黄島は我々が今まで占領しなければならなかった島の中で、一番堅固な島でしょう。なぜあの島をとりたいというのかわかりませんが、とることはとりましょう」と悲観的に語っており、スプルーアンスは作戦の先行きに不安を感じている。
日本軍も硫黄島がアメリカ軍の手に落ちた場合の影響の重大性を痛感しており、硫黄島を爆破して海没させるという珍案が真面目に検討されたこともあったが、莫大な爆薬が必要であることから断念し、守備する小笠原兵団の強化を図った。栗林は要塞化した硫黄島で徹底した持久戦を将兵に命じ、「我等ハ敵十人ヲ斃サザレバ死ストモ死セズ」「我等ハ最後ノ一人トナルモ「ゲリラ」ニ依ツテ敵ヲ悩マサン」などと戦闘方針を定めた栗林自ら起草がした『敢闘ノ誓』を硫黄島守備隊全員に配布している。
アメリカ軍は入念な爆撃と艦砲射撃を加えたのちに硫黄島に上陸してきたが、巧みに構築された日本軍陣地は殆ど損害を受けておらず日本軍の攻撃の前に海岸線に貼り付けとなって多大な損害を被った。作戦初日に硫黄島に上陸できたアメリカ海兵隊は30,000人であったがそのうち2,400人が戦死していた。日本軍は硫黄島を空から支援するため、神風特別攻撃隊「第2御盾隊」を出撃させた。32機と少数であったが、護衛空母ビスマーク・シーを撃沈、正規空母サラトガに5発の命中弾を与えて大破させた他、キーオカック(防潜網輸送船) など数隻を損傷させる戦果を挙げた。特攻によるアメリカ軍の被害は硫黄島からも目視でき、第27航空戦隊司令官市丸利之助少将が「敵艦船に対する勇敢な特別攻撃により硫黄島守備隊員の士気は鼓舞された」「必勝を確信敢闘を誓あり」と打電している。
その後も摺鉢山を巡っての激戦などで、両軍兵士は互いに多大な損害を被りながら激戦を続けたが、当初5日で攻略予定であったアメリカ軍を1か月以上も足止めした栗林は、3月26日に残存兵約400人とともにアメリカ軍に夜襲を敢行して戦死した。日本軍は21,000人の守備隊のうち20,000人が戦死したが、アメリカ軍は28,000人が死傷し人的損失はアメリカ軍が上回った。甚大な損害を被ったこの戦いについて、アメリカ側の軍事的な評価は厳しいものとなり、政治学者五百籏頭真は戦後にアメリカの公文書を調査していた際に、硫黄島の戦いとこの後の沖縄戦については、アメリカの方が敗者意識を持っている事に驚いている。
甚大な損害を被りながらも攻略した硫黄島の戦略的価値は非常に高く、まだ日本アメリカ両軍が戦闘中であった1945年3月4日に最初のB-29が硫黄島に緊急着陸すると、その後も終戦までに延べ2,251機のB-29が硫黄島に緊急着陸し、約25,000人の搭乗員を救うことになった。また、P-51Dを主力とする第7戦闘機集団が硫黄島に進出し、B-29の護衛についたり、日本軍飛行場を襲撃したりしたため、日本軍戦闘機によるB-29の迎撃は大きな制約を受けることとなった。一方で日本軍は、マリアナ諸島への攻撃の前進基地だけでなく、日本本土空襲への防空監視拠点をも失うこととなって、いよいよ戦局の悪化に歯止めがかからなくなっていった。

#### 東京大空襲と都市への無差別爆撃の激化

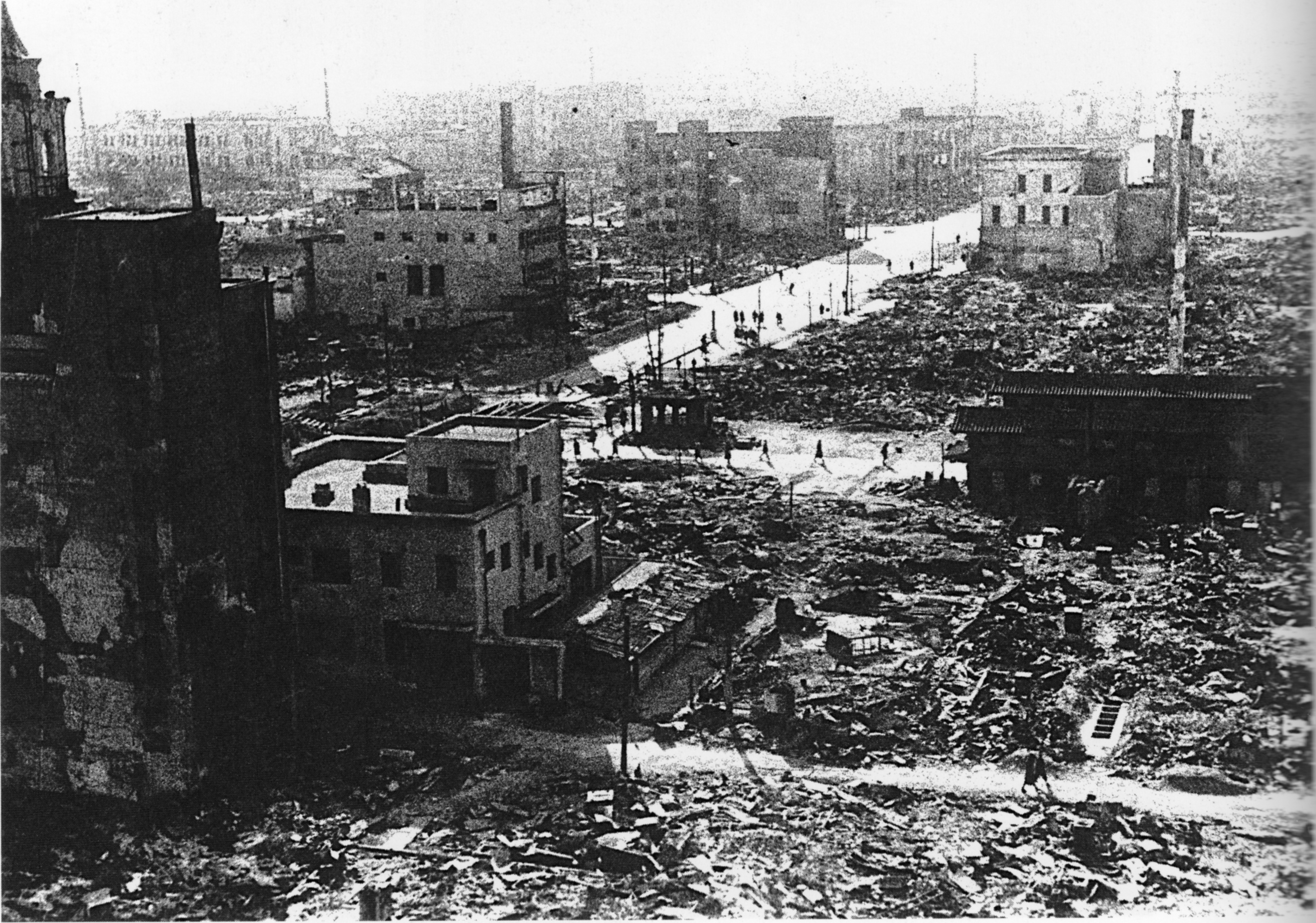
1945年3月10日の空襲で焼け野原となった東京

第21爆撃集団司令官ヘイウッド・ハンセル准将による初の東京空襲から1945年2月10日までの16回に及ぶマリアナ諸島からの日本本土空襲で、アメリカ軍は合計78機のB-29を失っていたが、期待していた戦果を挙げることはできずハンセルは更迭された。アーノルドは信頼していたルメイをハンセルの後任としたが、ルメイもあがらぬ戦果と予想外の損失に頭を悩ませていた。信頼していたルメイも結果を出せないことに業を煮やしたアーノルドは「やってみろ。B-29で結果を出せ。結果が出なかったら、君はクビだ」「結果が出なかったら、最終的に大規模な日本上陸侵攻になり、さらに50万人のアメリカ人の命が犠牲になるかも知れんのだ」と激しい言葉で叱咤した。アーノルドに叱咤されたルメイは大胆な作戦方針の変更を行うこととした。爆撃高度を思い切って高度1500ｍ～3000ｍの低高度に下げることにし、これまでの白昼の空襲ではなく、夜間に空襲することによって爆撃高度を下げても損失率は上がらないと判断した。使用する爆弾は日本の市街地を焼き払うために開発されたM69焼夷弾としたが、搭載されたナパーム(ゲル化ガソリン)の火力は凄まじく、木造建造物が多い日本に最適の焼夷弾と認定されていた。
ルメイの新戦術の最初の作戦は3月10日の東京大空襲となった。325機のB-29は3月9日の午後5時15分にマリアナ諸島のアメリカ軍基地を出撃すると、3月10日の午前0時5分に第一弾を投下した。空襲はルメイの計画通り大成功となり、たった一晩で83,000人の住民が死亡し、26万戸の家屋が焼失したが、他の焼夷弾爆撃と桁違いの被害をもたらせた最大の原因は関東大震災のさいにも発生した火災旋風が大規模に発生したためであった。東京大空襲からわずか10日間の間に、ルメイは名古屋、大阪、神戸などの大都市に延べ1,595機のB-29を出撃させたが、この機数はそれまでマリアナから日本本土を爆撃した延べ機数の3倍の数であり、投下した9,365トンという爆弾の量も、3月9日までに投下した爆弾量の3倍となった。日本の都市が焼夷弾攻撃に極めて脆いことが実証され、東京大空襲を境にして対日戦略爆撃の様相は一変してしまった。
あらゆる性能で日本軍機を圧倒していたB-29の迎撃に日本軍は苦戦し、日本本土の各都市は次第に焦土と化していった。それでも日本本土空襲で失われたB-29は485機にも及び、1945年5月25日（爆撃は翌26日の未明まで）の東京市街地に対する夜間無差別爆撃では、日本軍は大量の陸海軍迎撃機を出撃させたうえ、合計14,476発の高射砲弾を浴びせて、B-29合計47機撃墜を記録している。一方、アメリカ軍の公式記録ではこの日のB-29の損失は26機となっており、日本本土空襲で1日に失われた機数としては最悪のものとなって、その損害を聞かされたB-29の搭乗員は恐れをなしている。
戦後に日本とドイツに対する戦略爆撃の効果を調査した米国戦略爆撃調査団が出した結論は、日本本土空襲でのB-29の損失は、第8空軍がドイツ本土爆撃で被った損失の1/3であり、日本の警戒システムと迎撃地上管制システムはドイツ軍と比較して“poor”（貧弱）だったと評された。
日本の防空システムが“poor”だった要因としては下記を指摘している。
1. 日本の戦争指導者たちが、連合軍による空襲の危険性を十分に認識せず、防空システムの整備を優先しなかった
2. フィリピン作戦中は、日本軍航空部隊は連合軍の北上を止めるために使用され、それ以降は本土上陸に対する防衛が優先された
3. 対上陸部隊として使用するため、航空機と搭乗員は温存されて、日本空軍は常に作戦可能な戦闘機の30%未満しか本土防空に使用しなかった

また、ドイツ本土爆撃で使用されたB-17及びB-24と比較するとB-29は高性能であり、それを使いこなしたのも日本本土空襲が成功した大きな要因となったとも指摘している。しかし、日本軍も貧弱な防空体制ながら健闘し、作戦従事機数に対する損失率で比較すれば、ドイツ本土空襲でのB-17とB-24の損失率が1.60%なのに対して、日本本土空襲でのB-29の損失率は1.32%であった。

#### 沖縄戦

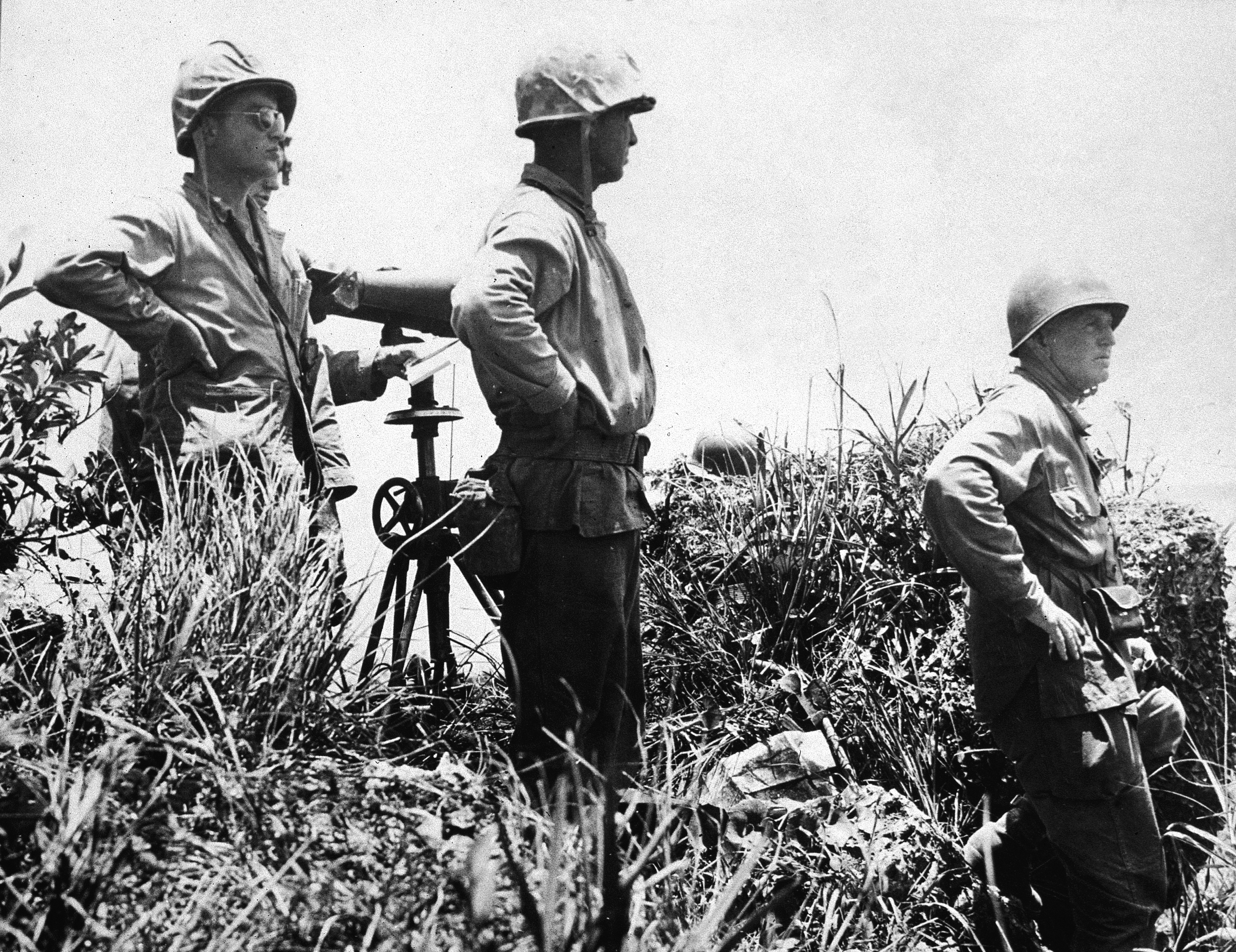
6月18日、最前線を視察する沖縄上陸連合軍部隊最高指揮官サイモン・B・バックナー・ジュニア中将（右）。この直後、日本陸軍速射砲の攻撃を受け戦死。

連合軍は日本上陸の前提として沖縄諸島に戦線を進め、沖縄本島への上陸作戦を行う（沖縄戦）。連合軍は陸海空で第二次世界大戦中で最大級の戦力を投入し、守る日本軍も地上では牛島満中将率いる第32軍を主力とし、ひめゆり部隊や鉄血勤皇隊など多数の沖縄の民間人をも動員、海上では戦艦「大和」以下残存の可動艦艇、空からは、大戦末期にも関わらず、太平洋戦争開戦以来最大級の航空戦力を投入して連合軍に対抗した(菊水作戦)。特に特攻機に対してはフィリピンと同様に連合軍艦隊は痛撃を被り、アメリカ海軍は損害を少しでも軽減するため、海軍作戦部長の アーネスト・キングがアメリカ陸軍航空軍司令官アーノルドに対し「陸軍航空隊が海軍を支援しなければ、海軍は沖縄から撤退する。陸軍は自分らで防御と補給をすることになる」と脅迫し、ルメイは渋々B-29を戦術爆撃任務に回すこととしている。
4月上旬から約1か月半の間、延べ2,000機のB-29が特攻の発進基地となっていた九州の飛行場の攻撃に投入され、その間日本内地の大都市は空襲の被害が軽減されている。大都市への空襲を取りやめてまで行った特攻機対策であったが、日本軍が巧みに特攻機を隠匿したため、B-29は飛行場施設を破壊しただけで、特攻機に大きな損害を与えることができず、特攻によるアメリカ海軍の損害はさらに拡大していった。B-29の働きに失望した第5艦隊司令レイモンド・スプルーアンス中将は「彼ら（陸軍航空軍）は砂糖工場や鉄道の駅や機材をおおいに壊してくれた」と皮肉を言い、5月中旬にはルメイへの支援要請を取り下げて、B-29は大都市や産業への戦略爆撃任務に復帰している。アメリカ海軍は沖縄戦で艦船沈没36隻、損傷368隻、艦上での戦死者は4,907名、負傷者4,824名という甚大な損害を被ったが、その大部分は1,895機も投入された航空特攻による損害で、アメリカ海軍史上単一の作戦で受けた損害としては最悪のものとなっている。アメリカ軍も公式報告書で「十分な訓練も受けていないパイロットが旧式機を操縦しても、集団特攻攻撃が水上艦艇にとって非常に危険であることが沖縄戦で証明された。終戦時でさえ、日本本土に接近する侵攻部隊に対し、日本空軍が特攻攻撃によって重大な損害を与える能力を有していた事は明白である。」と総括している。
陸上では、第32軍高級参謀八原博通大佐による戦略持久作戦で、徹底した陣地構築による防衛戦が展開されて、高度に要塞化された日本軍陣地を攻めあぐねた連合軍側は多大な損害を被った。堅固な陣地に立て籠もる日本軍は「鉄の暴風（英: Typhoon of Steel）」とも評された連合軍の物量に物を言わせた激しい砲爆撃にも耐えていたが、やがて「一撃講和」を狙って連合軍に局地的な勝利を収めたいとする大本営の横やりによって、連合軍に対して反撃に出ることとなった。しかし、陣地を飛び出した日本軍は、連合軍の圧倒的な火力の前に大損害を被って撃退され、反撃は失敗に終わって無駄に戦力を消耗させただけとなった。その後は八原の方針通り持久作戦を続け、6月23日に牛島が自決して日本軍の組織的な抵抗が終わるまでに、アメリカ軍側は死者・行方不明者20,195人を出したが、これは1944年12月に戦われた、西部戦線最大の激戦の1つであるバルジの戦いの戦死者最大約19,000人を上回るものであり、戦傷者55,162人、戦闘外傷病者26,211人を加えた人的損失は実に投入兵力の39％という高水準に達したため、ハリー・S・トルーマン大統領らアメリカの戦争指導者たちはあまりにも甚大な損害に大きな衝撃を受けて、のちの日本本土侵攻作戦「ダウンフォール作戦」の方針決定に大きな影響を及ぼした。
一方で日本側も8万人の兵士が戦死したほか、沖縄県民に約12万人の犠牲が出た（うち3万人は現地召集兵）。戦闘に巻き込まれた沖縄の一般住民は、連合軍の砲爆撃などで殺害されることが多かったが、なかには読谷村のチビチリガマの事例のような集団自決や、久米島守備隊住民虐殺事件や渡野喜屋事件のように日本軍に殺害されることもあった。日本軍の方針は『帝国陸海軍作戦計画大綱』によれば、「南千島、小笠原諸島（硫黄島ヲ含ム）沖縄本島以南ノ南西諸島、台湾及上海附近」を「皇土防衛ノ為、縦深作戦遂行上ノ前縁」と位置づけ、「右前縁地帯ノ一部ニ於テ状況真ニ止ムヲ得ズ敵ノ上陸ヲ見ル場合ニ於テモ極力敵ノ出血消耗ヲ図リ且敵航空基盤造成ヲ妨害ス」としており、沖縄は硫黄島などと同様に、日本本土の前縁として敵の出血・消耗を強いる防波堤と想定していた。

#### 終戦への迷走

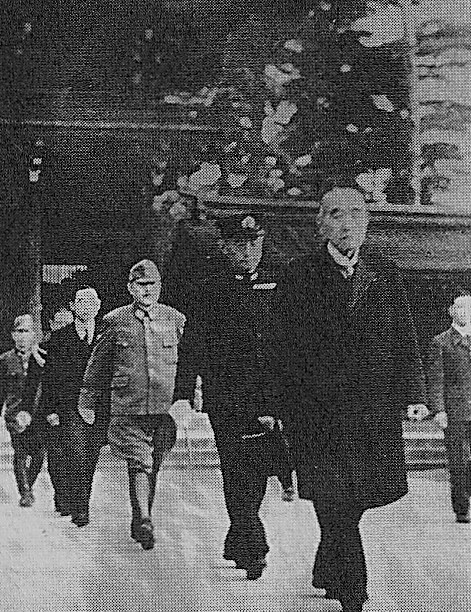
明治神宮を参拝する鈴木貫太郎内閣閣僚、先頭から順に総理大臣鈴木貫太郎、海軍大臣米内光政、陸軍大臣阿南惟幾

日本においても、政府内外で和平派による活動が活発となっていた。近衛上奏文による終戦策を進めていた外交官吉田茂（元駐英大使）が憲兵隊に拘束されるということもあった。しかし、まだ政府内で終戦に関する議論は進んでおらず、東西から激しく攻め込まれているナチス・ドイツの命運を固唾を呑んで見守っている状況であった。しかし、ベルリンにソ連赤軍が突入してベルリンの戦いが始まり、5月8日にナチス・ドイツが連合国に降伏し、イタリア社会共和国も消滅したことで、ついに日本は一国でイギリス、アメリカ、オランダ、中華民国、オーストラリアなどの連合国と対峙することになった（「欧州戦線における終戦 (第二次世界大戦)」参照）。この状況に至っても、陸軍を中心とする徹底抗戦派は、「神洲不敗」をスローガンに本土決戦を掲げて一億玉砕を唱えた。1945年（昭和20年）4月に、戦争終結を胸に秘めて総理大臣に就任した枢密院議長の鈴木貫太郎（元侍従長、元海軍軍令部長）も徹底抗戦派の強硬な姿勢に即時講和を主張することはできず、連合軍に決戦を挑み大損害を与えて有利な条件で連合軍と講和するという「一撃講和」に期待をかけており、それは昭和天皇も同様であった。
しかし、沖縄戦の命運が決すると、決戦地を沖縄と考えていた昭和天皇と鈴木は「一撃講和」すら困難なことを思い知らされ、表向きはドイツ降伏直後の5月9日に「帝國と盟を一にせる独逸の降伏は帝國の衷心より遺憾とするところなり、帝國の戦争目的はもとよりその自存と自衛とに存す、是れ帝國の不動の信念にして歐州戦局の急変は帝國の戦争目的に寸毫の変化を与えるものに非ず、帝國は東亜の盟邦と共に東亜を自己の慾意と暴力との下に蹂躙せんとする米英の非望に対しあくまでも之を破摧しもつて東亜の安定を確保せんことを期す」とする戦争遂行の政府声明を出したものの、裏では昭和天皇が内大臣木戸幸一に、「鈴木は講和の条件などについては弱い。木戸はどう考えるか。軍の武装解除については、何とか3,000人とか5,000人の軍隊を残せるよう話ができないものだろうか」と講和を進めるよう打診している。昭和天皇は6月9日に、中国大陸の視察から帰ってきた参謀総長梅津美治郎から、「在満洲と在中国の戦力は、アメリカ陸軍師団に換算して4個師団程度の戦力しかなく、弾薬も近代戦であれば1会戦分ぐらいしかない」という報告を受け「日本内地の部隊は在満部隊より遙かに戦力が劣ると効いているのに、在満部隊がその程度の戦力であれば、統帥部のいう本土決戦など成らぬではないか」と認識、さらに6月12日には海軍の軍事参議官長谷川清大将から「海軍は兵器も人員も底をついている」「動員計画も行き当たりばったりの杜撰なもの」という報告も受けて、今までの事実認識が大きく崩れて、「本土決戦の戦勝による有利な講和」は幻影に過ぎないことを認識させられており、そのことを知っていた木戸は、天皇の親書を携えた特使をソ連に送り、対アメリカ、イギリスとの仲介を依頼するという講和案を考えて、昭和天皇に言上した。
昭和天皇の意向には陸海軍とも反対はできずに、本土決戦準備と並行してひそかにソ連を仲介役とした終戦工作が進められることとなった。外務省はソ連の駐日大使ヤコフ・マリクが疎開していた箱根の強羅ホテルに、広田弘毅元首相を交渉に向かわせた。しかし、交渉の進展がなかったため、鈴木は天皇の親書を携えた特使をモスクワに派遣することに決めた。特使の代表には元首相近衛文麿が選ばれて、外務省はソ連大使の佐藤尚武に近衛訪問の許可を得るように命じたが、既にソ連は1945年2月のヤルタ会談で極東の権益獲得を条件に対日参戦を決めており（極東密約もしくはヤルタの密約）、何ら成果は上がらなかった。この日本側の打診がソビエト連邦共産党書記長ヨシフ・スターリンに報告されたのが、スターリンがポツダム会談のためベルリン郊外のポツダムに向かった後であり、ソ連側は時間稼ぎのため引き延ばした上で、7月18日にはぐらかした回答をしているが、日本側がこの事情を知るよしもなく貴重な時間を浪費することとなった。

#### 本土決戦

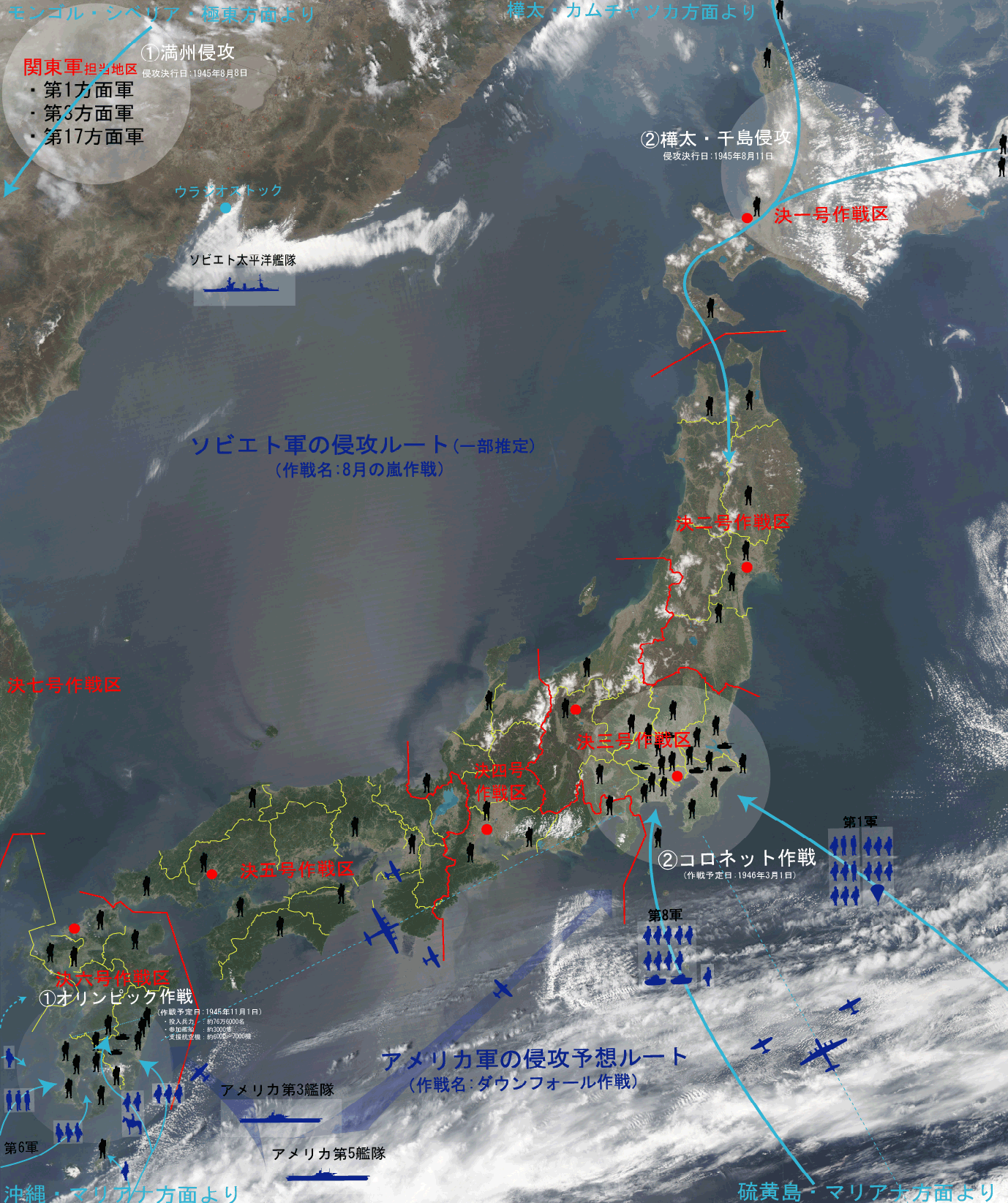
日本本土決戦の概略図

6月には日本海に米海軍潜水艦9隻が侵入（バーニー作戦）。7月14日には米海軍第38機動部隊（空母4隻、艦載機248機)は青函連絡船を攻撃して11隻が沈没し、北海道は孤立した（北海道空襲）。同7月の国内石油在庫量は48万kLで、これは開戦直前の備蓄量840万kLの5.7%にすぎず、ほぼ底をついた。沖縄へ海上特攻隊として向かった戦艦「大和」以下の艦隊は米海軍機動部隊の攻撃によって壊滅（坊ノ岬沖海戦）しており、海軍艦艇は5月以降、機能を停止した。
この頃には、南方資源地帯からの資材海上輸送の途絶及び、これまでのB-29の無差別爆撃により、日本の航空機生産力は低下しており、日本軍としては航空機使用の選択と集中をせざるを得ず、大本営は敵本土上陸部隊への全機特攻戦法への航空機確保が優先し防空戦闘を局限する方針をとっていた。また、防空戦力は、大都市に集中していたので、地方の中小都市については、敵機の跳梁にまかせることとなってしまった。このような防空戦略の後退は、国民の厭戦気分を高めることになった。日本の大都市を破壊しつくしたルメイは、目標を人口10万人から20万人の中小都市58に対する焼夷弾攻撃を行うこととした。この作戦は6月17日に開始されて、鹿児島、大牟田、浜松、四日市、豊橋、福岡、静岡、富山などが目標となり終戦まで続けられた。このころになると日本国民はアメリカ軍のどの兵器よりもB-29を恐れるようになっており、上智大学の神父として日本に在住し、日本人との親交が深かったブルーノ・ビッテルによれば「日本国民の全階層にわたって、敗戦の意識が芽生え始めるようになったのは、B-29の大空襲によってであった」と証言している。B-29は爆撃任務のほかに、約12,000個の機雷を日本列島沿岸各地に投下する「飢餓作戦」を行っており（関門海峡4990、周防灘666、若狭湾611、広島湾534、大阪湾380）、やがて国内海上輸送も麻痺した。
また、海上においても、室蘭や釜石では製鉄所を持ちながらも、迎撃用の航空機や大型艦の配備が皆無に等しいことを察知していたアメリカ軍は、艦砲射撃による対地攻撃を行う。また、日本本土近海の制海権を完全に手中に収めたアメリカ軍は、イギリス軍も加えて空母機動部隊を日本沿岸に度々派遣し、艦載機による各地への空襲や機銃掃射を行った。日本軍は本土近海に迫るようになった連合軍艦艇に対しても特攻で対抗し、連合軍艦艇にいくらかの被害を与えるなどしたものの日本軍の軍事的な敗北は明らかであった。
しかし、日本の戦争指導者は、密かに進めていたソ連を仲介とする終戦工作に期待しつつも、特に陸軍は連合軍と決戦を行い局地的な勝利を収めて有利な講和を結ぼうという「一撃講和」を諦めておらず、その決戦の地を日本本土とした。1945年6月8日には本土決戦の方針を定めた「今後採ルヘキ戦争指導ノ基本大綱」が昭和天皇より裁可され、その御前会議の席で参謀本部次長河辺虎四郎中将が特攻を主戦術として本土決戦を戦う方針を示した。特攻を主戦術とする方針に基づき、特攻兵器（震洋、回天、海龍など）が生産され各地に基地が設営され、作戦用航空機も陸海軍機と併せると1万機以上の航空機が本土決戦用に特攻機とその支援機として温存された。陸上の兵力も既設の12個師団86万人では戦力不足は明らかであったため、根こそぎ動員による新設師団の編成など、なりふり構わない戦力増強策で日本本土の兵力は54個師団400万人に増強されていた。しかし、日本軍は装備調達に苦慮していたため、根こそぎ動員で動員された師団の装備は不十分であった。特に第三次兵備で編成された師団の装備が不足しており、第53軍の第316師団にように、1個小隊に重機関銃2丁に小銃15～16丁しか配備されないなど、小火器の充足率は約40％、重機関銃や迫撃砲の充足率は約50％、火砲も未充足というものであった。また、国民義勇隊として2,800万人もの一般国民も戦闘に投入される計画であり、まさに大部分の国民が戦争に駆り出される事態となっていた。
一方、連合国においては、1945年2月のヤルタ会談直前に、ルーズベルトとチャーチルがマルタ島で協議し、1945年9月に九州侵攻を開始、1945年12月に本州に侵攻するといったタイムテーブルがチャーチルに提示された。そしてヤルタ会談ではルーズベルトがソ連のヨシフ・スターリン書記長に、日本本土侵攻作戦の陽動としてソ連対日参戦の同意を取り付けていた。3月29日には、統合参謀長会議が「対日攻撃戦力最終計画」を作成し、日本本土侵攻作戦全体を「ダウンフォール作戦」、九州侵攻作戦を「オリンピック作戦」、関東侵攻作戦を「コロネット作戦」と命名した。アメリカ陸軍参謀総長ジョージ・マーシャルはマッカーサーに「コロネットは日本にとどめを刺す作戦となるが、それはオリンピックの延長として実施される運びになろう」「ヨーロッパの戦争が1945年7月までに終わるという仮定に基づけば、オリンピック作戦の開始時期は12月1日、コロネット作戦の開始時期は1946年3月1日を目標に、計画を作成することとなる」とタイムスケジュールを説明している。
ドイツの敗戦が予想より早まると、オリンピック作戦も前倒しされ、5月25日に発令されたオリンピック作戦指令においては、Xデイと名付けられた九州上陸は1945年11月1日朝6時とされた。投入される兵力は、アメリカ軍だけでもオリンピック作戦では上陸部隊574,730人、支援要員や航空部隊も含めると766,700人、コロネット作戦では1,171,646人となるが、間接的に関与する人数も含めると500万名以上に上るとみられていた。また英連邦軍も地上部隊の他に海空軍や支援要員を含めると約20万名が投入され、アメリカと同様に間接的に関与する人数を含めると100万人以上となる予定であり、第二次世界大戦で最大規模の軍事作戦となる予定であった。
ルーズベルトの急逝により急遽大統領となったトルーマンは、沖縄戦での大損害により甚大な損害が確実視される日本本土上陸には消極的になっていた。この頃になると、オリンピック計画作成時の日本軍戦力分析は過小評価であったことが判明しており、損害の見積が最大で死傷者400万人以上などと上方修正されていた。特にドイツ軍との戦いの対比が論じられ、「ドイツ本土よりも戦車の運用が困難」「ドイツとの戦いよりも大損害を覚悟する必要がある」という分析の他にも、太平洋戦域でのアメリカ軍地上部隊の兵員の死傷率は、ヨーロッパ戦域の3.5倍という高い水準となっており、これらの大きな損害予想は日本本土侵攻慎重派の発言力を後押しすることとなった。

#### アメリカ軍による生物化学兵器の使用計画
日本軍に対する化学兵器の使用が本格的に検討されるようになったのは、1943年11月のタラワの戦いでアメリカ軍海兵隊が多大な損害を被ってからであった。アメリカ陸軍参謀総長ジョージ・マーシャルも「我々が即座に使え、アメリカ人の生命の損失が間違いなく低減され、物理的に戦争終結を早めるもので、我々がこれまで使用していない唯一の兵器は毒ガスである」とも述べていた。やがて、日本本土空襲が開始されると、アメリカ軍は、東京市に効果的に毒ガスを散布するための詳細な研究を行っており、散布する季節や気象条件を初めとして散布するガスの検討を行い、マスタードガス・ホスゲンなどが候補に挙がっていた。また、アメリカ軍は日本の農産物に対する有毒兵器の使用も計画していた。1942年にメリーランド州ベルツビルにあるアメリカ合衆国農務省研究本部でアメリカ陸軍の要請により日本の特定の農産物を枯れ死にさせる生物兵器となる細菌の研究が開始された。しかし、日本の主要な農産物である米やサツマイモなどは細菌に対して極めて抵抗力が強いことが判明したので、細菌ではなく化学物質の散布を行うこととなり、実際に日本の耕作地帯にB-29で原油と廃油を散布したが効果はなかった。さらに検討が進められて、2,4-ジクロロフェノキシ酢酸を農作物の灌漑用水に散布する計画も進められた。
しかしルーズベルトの使用方針はあくまでも日本軍が使用した場合の報復的なものに限っていたが、硫黄島の戦いや沖縄戦でアメリカ軍が甚大な損害を被ると、きたるダウンフォール作戦に向けてアメリカ軍の損害を減らすためとして、積極的な生物化学兵器の使用の主張が強まった。沖縄戦でアメリカ陸軍第10軍を指揮したジョセフ・スティルウェル中将も、「毒ガスの使用が考慮に入れられるべきです。攻撃を軍事目標に限定すれば、民間人への使用という不名誉は回避できます」と主張していた。アメリカ統合参謀本部が、生物化学兵器の使用を世論に認めさせるため、マスコミと協力して世論づくりをしていたことを記録した極秘資料が情報公開により明らかになっている。当局の世論工作もあって、シカゴ・トリビューンは「彼ら（日本軍）をガスで片付けろ」という社説を紙上に掲載したが、「毒ガスを非人道的とする非難は誤りでもあるし、的外れでもある」「ガスの使用は数多くのアメリカ国民の命を救うと同時に、日本人の命もある程度は救う可能性がある」などと、アメリカ国民に生物化学兵器使用の罪悪感を軽減させるような主張をしていた。アメリカ軍はオリンピック作戦準備として、オーストラリアとハワイに生物化学兵器を貯蔵する大きな倉庫を大量に建設し、太平洋上の島々にも小規模な貯蔵施設が設置した。やがてルソン島と沖縄を攻略したアメリカ軍は、生物化学兵器7,500トンをルソン島に、16,000トンを沖縄に貯蔵する計画を立てた。そしてオリンピック作戦が開始されると、8,500トンの生物化学兵器を積載した輸送艦をマニラ湾に待機させて、いつでも前線に送り込めるようにする予定であった。

### 戦争状態の終結と講和

#### ポツダム宣言

ポツダムに集まった左からアトリー（大英帝国）トルーマン（アメリカ）スターリン（ソ連）

ドイツ降伏後の1945年（昭和20年）7月17日から8月2日にかけ、アメリカ大統領トルーマン、大英帝国首相チャーチルおよびクレメント・アトリー、ソ連書記長スターリンがベルリン郊外ポツダムに集まり、第二次世界大戦の戦後処理について協議した（ポツダム会談）。そして、この会談の期間中の1945年7月26日に、主にアメリカによって作成された後、大英帝国が修正を加え中華民国が同意していたポツダム宣言が3か国の共同声明として発表された。宣言は日本に無条件降伏を迫り、その後の連合国による日本占領と、日本軍国主義勢力の排除、カイロ宣言の履行、日本の主権を本州・北海道・九州・四国および連合国が決める諸小島に制限すること、軍隊の武装解除、戦争犯罪人の処罰、民主主義・基本的人権の確立など、全13項が日本に伝達された。
ポツダム宣言を伝達された日本政府は対応を協議するため翌27日に最高戦争指導会議と閣議を開催した。これを受けた東郷は最高戦争指導会議と閣議において、「本宣言は有条件講和であり、これを拒否する時は極めて重大なる結果を惹起する」と発言した。議論の末、一旦は日本政府として方針を示さないが、各新聞にコメント入りで報道させて国民に周知させるという結論となった。翌28日の新聞では、「笑止、対日降伏条件」、「共同宣言、自惚れを撃破せん、聖戦飽くまで完遂」「白昼夢 錯覚を露呈」などという新聞社による論評が加えられて報じられたが、各社とも扱いは小さく、国民に大きな影響はなかった。しかし、支那派遣軍総司令岡村寧次大将の「ポツダム宣言は滑稽というべし」という意見に代表されるように、首相の鈴木は軍の突き上げによって、やむなく記者会見で「共同声明はカイロ会談の焼直しと思う、政府としては重大な価値あるものとは認めず“黙殺”し、我々は戦争完遂に邁進する」との談話を発表した。東郷はこれを閣議決定違反だと激怒して抗議した。これが新聞各紙で「政府は黙殺」などと報道され、さらに海外では「黙殺」が「reject（拒絶）」と報道された。ポツダム会談中にトルーマンの元にトリニティ実験の成功の報がもたらされると、トルーマンは日本に降伏を促す手段として原爆の使用を決定したが、トルーマンは7月25日の日記に「日本がポツダム宣言を受諾しないことを確信している」と書いているなど、一旦はポツダム宣言を拒絶されることを予測しており、鈴木の“黙殺”は日本への原子爆弾投下を正当化する理由ともなった。戦後、鈴木はこの発言を振り返って「この一言は後々に至るまで、余の誠に遺憾と思う点であり・・・」と悔やんでいる。

#### 広島への原爆投下

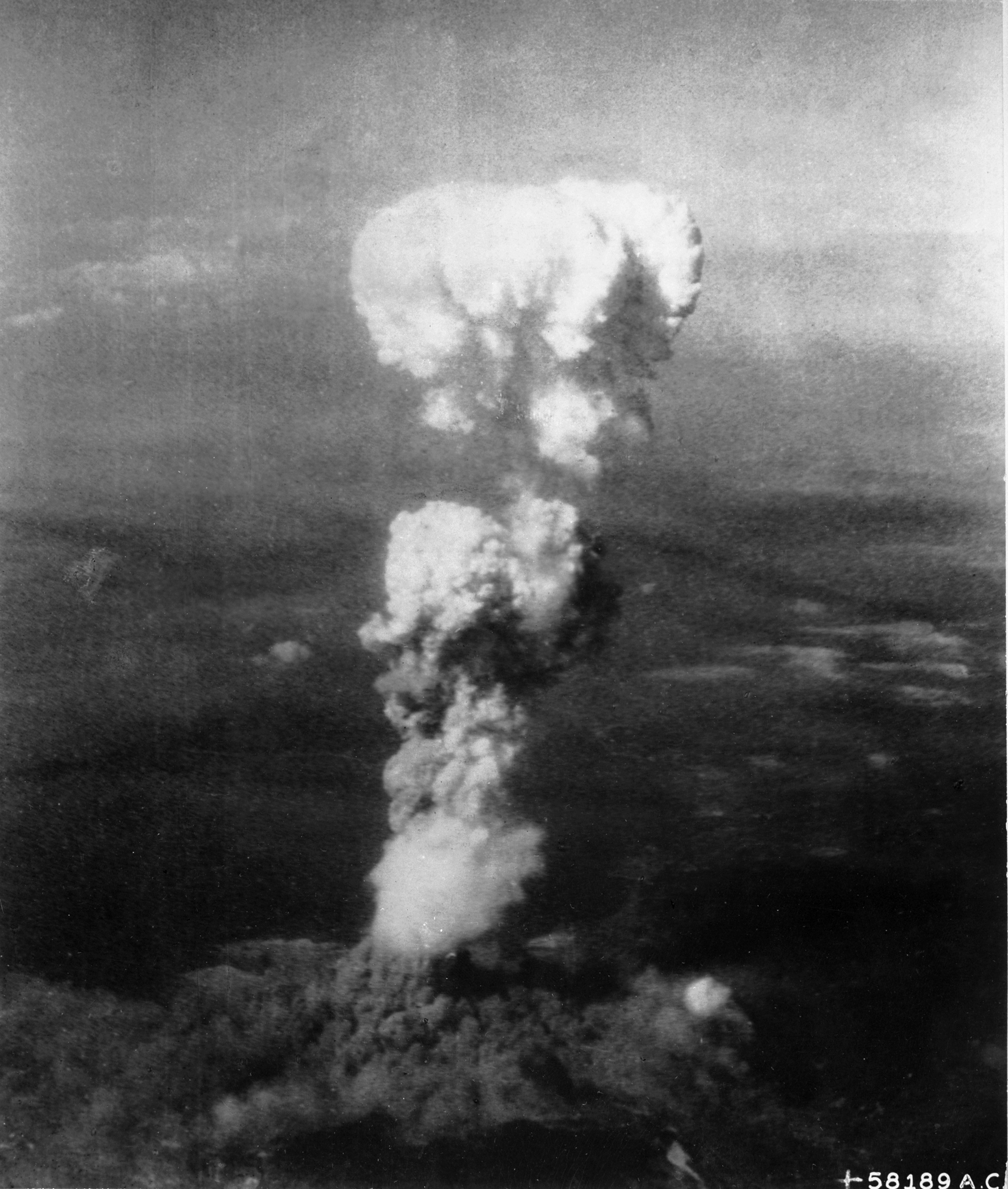
広島市への原子爆弾投下により生じた巨大なキノコ雲（米軍機撮影）。下に見えるのは広島市街、その左奥は広島湾。

アメリカはマンハッタン計画で原子爆弾の開発を進めていた。マンハッタン計画の責任者レズリー・グローヴス准将は、開発中のB-29を原子爆弾搭載機に決定し、陸軍航空軍総司令部航空資材調達責任者であるオリバー・エコルズ 少将にB-29を原子爆弾搭載可能の改造を行うよう命じた。この計画は、エコルズを含む数名で極秘裏に進められたが、B-29改造担当者はロスアラモス原子力研究所から2種類の形の原子爆弾を開発していると説明を受けると、その両方の爆弾を搭載可能な改造を行う必要性に迫られた。機密保持のため、2種類の原子爆弾をその形状から、それぞれ「シンマン（やせっぽち）」と「ファットマン（でぶっちょ）」、改造計画を「シルバープレート」と隠語で名付けた。マンハッタン計画を知らない多数の技術者に対しては、シンマンとはルーズベルト、ファットマンはチャーチルのことで、この2名が極秘裏にアメリカ国内を旅行するために使用するプルマン式寝台車を輸送するための改造であり、ことの重大性から寝台車もシルバープレートという隠語で呼んでいると説明している。のちにシンマンは設計変更で「リトルボーイ（ちびっこ）」と呼ばれることになった。シルバープレート機は戦争が終わるまでに54機まで発注を増やし、うち46機が納品されていた。原爆搭載機の製造と並行して、原爆投下のための特別の戦闘部隊の第509混成部隊を組織し、指揮官にはポール・ティベッツ大佐が選ばれた。第509混成部隊のほとんどの搭乗員が、自分達が大型の特殊爆弾の投下任務に就くということは知っていたが、その特殊爆弾が恐るべき破壊力を持つ原子爆弾ということを知らなかった。
第509混成部隊は徹底した訓練ののち、シルバープレート機を15機を擁して（終戦時までに29機に増強）1945年5月にテニアン基地に進出した。日本軍はテニアン島に潜伏していた生存兵が尾翼のマークを確認して新しい飛行隊が進出してきたことを確認し、まだ日本軍が支配していたロタ島を通じて大本営に向けて報告された。特殊任務部隊との認識はあったが、原爆投下部隊とは知らなかった大本営は、日本軍の情報力を誇示するため、東京ローズにプロパガンダラジオ番組ゼロアワーで第509混成部隊進出歓迎のことばを言わせたが、皮肉なことにこの部隊がのちに日本に大惨禍をもたらすことになった。原子爆弾の投下目標都市については、爆撃による被害が少なく原子爆弾の威力を検証しやすい都市が選ばれ、広島、小倉、横浜、京都などが候補にあがり、グローヴスは人口108万人の京都が原子爆弾の威力を測るのにもっとも相応しいと主張したが、陸軍長官のヘンリー・スティムソンが「京都は極東の文化史上重要で芸術品も数多い」という理由で候補から外させている。原子爆弾投下目標の選定が進む中で第509混成部隊は集中的な実地訓練を継続しており、パンプキン爆弾と名付けられた原子爆弾を模した大型爆弾による精密爆撃訓練などを行った。1945年7月20日にはパンプキン爆弾投下訓練のため東京を飛行していたクロード・イーザリー少佐操縦のストレートフラッシュ号で、副航空機関士ジャック・ビヴァンスの提案により、攻撃が禁止されていた皇居にパンプキン爆弾を投下することとなった。しかし、皇居の上空には雲が立ち込めており、レーダー照準での爆撃となったので、パンプキン爆弾は皇居には命中しなかった。日本のラジオ放送で皇居爆撃の事実を知った爆撃団司令部によりイーザリーらは厳しく叱責されたが、原子爆弾投下任務から外されることはなかった。
1945年7月16日、トリニティ実験が成功したが、その知らせはルメイらごく一部の司令官、参謀にしか伝えられず、依然として第509混成部隊の搭乗員らも新型爆弾の正体を知らされていなかった。テニアン島に重巡洋艦インディアナポリスが「リトルボーイ」を運び込んだときも機密保持の状況に変更はなかった。1945年7月26日にポツダム宣言が発表されたが、日本政府はこれを「黙殺」した。トルーマンからの原爆使用の承認を得ていたグローヴスは原爆投下命令を発し、8月2日には第509混成部隊名で出された野戦命令第13号で8月6日に第1目標広島、第2目標小倉に原子爆弾を投下すると決定した。8月6日、リトル・ボーイを搭載しパーソンズを乗せたB-29エノラ・ゲイはティベッツの操縦で午前2時45分にテニアン島から出撃した。その後に先行していた気象観測機ストレートフラッシュ号から第1目標の広島の天候は良好との知らせが入り、計画通り広島に初めての原子爆弾が投下されることになった。
エノラ・ゲイは計画よりわずか17秒の超過だけで、午前9時15分17秒（日本の時間では8時15分17秒）にリトルボーイを投下し、リトルボーイは投下後43秒でさく裂し、エノラ・ゲイは9マイル先に離脱していたが、衝撃波が激しく機体を震わせた。一瞬のうちに広島では、78,150人の市民が死亡し、70,147戸の家屋が半壊以上の損害を受けた。中国軍管区は豊後水道を北上するエノラ・ゲイ3機を発見し7時9分に警戒警報を発令していたが、うち1機のストレートフラッシュが一旦広島上空を通過して播磨灘方面に去ったので、7時31分に警報解除している。その後8時11分に松永対空監視所がエノラ・ゲイと観測機グレート・アーティスト号が高度9,500ｍで接近してくるのを発見したが、時すでに遅く充分な対応ができなかった。原爆投下成功の知らせは、ポツダム会談からの帰国中のトルーマンにも報告され、トルーマンは「さらに迅速かつ完全に日本のどこの都市であろうが、地上にある生産施設を抹殺してしまう用意がある。我々は、彼らの造船所を、彼らの工場を、彼らの交通を破壊するであろう。誤解のないよう重ねていうが、我々は日本の戦力を完全に破壊するであろう」という談話を発表した。

#### 長崎への原爆投下

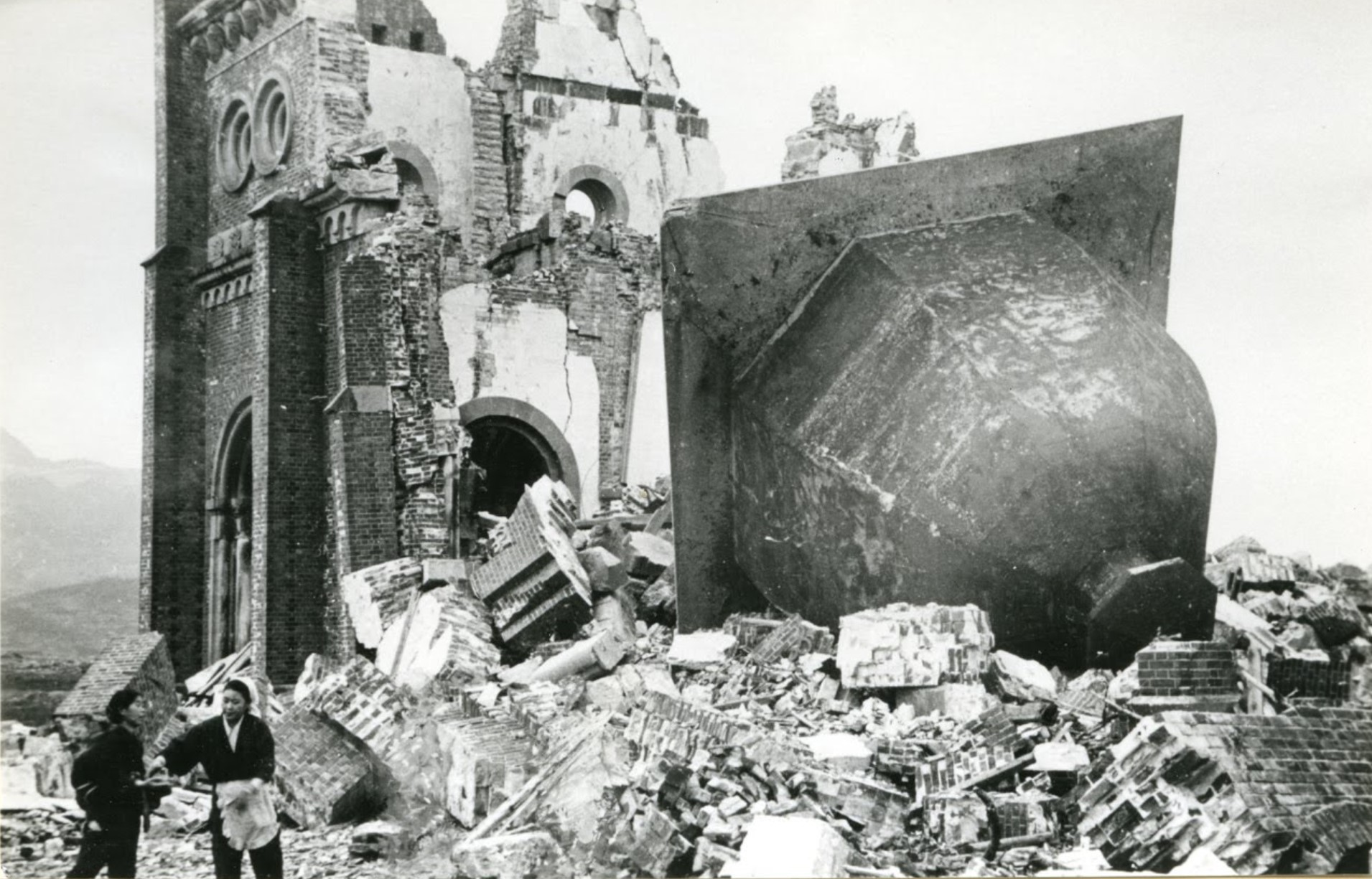
爆心地近くにあり爆風で破壊された浦上天主堂

広島の3日後が次の原子爆弾投下の日に選ばれた。短期間の間に2回も原子爆弾を投下するのは、日本側にいつでも原子爆弾を投下できるストックがあると知らしめることが目的であったが、実際は次に投下する予定のファットマンがアメリカ軍が製造していた最後の原子爆弾であった。初回の任務を成功させたティベッツは2回目は信頼できる部下に任せることとし、広島の際に観測機グレート・アーティストの機長であったチャールズ・スウィーニー中佐がB-29ボックスカー号に搭乗して原子爆弾投下任務を行うことになった。目標は小倉か新潟いずれかに絞られたが、新潟は距離が遠すぎるという理由で第1目標が小倉、そして第2目標を同じ九州の長崎と定めた。1945年8月9日テニアン島を出撃したボックスカーは、午前8時43分に小倉上空に達したが、天候不良で小倉は厚い雲に覆われており、やむなく第2目標の長崎に向かった。長崎も天候は不良であったが、レーダーで爆撃進路をとっているときに一瞬雲の切れ目が見えたので、午前10時58分にファットマンを投下し、ボックスカーは燃料不足のためマリアナには戻らずそのまま沖縄に向けて飛行した。
日本軍も広島への原子爆弾投下以降警戒は強化しており、国東半島から北九州地区に向かう2機のB-29を発見したが、西部軍管区は広島と同様の編成であったのでこれを原子爆弾搭載機と判断し10時53分に空襲警報を発令した。第16方面軍司令部は、敵機の目標は長崎と判断しラジオを通じて「B-29少数機、長崎方面に侵入しつつあり。全員退避せよ」という放送を繰り返し流させたが、事前の空襲警報やラジオ放送はほとんどの長崎市民には認知されておらず（ラジオ放送そのものがなかったという証言もあり）長崎市民が大規模な避難をすることはなかった。11時2分に現在の原爆落下中心地公園上空でファットマンがさく裂し、長崎でも一瞬のうちに23,752人もの市民の命が奪われた。
なお、日本軍も原爆の開発を試みたが基礎研究の域は出ていなかった（日本の原子爆弾開発）。

#### ソ連対日参戦

##### ソ連軍の奇襲
その直後に、日ソ中立条約を結んでいたソビエト連邦も、上記のヤルタ会談での密約（ヤルタ協約）を基に、1946年4月まで有効である日ソ中立条約を破棄し、8月8日に対日宣戦布告をし、日本の同盟国の満洲国へ侵攻を開始した（ソ連対日参戦）。当時、満洲国に駐留していた日本の関東軍は、主力部隊を南方戦線や日本本土に引き抜かれて弱体化していたため、急遽、在郷軍人や居留民から25万人を動員し、70万人の兵力と、戦車150輌、航空機150機、火砲1000門を揃えたが、兵士の多くが老兵で、また装備の充足率も低く、真の兵力はこの数分の1に過ぎなかった。一方、アレクサンドル・ヴァシレフスキー率いるソ連軍は、兵員1,577,725人と火砲・迫撃砲26,137門、戦車・自走砲5,556両、航空機3,446機と、関東軍を圧倒していた。奇襲を受けた関東軍であったが、兵力不足を補うため満洲の2/3を放棄し、居留民150万人のうち110万人が居住する新京と大連間を走る「連京線」と新京から図們を走る「京図線」を結ぶ防衛線でソ連軍を食い止めるとする作戦計画に基づき、国境の要塞に配置された兵力を除き、主力は満洲南部への撤退を開始した。

##### 国境要塞の奮闘
満洲東部方面は防衛線の最重要地区であり、特にウスリー河対岸のソ連領イマン（現・ダリネレチェンスク）を見渡せる高地を抱え、長大な満ソ国境において唯一シベリア鉄道を視認できる戦略拠点であった虎林に関東軍は虎頭要塞を構築していた。本来であればこの要塞が東部国境防衛の要となるはずであったが、関東軍の他の部隊の例にもれず要塞守備隊も兵力は次第に減らされて、ソ連参戦時にはわずか1,400人となっていた。要塞には避難してきた周囲の居留民も収容していたが、そのうち500人が義勇兵となり戦力は1,900人となった。ソ連軍も虎頭要塞の堅牢さを警戒しており、対日宣戦布告がなされる前から激しい砲撃を加え、その量はわずか2日で7,000トンにも達したが、要塞は健在であった。その後わずか1,900人に対し、2個狙撃兵師団、1個戦車旅団で攻撃してきたが、日本で唯一配備されていた試製四十一糎榴弾砲や長射程の九〇式二十四糎列車加農、七年式三十糎長榴弾砲・四五式二十四糎榴弾砲などの巨砲を駆使し、圧倒的戦力のソ連軍に大損害を与えて2週間も足止めし、8月20日に陥落した時には兵士と居留民の生存者はわずか500人となっていた。
牡丹江においても第5軍指揮下の予備士官学校の候補生で編成された特設荒木歩兵連隊が、ソ連軍の重戦車相手に肉弾特攻で応戦、身体に爆雷を結び付けての戦車への体当たり攻撃でソ連軍戦車5～6輌を撃破して攻撃を撃退し続けるなど、8月13日までは戦線を守り抜いた。こうして一部戦線ではソ連軍の足止めに成功していたものの、戦線を突破したソ連軍機械化部隊の進撃速度は早く、その急進撃に恐れをなした大本営や関東軍は主力の防衛線を「連京線」と「京図線」を結ぶ複廓陣地からさらに後退した通化周辺とするよう命令を出した。しかし、その命令を聞いた第3方面軍司令官後宮淳大将は、「110万人の居留民を見捨てることなど関東軍の面目が許さない」「軍は居留民と共に生き居留民と共に死ぬ」と述べて撤退を拒否、隷下の第30軍に「新京を死守してほしい。本官は奉天を死守する」と命じている。
　

##### 居留民の悲劇

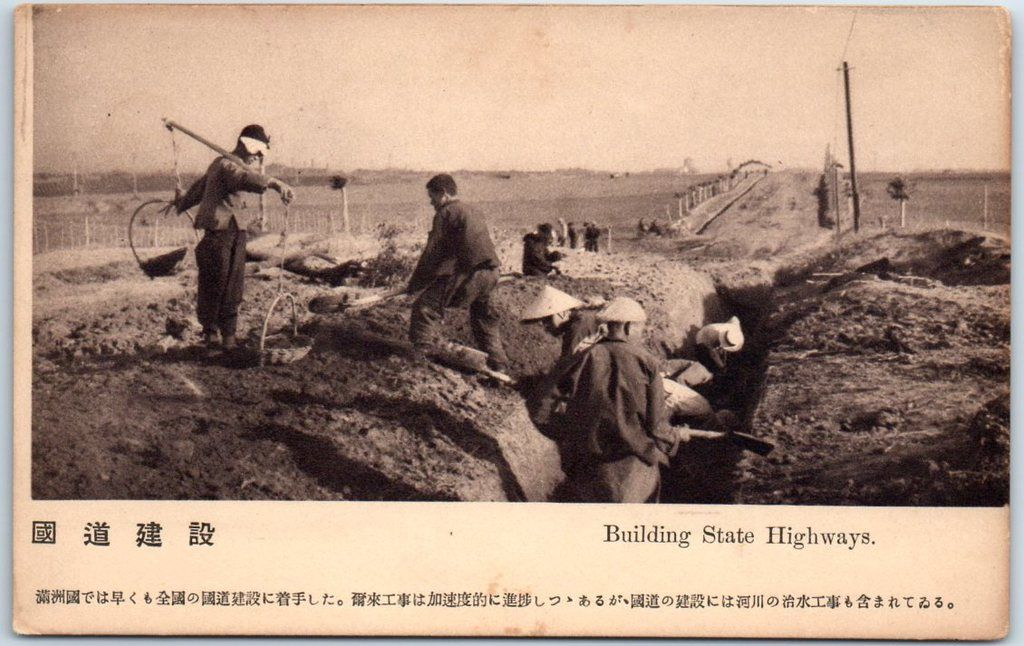
道路工事をする満洲開拓団の居留民

関東軍はソ連攻撃時の満洲居留民に対する方針について検討を先送りして具体的な対策を決めていなかった。しかし、関東軍が居留民退避に対して無関心であったということではなく、ソ連による中立条約破棄通告があったときには、関東軍司令部は各省の首脳や開拓団の代表者を招集し「近く予想されるソ連の侵攻に対する準備」を議題として長時間の討議を行っている。その席で開拓団はおおむね楽観的で「満洲は我ら墳墓の地、移るとすれば天国のみ」とか「ソ連の侵攻に対しては、老若婦女子も剣を持って起ち、軍と運命をともにすることを光栄とする」などの意見が出されて、関東軍より提案のあった退避には消極的であった。関東軍はその後も居留民に日本本土への退避を促したが、日本本土はB-29の空襲が開始されていたのに加え、満洲は食料などの物資が豊富であり、積極的に退避する居留民は少なかった。
8月9日にソ連参戦の情報が入ると関東軍は慌てて国境付近に居住している居留民に速やかな避難を示達したが、混乱のなかで十分には伝わらなかった。満洲国の首都新京においては、満洲国と日本政府の関係者、関東軍、南満洲鉄道などが集まって対策会議が開催され、軍からは新京防衛戦のため居留民の速やかな退避の要求があり、政府関係者からは「新京陥落まで家族と踏みとどまる」などの意見が出され、最終的には南満洲鉄道が避難のための臨時列車を出し、8月10日午後6時を一便として「居留民」「政府関係者」「軍」の順で新京から退避することが決定された。しかし、状況が切迫する中で、老人、妊婦、病人が優先される以外については駅に到着次第順に列車に詰め込まれるという状況になって、「居留民」「政府関係者」「軍」の順は最初から崩れてしまった。結局、避難列車第一便も大きく遅延し、8月11日1：40に新京を出発した。この後も2時間おきに列車が出発したが、故障続発で避難は捗らなかった。もっと悲惨な状況となったのは国境などの辺境からの避難民で、ソ連軍や暴民からの暴虐によって凌辱されたり、命をうしなうものも多数に上って、戦時中に死亡した居留民は3万人にも上った。暴虐な目にあわなかった避難民も飢餓や疫病に苦しみ、やむを得ず我が子を現地民に託すこともあり、後に中国残留孤児問題として残ることとなった。
庇護を失った住民を救うため、関東軍の一部将兵や鉄道警備隊や警官などが乏しい装備でソ連軍に立ち向かい鋒鏑に倒れるといった悲壮な状況も各地で見られることとなった。その例として、関東軍第5練習飛行隊の二ノ宮清准尉ら10人が、葛根廟事件などの虐殺事件を目のあたりにし、ソ連軍に一撃を加え居留民の避難する時間を稼ぐために、10機の練習機で特攻出撃した「神州不滅特別攻撃隊」がある。特攻機には特攻隊員の婚約者の女性2人も同乗しており、特攻隊員10人と婚約者2人はソ連軍戦車部隊に特攻し戦死した。
関東軍は、各戦域で敢闘して一部でソ連軍の進撃速度を遅らせ、居留民の避難の時間稼ぎをしたが満洲全域においては多くの居留民が戦禍に巻き込まれることとなり、1945年時点で満洲に在住した150万人の居留民のうち、戦時中に死亡した3万人に加え、戦後に餓死・病死したり行方不明になったものも含めると13万人が帰らぬ人となった。それでも、満洲からは朝鮮半島経由も含めて約135万人が戦後に日本本土に帰国できた。結果的に多くの居留民を避難させることに成功した関東軍に対して、ソ連（現ロシア）には、「関東軍は臨機応変に後退し、避難民撤退の時間稼ぎをしながら、持久戦を展開した。ソ連軍は、8月13日に牡丹江を占領したが、15日の時点では、満洲の主要都市は陥落していなかった」という肯定的な評価もある。

#### 降伏

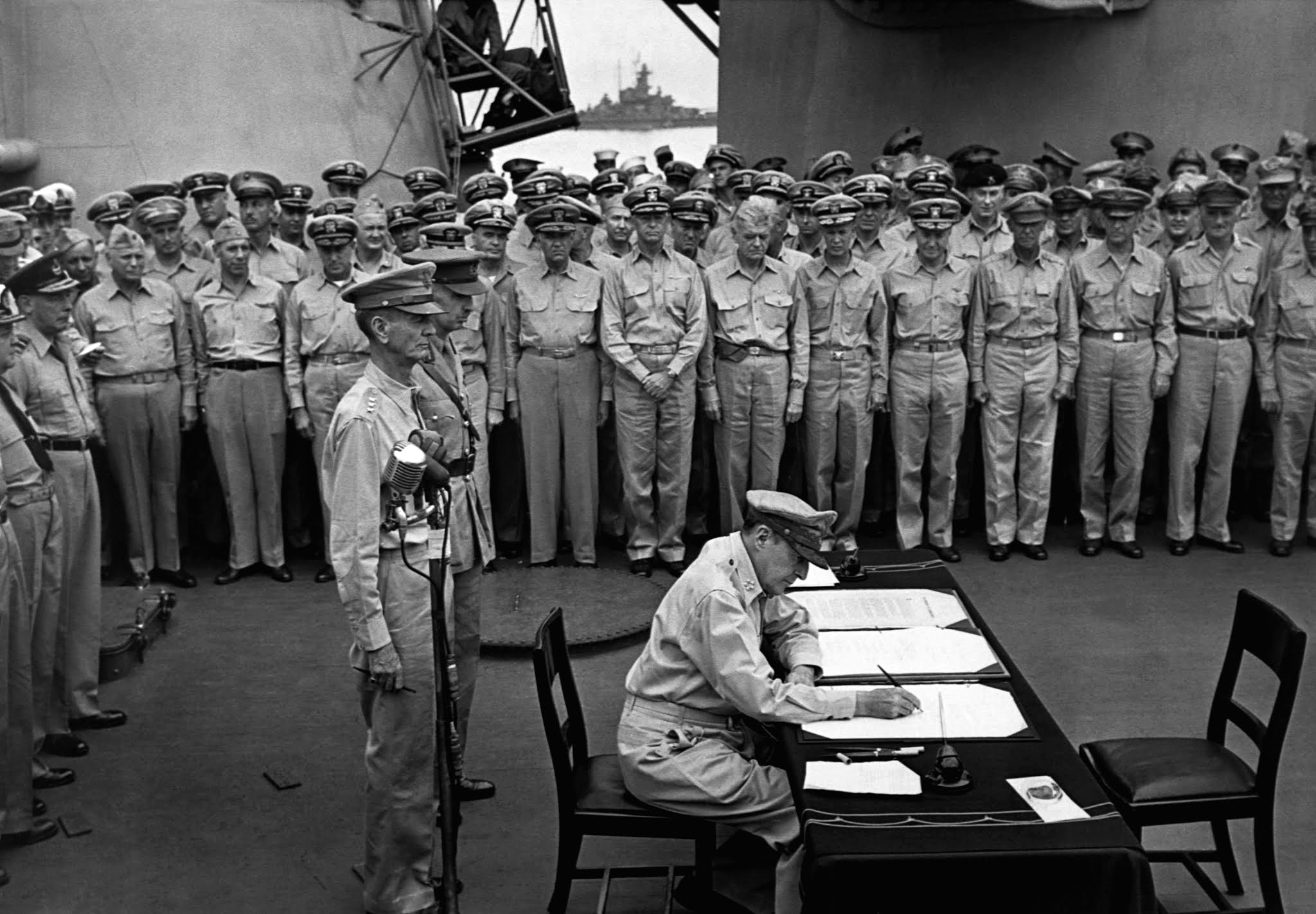
ミズーリ艦上にて日本の降伏文書に署名するダグラス・マッカーサー（1945年9月2日）

8月9日の御前会議において昭和天皇が「戦争指導については、先の（6月8日）で決定しているが、他面、戦争の終結についても、この際従来の観念にとらわれることなく、速やかに具体的研究を遂げ、これを実現するよう努力せよ」と戦争終結のことを口にした。本土決戦による「一撃講和」を諦めきれない陸軍内で混乱が深まったが、首相の鈴木が天皇に発言を促し、天皇自身が和平を望んでいることを直接口にしたことにより、昭和天皇からの信頼が厚かった陸軍大臣の阿南惟幾が、徹底抗戦を主張する青年将校らを「御聖断は下ったのである。いまはそれに従うばかりである。不服のものは自分の屍を越えていけ」と身を挺して説き伏せ、8月14日、終戦の詔書が発されポツダム宣言を受諾（日本の降伏）することになった。その後も米軍による爆撃は続き、グアム島からの第315爆撃団B-29、134機が8月14日午後10時から8月15日午前3時まで日本石油秋田製油所まで爆弾12,000発を投下し、87名の従業員らが爆死した。敗戦と玉音放送の実施を知った一部の陸軍青年将校グループが、玉音放送 が録音されたレコードの奪還をもくろんで8月15日未明に宮内省などを襲撃する事件を起こしたが（宮城事件）、これは陸軍自身によって鎮圧された。8月15日正午、昭和天皇の玉音放送が放送された。
8月16日、大本営は全軍に対して、戦闘行為を停止するよう命令を発した。この後、鈴木貫太郎内閣は総辞職。玉音放送の後には、海軍において一部将兵が徹底抗戦を呼びかけるビラを撒いたり停戦連絡機を破壊したりして抵抗（厚木航空隊事件）した他は大きな反乱は起こらなかった。8月17～18日に起きた米軍機への迎撃（「B-32 (航空機)#歴史」参照）を最後に内地の日本軍は戦闘を停止したが、後述するように、日本軍民への攻撃を続けるソ連軍への抗戦（占守島の戦いなど）を中心に外地では戦闘が一部続いた。
翌日には連合国軍が中立国のスイスを通じて、占領軍の日本本土への受け入れや各地に展開する日本軍の武装解除を進めるための停戦連絡機の派遣を依頼し、19日には日本側の停戦全権委員が一式陸上攻撃機でフィリピンのマニラへと向かうなど、イギリス軍やアメリカ軍に対する停戦と武装解除は順調に遂行された。
8月28日、連合国軍による日本占領部隊の第一弾としてアメリカ軍の先遣部隊が厚木飛行場に到着し、8月30日には後に連合国軍最高司令官総司令部（GHQ/SCAP）の総司令官として連合国による日本占領の指揮に当たることになるアメリカ陸軍のマッカーサー大将も同基地に到着し、続いてイギリス軍やオーストラリア軍などの日本占領部隊も到着した。
9月2日には、東京湾内に停泊したアメリカ海軍の戦艦「ミズーリ」において、イギリス、アメリカ、中華民国、オーストラリア、フランス、オランダなどの連合諸国17カ国の代表団の臨席の下、日本政府全権重光葵外務大臣と、大本営全権梅津美治郎参謀総長による対連合国降伏文書への調印がなされ、ここに1939年9月1日より6年にわたって続いた第二次世界大戦は終結した。

##### 関東軍の降伏

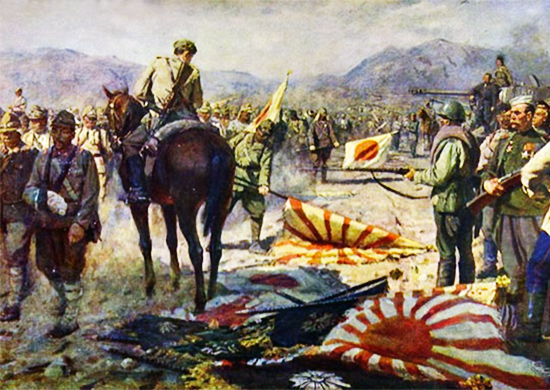
関東軍降伏の様子を描いた絵画

玉音放送が全日本軍に降伏を知らせた翌8月16日になっても満洲では戦闘が継続していた。モスクワの総司令部はヴァシレフスキーに「8月14日の天皇による日本の降伏に関する通告は、無条件降伏の一般的声明に過ぎない」「ソ連軍は極東での日本への攻撃作戦を継続するべし」という命令を出して、日本軍が激しく抵抗している虎頭要塞などに猛攻を続けていた。スターリンは日本軍が抵抗を止めないことを理由にして、一気に北海道の北半分まで侵攻しようと画策していたが、トルーマンは「日本本土の全ての島にいる日本武装兵力はマッカーサー将軍に降伏するものである」とスターリンの画策を真っ向から否定した。それでもスターリンは極東ソ連軍の侵攻の手を緩めることはなく「関東軍の破砕、全満洲、北朝鮮、南樺太、千島を解放せよ」と命じている。一方、関東軍司令官の山田乙三大将は17日に各部隊に停戦命令を下達し、ヴァシレフスキーに接触を試みていたが、8月19日になってようやく直接交渉による停戦が実現した。結局、国境付近で激しい戦闘はあったものの、関東軍主力は殆どソ連軍と戦闘することなく降伏し、捕虜となった将兵は70万人にも上ったが、そのうち57万人がポツダム宣言の第9条の規定に反して強制労働のためにシベリアに送られ、劣悪な環境での強制労働で7万人以上が死亡した（シベリア抑留）。日本の後ろ盾を失った満洲国は事実上崩壊し、8月18日に退位した皇帝愛新覚羅溥儀ら満洲国首脳は日本への逃命を図るも、侵攻してきたソ連軍によって身柄を拘束された。
満洲での戦闘は終わったが、ソ連軍は樺太と千島への侵攻を続けた。樺太の戦いで樺太を占領、8月22日には樺太からの引き揚げ船3隻がソ連潜水艦の攻撃で撃沈破されている（三船殉難事件）。千島列島にも侵攻し占守島の戦いで大きな損害を被ったものの、その後も千島列島を南下し続けた。マッカーサーの回想によれば、連合軍のソ連代表であったクズマ・デレビヤンコ中将は、日本に進駐後に一緒に行動していたマッカーサーに対して「ソ連軍は北海道に上陸し、日本をアメリカと二分する」と詰め寄ってきたのに対して、マッカーサーは「ソ連兵が自分の許可なく日本に入ったらデレビヤンコ将軍自身も含めてソ連代表部の全員を即座に投獄する」と脅してソ連軍の上陸を阻止したと主張しているが、ソ連軍の侵攻は止まることはなく、南千島を占領したのち、9月1日に色丹島、そして9月4日に歯舞諸島へ上陸してソ連領土とした。その間、北海道にはアメリカ軍は全くおらず、ようやく10月4日になって第77歩兵師団が函館に上陸しており、ソ連の侵攻には全く対抗できていなかった。ソ連軍に占領された島のうち、択捉島、国後島、色丹島、そして歯舞群島をあわせた4つの島については日本が領有権を主張して返還を求めているが、ソ連崩壊後に4島を実効支配しているロシア連邦が自国の領土と主張して返還に応じていない。

### 海外在住の日系人

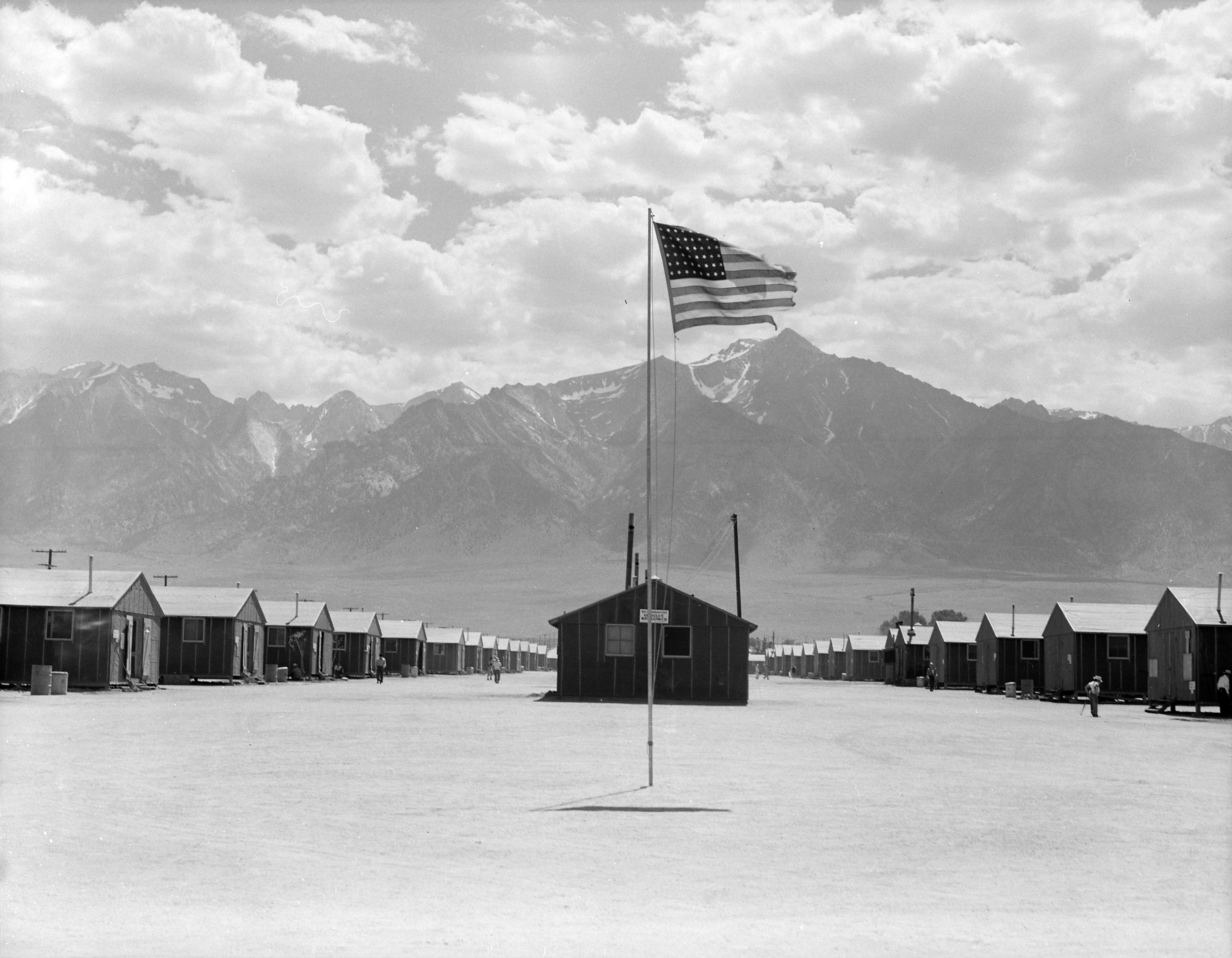
マンザナー強制収容所

戦前から日本人移民が生粋の自国民の職を奪うとしてアメリカ、オーストラリア、カナダ、ペルー、ブラジルなどをはじめに移民排斥運動が行われていた。このことは、欧米と日本の信頼関係を低下させることに繋がると共に移民者は差別や偏見を受けていた。太平洋戦争が始まるとアメリカやペルー、カナダをはじめとする南北アメリカの13カ国やオーストラリアなどの連合国は、日本人移民のみならず、それらの国の国籍を持つ日系の自国民までも「敵性市民」として財産を没収し、アメリカや自国内の強制収容所に強制収容させた。アメリカの移民日本人1世はこの行為に対し憤慨し日章旗を掲げるなど遺憾の意を示した。その一方でアメリカ育ちの移民日本人2世の若者達の中には祖国への忠誠心を示すために志願、第442連隊戦闘団が組織され欧州戦線の最前線に送られ活躍した。このことは2世が名実共にアメリカ人として認められた一方で、1世と2世の激しい対立を生み出し禍根を残した。

## 被害
関与した各国における経済損失は莫大な規模と考えられるが、ここでは人的被害について記す。
太平洋戦争における日本の犠牲者については、軍民併せて310万人とされることが多いが誤認である。これは、毎年8月15日に開催されている全国戦没者追悼式で追悼される戦没者が310万人とされていることから生じる誤認と思われるが、全国戦没者追悼式の戦没者の範囲は、1963年（昭和38年）5月14日の閣議決定によって「支那事変以降の戦争による死没者（軍人・軍属及び準軍属のほか、外地において非命にたおれた者、内地における戦災死没者等をも含む者とする。）とする」と定められており、、太平洋戦争に加えて、盧溝橋事件に端を発する日中戦争やその後のノモンハン事件などの国際紛争の戦没者の累計で、なおかつ、戦後に日本内地引き揚げまでに行方不明となった者や、戦犯として刑死した者、シベリア抑留など捕虜として死亡した者も戦争犠牲者として集計されている。また、厚生労働省が実施している遺骨収集事業の対象となっている海外戦没者2,400,000人には、沖縄の対象者が188,140人であるように、軍人・軍属だけではなく民間人犠牲者も含まれている。
中華民国と、満洲国および中華民国南京政府との分裂状態にあった中国大陸については民間人の死者数は記載せず、「その他」で記載。
| 国名             | 参戦期間  | 主戦場                                                    | 犠牲者数（戦闘員） | 犠牲者数（民間）                                              | 備考 |
| ---------------- | --------- | --------------------------------------------------------- | ------------------ | ------------------------------------------------------------- | --- |
| 大日本帝国       | 1941-1945 | 太平洋、オセアニア、東アジア、東南アジア インド洋、インド | 1,932,000人        | 800,000人（日本内地500,000人、沖縄を含む日本内地外300,000人） | 盧溝橋事件から太平洋戦争までの合計（戦後の死亡、刑死、行方不明180,900人を含む）2,123,300人、戦没者には朝鮮人および台湾人も含む |
| タイ王国         | 1942-1945 | インドシナ                                                | 不明               | 不明                                                          | |
| 満洲国           | 1941-1945 | モンゴル、満洲                                            | 不明               | 不明                                                          | |
| 中華民国南京政府 | 1941-1945 | 中国大陸                                                  | 不明               | —                                                             | |
| 蒙古自治邦政府   | 1941-1945 | モンゴル、華北、満洲                                      | 不明               | 不明                                                          | |
| 自由インド仮政府 | 1943-1945 | ビルマ、インド、インドシナ                                | 不明               | —                                                             | |
| ビルマ独立義勇軍 | 1941-1942 | ビルマ、インド、インドシナ                                | 不明               | —                                                             | |
| ドイツ           | 1941-1945 | 太平洋、東南アジア、インド洋                              | 不明               | 不明                                                          | |

| 国名                     | 参戦期間   | 主戦場                         | 犠牲者数（戦闘員）                                                  | 犠牲者数（民間） | 備考 |
| ------------------------ | ---------- | ------------------------------ | ------------------------------------------------------------------- | ---------------- | --- |
| アメリカ合衆国           | 1941-1945  | 太平洋                         | 戦死者156,283人～196,265人（戦闘外での死者を含む）・戦傷者248,316名 | 1,726人以上      | 民間人の犠牲者は抑留により992人が死亡、544人が不明、真珠湾攻撃で68人、グアム島で1人、ウェイク島で83人、ロサンゼルスの戦いで8人、アッツ島で20人、風船爆弾で6人など |
| フィリピン（ユサッフェ） | 1941-1945  | フィリピン、沖縄               | 戦死者98,000人                                                      | 1,000,000人      | |
| 大英帝国                 | 1941-1945  | 東南アジア、インド、インドシナ | 戦死者86,838人・ 戦死傷者合計227,131人                              | 不明             | |
| オランダ                 | 1941-1942  | インドネシア                   | 27,600人（民間の犠牲者も含む）                                      | —                | |
| 中華民国（重慶政府）     | 1941-1945  | 中国大陸、ビルマ               | 戦死者1,319,000–4,000,000人軍の死傷者合計3,211,000–10,000,000人     | 死傷3,500万人    | 中華人民共和国による公表値 |
| 八路軍・新四軍           | 1941-1945  | 満洲・中国大陸等               | 戦死傷者584,267人                                                   | —                | 国共合作により中華民国軍と協力した中国共産党軍 |
| オーストラリア           | 1941-1942  | ビルマ、インド、インドシナ     | 戦死者19,189人                                                      | 735人            | |
| ニュージーランド         | 1941-1942  | ビルマ、インド、インドシナ     | 戦死者11,671人                                                      | 不明             | |
| 自由フランス             | 1945-      | インドシナ                     | 戦死者5,000人                                                       | 不明             | |
| ソビエト連邦             | 1945.8.28- | モンゴル、満洲、樺太、千島列島 | 戦死者22,694人・戦傷者40,377人                                      | なし             | ノモンハン事件の犠牲者を含む |
| 蒙古人民共和国           | 1945-      | モンゴル、満洲                 | 不明                                                                | なし             | |

| 加担勢力名                 | 所属        | 地域                 | 犠牲者数 | 備考                             |
| -------------------------- | ----------- | -------------------- | -------- | -------------------------------- |
| ニューギニア族民兵         | 両陣営      | ニューギニア         | 不明     | 民兵                             |
| フィリピン人義勇軍         | 日本        | フィリピン           | 不明     |                                  |
| 比島ラウエル大統領付親衛隊 | 日本        | フィリピン           | 不明     |                                  |
| フクバラハップ             | 米英中      | フィリピン           | 不明     | フィリピン共産党系抗日ゲリラ     |
| 郷土防衛義勇軍             | 日本        | インドネシア         | 不明     |                                  |
| インド国民軍               | 日本        | インド               | 不明     |                                  |
| マレー義勇隊               | 日本        | マレー半島           | 不明     |                                  |
| マレー義勇軍               | 日本        | マレー半島           | 不明     |                                  |
| 越南青年先鋒隊             | 日本        | ベトナム             | 不明     |                                  |
| ビルマ国民軍               | 日本→英米中 | インドシナ           | 不明     |                                  |
| 抗日マラヤ人民軍           | 英米中      | マレー半島           | 不明     | ゲリラ                           |
| フォース136                | 英米中      | マレー半島等         | 不明     | 華僑ゲリラ                       |
| 東南アジアボランティア軍   | 英米中      | 中国大陸・東南アジア | 不明     | 華僑ゲリラ                       |
| 石家荘白系ロシア人義勇軍   | 日本        | 中国大陸             | 不明     |                                  |
| 皇協維新軍                 | 日本        | 中国大陸             | 不明     |                                  |
| 中華民国臨時政府軍         | 日本        | 中国大陸             | 不明     |                                  |
| 皇協新中華救国民軍         | 日本        | 中国大陸             | 不明     |                                  |
| 満洲イスラム教徒騎兵団     | 日本        | 満洲                 | 不明     |                                  |
| 朝鮮義勇軍                 | 米英中      | 満洲・中国大陸等     | 不明     | 朝鮮人部隊                       |
| 大韓民国臨時政府           | 米英中      | 満洲・中国大陸等     | 不明     | 亡命政府を自称し韓国光復軍を編成 |
| 日本人民解放連盟           | 米英中      | 満洲・中国大陸等     | 不明     | 日本共産党系のレジスタンス運動   |

| 戦災国名（地域） | 戦時中の人口 | 犠牲者数          | 備考                                         |
| ---------------- | ------------ | ----------------- | -------------------------------------------- |
| 中国大陸（民衆） | 4億人        | 死傷者約3,500万人 | 両軍の戦闘の巻き添え、労務者としての徴用など |
| ベトナム         | 1400万人     | 推定約200万人     | 強制供出による飢餓                           |
| インドネシア     | 6150万人     | 推定約200万人     | 労務者としての徴発                           |
| フィリピン       | 1630万人     | 推定約105万人     | 両軍の戦闘の巻き添え                         |
| シンガポール     | 561万人      | 推計約50,000人    | 日本軍による虐殺                             |
| マレーシア       |              |                   |                                              |
| ビルマ           | 1500万人     | 最大約100万人     | 泰緬鉄道の労務者、戦闘の巻き添え、飢餓疫病   |

※各国犠牲者数には飢饉による推定死者数も上乗せされている。

### 主な艦船の損失数

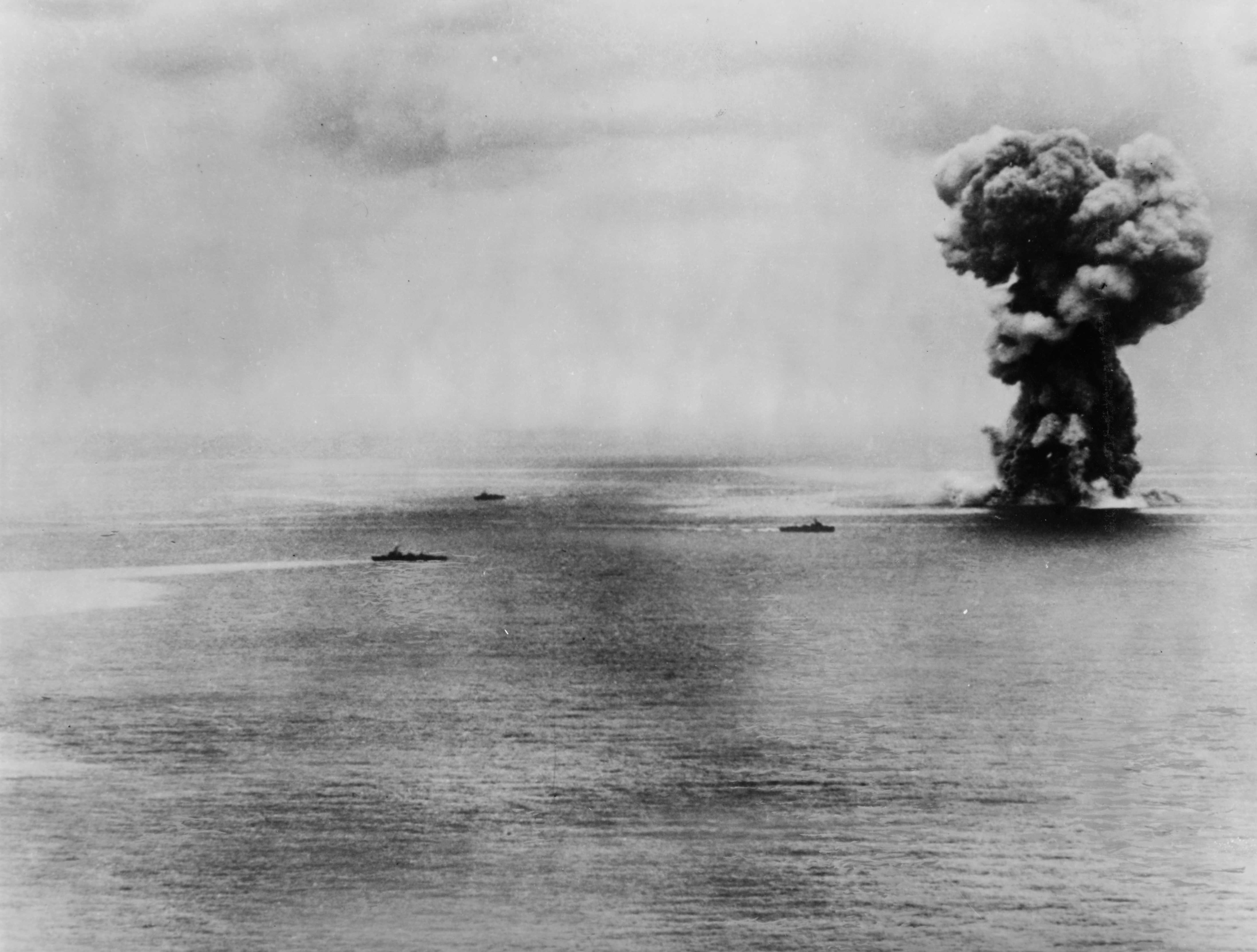
坊ノ岬沖海戦で爆沈する戦艦大和

参戦国の太平洋における主要艦艇の損失数、終戦後に廃棄された艦船は除外
| 国名           | 空母・護衛空母・水上機母艦 | 戦艦・巡洋戦艦 | 巡洋艦 | 駆逐艦 | 潜水艦 |
| -------------- | -------------------------- | -------------- | ------ | ------ | ------ |
| 日本           | 19                         | 8              | 37     | 134    | 130    |
| アメリカ       | 14                         | 3              | 10     | 84     | 63     |
| 大英帝国       | 1                          | 2              | 3      | 12     | 5      |
| オーストラリア |                            |                | 3      | 6      |        |
| オランダ       |                            |                | 2      | 7      | 5      |
| ソ連           |                            |                |        |        | 4      |

参戦国の太平洋における航空機の損失数

空母エンタープライズ艦上で炎上するF6Fヘルキャット

- 日本: 35,000機～50,000機（うち戦闘損失20,000機）[438]
- アメリカ: 27,000機[439] (うち戦闘損失14,533機)[438]
- 中華民国: 2,468機[438]
- 大英帝国: 機数は不明であるがイギリス空軍だけで4,858人のパイロットが戦死[440]
- オーストラリア:250機[441]

### 太平洋戦争における人的損失の特徴

#### 日本軍
日本軍は、補給の軽視及び連合軍に制空制海権を奪取されて補給が途絶したことによって、満足な食料の補給を受けることができず大量の餓死者を出した。また日本軍兵士は、戦陣訓の「生きて虜囚（りょしゅう）の辱（はずかしめ）を受けず、死して罪禍（ざいか）の汚名を残すこと勿（なか）れ」の一節に代表されるように捕虜となることを事実上禁止されていると認識していたり、投降することによって自分や内地の家族が社会的迫害を被るといった懸念から、戦闘の大勢が決しても他国の軍隊と異なり安易に捕虜となることはなく餓死することも多かった。さらに太平洋戦争の戦場となった南方地域には、マラリアやデング熱といった感染症が蔓延しており、飢餓で体力が弱った多くの日本軍兵士が感染症によって病死し、戦没者数を激増させる要因ともなった。
日本軍がもっとも戦没者を出したフィリピンの戦い (1944-1945年)において、厚生省の統計によれば、陸海軍の軍人軍属486,600人（戦後に死亡した12,000人を除く）の戦没者のうち、陸上自衛隊衛生学校の研究では65％が餓死・病死者であり、残りの35％の約17万人が直接の戦闘行為での戦死者であると指摘している。また、戦後にアメリカ軍から尋問を受けた参謀本部第2部部長の有末精三中将が「7～8割が（餓死）病気でしたと思う。マラリア病と栄養失調である」と答えていることから、餓死・病死者は80％にも上り、戦闘による戦死者はわずか20％の約10万人であったとの推計もある。一方で、フィリピン作戦において、アメリカ陸海軍の戦死傷者は78,824人、フィリピン正規軍（ユサッフェ）の戦死者57,000人（戦傷者不明）、フクバラハップなどのゲリラも正確な数字は不明ながら日本軍の戦闘で多数の死傷者を出しており、日本軍と連合軍の直接戦闘のキルレシオでは大きな差はないが、大量の餓死・病死者が日本軍の戦没者数を押し上げていた。
この傾向は連合軍の侵攻目標から除外されて太平洋上で孤立した離島守備隊に顕著に表れ、補給も脱出も困難な絶海の孤島で孤立した日本軍守備隊は、連合軍からの幾度もの降伏勧告を拒絶し戦うこともなく餓死者を出していった。特にメレヨン島においては、守備隊6426人（陸軍3205人、海軍3221人）中、戦没者は4800人であったが、連合軍の爆撃など戦闘行為で戦没したのは307人に過ぎず、残りの4493人は餓死もしくは病死と実に戦没者に占める割合は90％以上となっており「戦わずして玉砕した悲劇の島」などとも呼ばれることとなった。このように、戦没者の中に占める餓死者病死者の比率が非常に高くなっており、230万人の軍人軍属の戦没者のうち60％の140万人が餓死・病死という主張や、27％の62万人という主張など推定値は異なるものの、いずれにしても他国の軍にはない高い比率であったことには変わりはない。
日本兵は傷病により戦闘行動の継続が困難になると自決することが多く、戦没者の数を押し上げる要因となった。硫黄島の戦いでの生還者、独立機関砲第44中隊の鈴木栄之助によれば、実際の戦闘で戦死したのは30％前後と少なく、残りは60％が自決（軍医に注射での殺害を要請した場合も含む）、10％が事故死及び味方の兵士による殺害（重症者を捕虜にしないための殺害など）であったとされる。また戦局が悪化してくると、傷病兵を治療したり安全な地域に後送することが困難となり、「処置」と称して軍医や衛生兵が動くことができなくなった傷病兵を殺害することも常態化していった。

#### 連合軍
戦闘中のアメリカ兵1,000人当たりの1日の死傷者数比較
|                | 太平洋戦線 | ヨーロッパ戦線 |
| -------------- | ---------- | -------------- |
| 戦闘で死亡     | 1.78人     | 0.36人         |
| 戦闘で行方不明 | 0.17人     | 0.06人         |
| 戦闘で負傷     | 5.50人     | 1.74人         |
| 戦闘で死傷合計 | 7.45人     | 2.16人         |

アメリカ軍の統計では、戦闘期間中において、太平洋戦線の方がヨーロッパ戦線より3.5倍以上の人的損失を被っていた。これは短期間のうちに多大な損失を被る敵前上陸作戦が多かったことに加えて、前述の通り、戦闘の大勢が決しても投降することなく最後まで戦うといった日本軍の性質によるものも大きく、アメリカ軍の統計では戦闘で投降して捕虜となった日本兵はわずか1～3％と低い比率であった。
このように降伏せずに最後まで戦うという日本軍の傾向に対して連合軍は、同じく敵であったドイツ軍と比較して、日本軍とドイツ軍の指揮官はどちらも「現在の兵力で任務を達成しなければならない」「命令があるまで退却してはならない」「自決を覚悟せよ」などとする「死守命令」を乱発したが、実際に「死守命令」を守ったケースは日本軍の方が遥かに多く、ドイツ軍は部隊が崩壊すると大量の兵士が降伏し残りは速やかに敗走するため、連合軍は先を争って急進撃し大勝利を得たのに対し、日本軍は、退却するにしてもじわじわと退き、さらにドイツ兵とは異なり日本兵はほとんど降伏することがなかったので、連合軍は延々と続く戦いを強いられていたなどと評価している。
前述の通り、補給難に苦しみ大量の餓死・病死者を出してきた日本軍も、皮肉にも戦場が硫黄島や沖縄と本土に近づくにつれて補給線が短くなって十分な補給が受けられるようになった。沖縄戦における日本軍の補給状況に対してアメリカ軍は「敵の装備は良好で補給も十分であり、精緻な洞窟陣地は種々の補給品を集めるのに有効であった。」と分析していた。十分な装備と食料を補給されていた沖縄の日本軍は激烈な抵抗を示し、アメリカ軍の人的損失は総司令官のバックナーを含めて実に投入兵力の39％という高水準に達したため、太平洋方面の総司令官ニミッツは「日本兵が準備された防御陣地に布陣し、十分な補給を受けられるところでは、日本軍が、我が軍のもっとも優秀な部隊が、従来見られなかった航空支援や艦砲射撃及び強力な砲兵支援のもとに攻撃しても、遅々たる前進しか許さないような、強力な戦闘力を発揮することが実戦で証明された。」「日本軍部隊はこれまで、まとまった数で投降したことはなく、我が軍に多数の死傷者を出すことなく、日本軍部隊を撃破することができない。」と十分な補給を受けている日本軍相手の死傷者増加を嘆いていた。
また、陸上での戦いが中心であったヨーロッパ戦線と比較すると、太平洋戦線は戦場の多くが海上となり、アメリカ兵の戦死傷者のなかの戦死者の占める割合が高く、特に陸軍航空隊と海軍にその傾向が顕著であった。アメリカ海軍は太平洋での戦闘における死傷者62,858人のうち、31,157人が戦死者で戦死者が占める割合は50%であり、アメリカ陸軍航空隊は戦闘における24,230人の死傷者のうち、戦死者が15,694人で割合は65%と非常に高くなっている。これは、ドイツ本土空襲で大損害を被ったアメリカ第8空軍の戦闘における死傷者47,483人のうち、戦死者26,000人の戦死者が占める割合54％と比較すると10％以上高くなっている。

### シーレーンをめぐる戦いと民間船員の犠牲
日本は日中戦争下で国家総動員法を制定して国家総力戦、戦時体制に突入していた。太平洋戦争では、漁船を特設監視艇として、商船や客船を上陸作戦や前線への補給、南方などからの資源輸送用の徴用船として動員した。米軍が開戦直後から潜水艦などで通商破壊戦を展開したのに対して、日本海軍は敵海軍との決戦に偏重し、兵站と海上護衛を軽視したまま各地に派兵し、広がったシーレーンを十分守れなかった（「海上護衛総司令部」参照）。日本民間船員の犠牲者は35,000 - 46,000人（死亡率49%）と推計されている、30,592（100トン以上の鋼製商船乗組分）、60,609人（総数）。日本列島周辺で戦没した船も多いが、現在は外国になっている海域で民間船と海軍艦艇が合計2290隻沈み、約30万人の遺骨が海に眠っているとみられる。日本政府は未回収分を水葬扱いとしてきたが、トラック島などダイビングで見られる海底にある沈没船もあり、戦没者遺骨収集推進法（2016年制定）に基づき収容を進めると報道されている。

### 戦時下日本での経済・国民生活
太平洋戦争下の日本では兵器や軍需物資の生産・調達が最優先された。金属類回収令で生活用品や銅像、梵鐘が鋳潰されたほか、木造船建造のため皇室御料林のほか、各地の巨木を切り倒すよう求める「供木運動」が行われた。

## 戦後処理

### 戦争裁判

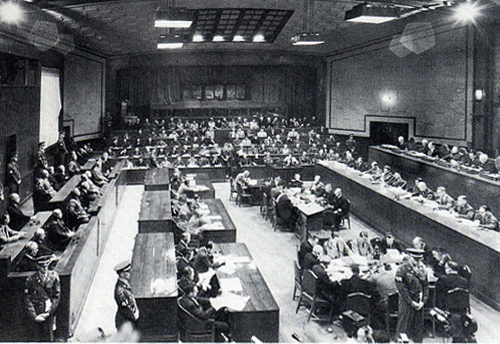
極東国際軍事裁判市ヶ谷法廷大法廷

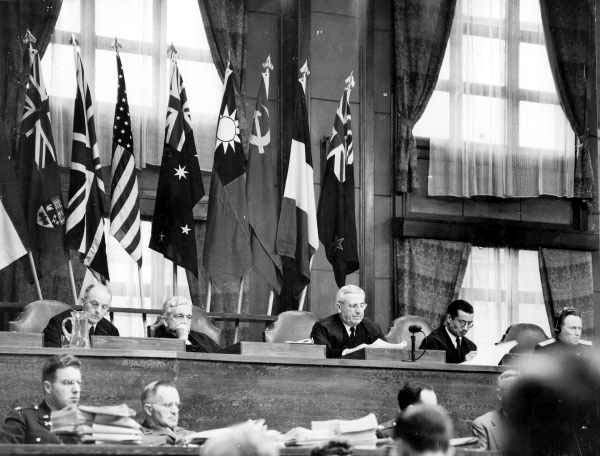
ウィリアム・F・ウエップ裁判長

1946年5月から1948年にかけて日本の戦争責任を追及する極東国際軍事裁判（東京裁判）が開かれ、開戦に至る時期の日本の指導者らが連合国により戦争犯罪人（戦犯）として裁かれた。なお、昭和天皇は裁判を免れたほか、指導者であっても不起訴となった者もあった。また、フィリピンや中華民国などで「通例の戦争犯罪」（B級戦争犯罪）と「人道に対する罪」（C級戦争犯罪）を裁いたBC級戦犯裁判が行われた。

### 占領政策と戦後処理問題
戦後、日本は前述したとおり連合国各国軍隊によって構成されるGHQによって占領されることとなった。名目上占領軍は日本と交戦・降伏文書を受諾した連合国軍とされたが、実際には大部分を占めるアメリカ軍による単独占領に近い形となり、ほかにもイギリス軍や当時イギリスの植民地だったオーストラリアやインド、カナダ、ニュージーランドなどの軍も占領軍に加わっている。なお、アメリカやイギリス以外の国が占領軍で大きな役割を果たすことはあまりなく、冷戦でアメリカと対立したソ連や戦後の国家の立て直しや復興で忙しかったフランス、国共内戦でそれどころではなかった中国などは、駐在武官を派遣するにとどまった。またそのことが、のちの冷戦で日本が西側諸国の一員となる要因の一つになったとされる。
GHQは民主化政策を進めると共に、国力を削ぎ、日本が二度と脅威となる存在にならないよう、「日本占領及び管理のための連合国最高司令官に対する降伏後における初期基本的指令」に沿って、大規模な国家改造を実施した。大日本帝国の国家体制（国体）を解体した上で、新たに連合国（特に、アメリカ合衆国）の庇護の下での国家体制（戦後体制）を確立するために、治安維持法の廃止や日本国憲法の制定を行った。また、内務省の廃止や財閥解体、農地改革など矢継ぎ早に民主化政策を実施した。並行して日本人の意識改革のため、言論が厳しく統制（プレスコードなど）されるとともに、教科書やラジオ（ラジオ放送『眞相はかうだ』等）などのメディアを通じ、情報誘導による民主化政策が実施された。江藤淳は、プレスコードを伴ったことを、GHQの政策を日本に戦犯者としての意識を植え付けるウォー・ギルト・インフォメーション・プログラムだと主張しているが、秦郁彦は「果たしてそんな大それたものか」「江藤の論調は必然的に反米思想に行きつく」と否定している。
1951年9月8日に調印されたサンフランシスコ講和条約（1952年4月28日発効）により、GHQは廃止され、戦後処理は終了した。
ソ連軍と米軍は日本領だった朝鮮半島を分割占領し、朝鮮人自身の手による朝鮮人民共和国の建国を認めず、解体を命じて弾圧を行った。1948年8月13日の大韓民国独立、同年9月9日の朝鮮民主主義人民共和国独立をもって朝鮮民族は南北に分かれて独立したが、南北分離独立を認めない勢力もあり、済州島四・三事件などの大規模な死者を伴う蜂起や騒乱が発生。朝鮮戦争が勃発して南北分断が確定した。

### 日本人の引き揚げと復員
連合国に降伏を予告した1945年8月14日当時、中国大陸や東南アジア、太平洋の島々など、当時日本が統治または支配していた「外地」には軍人・軍属・民間人を合わせ660万の日本人（当時の日本の総人口の約9%）が取り残されていた。日本政府は外地の邦人受け入れのために準備をしたが、船舶や食糧、衣料品などが不足し用意することが困難だったため、連合軍（特にアメリカ軍）の援助を受けて進められた。しかし不十分な食糧事情による病気や、日本の支配から脱した現地住民による報復、当事国の方針によって引き揚げが難航した地域も多く、中国東北部（旧満洲）では、やむを得ず幼児を中国人に託した親達も多かった（中国残留日本人）。ソ連の継承国であるロシア連邦のロシア国立軍事公文書館の資料によると、ソ連は満洲や樺太などから日本軍将兵や民間人約76万人をソ連各地に強制連行し、約2000ヶ所の収容所などで強制労働を課した（シベリア抑留）。
軍役者の復員業務と軍隊解体後の残務処理を所管させるため、1945年11月に陸軍省・海軍省を改組した第一復員省、第二復員省が設置された。民間人の引き揚げ業務については、厚生省が所管した。
政府は1945年9月28日にまず、舞鶴、横浜、浦賀、呉、仙崎、下関、門司、博多、佐世保、鹿児島を引き揚げ港として指定した。10月7日に朝鮮半島釜山からの引き揚げ第1船「雲仙丸」（陸軍の復員軍人）が舞鶴に入港したのをはじめに、その後は函館、名古屋、唐津、大竹、田辺などでも、引き揚げ者の受け入れが行われた。1946年からはNHKラジオで『尋ね人の時間』が放送された（1962年まで）
| 国籍                       | 軍人      | 民間人    |
| -------------------------- | --------- | --------- |
| 旧ソ連領（シベリアなど）   | 45万3787  | 1万9165   |
| 満洲                       | 4万1916   | 100万3609 |
| 北朝鮮（ソ連占領地）       | 2万5391   | 29万7194  |
| 韓国（アメリカ占領地）     | 18万1209  | 41万6110  |
| 琉球諸島（沖縄など）       | 5万7364   | 1万2052   |
| 本土近隣諸島（硫黄島など） | 6万7000   | 2382      |
| 中国（香港を含む）         | 106万9662 | 71万7009  |
| 台湾                       | 15万7388  | 32万2156  |
| フランス領インドシナ       | 2万8710   | 3593      |
| 東南アジア                 | 65万5330  | 5万6177   |
| オランダ領東インド         | 1万4129   | 1464      |
| オーストラリア             | 13万398   | 8445      |
| ニュージーランド           | 391       | 406       |
| 太平洋諸島                 | 10万3462  | 2万7506   |
| ハワイ諸島                 | 3349      | 310       |

### 戦争賠償と戦後補償

#### 戦勝国に対する賠償と戦後関係

##### 中華民国・中華人民共和国
日中戦争・太平洋戦争では中国大陸において中華民国軍と日本軍の間で激しい攻防戦が行われ、大量の犠牲者を出した。ただし日中間では認識の相違が存在している。
太平洋戦争が終わると、中華民国を率いていた蔣介石の中国国民党と、毛沢東率いる中国共産党の間で国共内戦が勃発した。1949年には中国共産党が勝利して中華人民共和国を中国大陸に樹立し、敗北した国民党は台湾に逃れた。1952年主権を回復した日本国政府は、中華民国を「中国を代表する政府」として承認し、直ちに賠償問題の討議を行ったが、中華民国は賠償を放棄した。その後、1972年に中華人民共和国の周恩来首相と日本国の田中角栄首相が会談し、日本は中華人民共和国を「中国を代表する政府」として承認し、中華民国と断交した。この会談において中華人民共和国側は中華民国と同様に賠償問題を全面的に棚上げし、日中共同声明によって賠償放棄が宣言された。日本国が1979年から中華人民共和国に対し行ってきたODA総額は、2005年までに3兆円を超え、近年まで年間1000億円の資金が中華人民共和国に援助されていた。

##### オランダ
オランダは、1942年の日本軍による東インド（蘭印）攻略によって、同地を長く植民地として支配し続けた蘭印軍66,219名（連合軍82,618名）が捕虜とされたほか、民間人9万人余が捕らえられ、彼らが東インド住民を懲罰するために設けた監獄に収容されるという屈辱を味わった。なおオランダ人兵士の一部は長崎の捕虜収容所に収容され、そこで被爆した。また、日本軍がオランダ人女性を強制連行して慰安婦にした白馬事件が起こった。
- 国家補償：元捕虜や民間人への見舞金の支払い・36億円/昭和31年（1956年・日蘭議定書）
- 個人補償：2億5500万円/平成13年（2001年・償い事業1）

終戦後オランダは、捕虜虐待などの真偽が不明瞭な容疑で、多くの日本軍人をBC級戦犯として処罰した（連合国中で最も多い226人の日本人を処刑）。戦後間もなくのオランダは、ドイツ軍の侵略によって社会が疲弊していた。さらにインドネシア独立戦争に敗北し最大の植民地だった東インドを失い、経済は打撃を受けた。このことから、インドネシア独立の要因を作った日本と、独立戦争の指導にあたった残留日本兵に対する評価も加わり、不信感が長らく残った。1971年に、昭和天皇が訪蘭した際には卵が投げつけられ、1986年にはベアトリクス女王の訪日計画がオランダ世論の反発を受けて中止された。その後、1991年に来日した女王は講和条約と日蘭議定書で賠償問題が法的には国家間において解決されているにもかかわらず、宮中晩餐会で「日本のオランダ人捕虜問題は、お国ではあまり知られていない歴史の一章です」と賠償を要求した。それに対して日本政府は、アジア女性基金により総額2億5500万円の医療福祉支援を個人に対して実施した。2007年にはオランダ下院で日本に対し元慰安婦への謝罪と補償を求める決議がなされた。2008年に訪日したマキシム・フェルハーヘン外相は「法的には解決済みだが被害者感情は強く、60年以上たった今も戦争の傷は生々しい。オランダ議会・政府は日本当局に追加的な意思表示を求める」と述べた。
なお、サンフランシスコ平和条約の締結時に、オランダの植民地であった東インドに対する日本の侵攻に対して「被害者」の立場をとり、賠償責任の枠を超えて日本に個人賠償を請求したオランダに対して、インドネシア政府は「インドネシアに対しての植民地支配には何の反省もしていない」と批判した。

#### 戦災国に対する補償と戦後関係
日本は1952年4月28日のサンフランシスコ平和条約により、日本は太平洋戦争に与えた被害について、日本経済が存立可能な範囲で国ごとに賠償をする責任を負った。この賠償（無償援助）は、各国の協力に基づく日本の復興なくしては実現しなかった。またこのことは同時に東南アジアへの経済進出への糸口となり、日本の成長を助長する転機となると共に植民地支配をした国の中で唯一、植民地化された国に対し謝罪の意を示すこととなり、結果的にアジア諸国とのその後の外交関係に寄与することになった。
サンフランシスコ平和条約14条に基づき、賠償を求める国が日本へ賠償希望の意思を示し、交渉後に長期分割で賠償金を支給したり、無償（日本製品の提供や、技術・労働力などの経済協力）支援を行ったりした。他にも貸付方式による有償援助もあった。

#### 補償を求めた国家と補償額
| 国                   | 条件 | 金額     | 年     |
| -------------------- | ---- | -------- | ------ |
| モンゴル人民共和国   | 無償 | 50億円   | 1972年 |
| 大韓民国             | 無償 | 1080億円 | 1965年 |
| フィリピン           | 賠償 | 1980億円 | 1956年 |
| ベトナム             | 賠償 | 140億円  | 1959年 |
| ラオス               | 無償 | 10億円   | 1959年 |
| タイ                 | 無償 | 96億円   | 1962年 |
| カンボジア           | 無償 | 15億円   | 1959年 |
| ビルマ（ミャンマー） | 賠償 | 720億円  | 1955年 |
| マレーシア           | 無償 | 29億円   | 1968年 |
| シンガポール         | 無償 | 29億円   | 1968年 |
| インドネシア         | 無償 | 803億円  | 1958年 |
| ミクロネシア         | 無償 | 18億円   | 1969年 |

### 領土返還と領土問題
戦後、沖縄、奄美群島、小笠原諸島、トカラ列島は日本本土から切り離されアメリカ統治下に置かれた。講和条約後、小笠原諸島は1968年に、沖縄が1972年にアメリカ施設下から日本に復帰した一方で、ソ連が占領した北方領土は、2021年現在でも、北方領土をソ連から事実上受け継ぎ支配しているロシア連邦と日本国で意見が食い違い、政治問題として棚上げされ、解決していない（北方領土問題）。

## 戦後の世界への影響
太平洋と欧州において繰り広げられた全世界規模の消耗戦は世界経済に大きな打撃を与えた。国際機構として国際連合が組織された。
- 日本は敗戦国であることに加え、飢饉も起こり、終戦直後は混乱を極めた[479]。戦後の日本は、徐々に経済と社会の復興を実現し、さらには高度経済成長を果たし、奇跡とも称された。しかし、太平洋戦争の評価については、日本国民の間でも定まっておらず、様々な論が並存している。
- 東南アジアにおいては大戦による欧州諸国・日本の国力低下や、太平洋戦争による経験を通じ独立運動が高まり、終戦直後より各地で独立戦争が勃発。米ソ冷戦の舞台となったこともあり大航海時代以来の欧州による植民地支配（帝国主義）が崩壊する転機となった（一方でソ連型共産主義やアメリカ型資本主義が浸透している）。
  - ベトナムでは多くの日本軍将兵が現地に残留してインドシナ戦争に参加、クァンガイ陸軍士官学校などの教官やベトミン軍将兵としてフランス軍やベトナム国と戦いベトナムの共産化に貢献した。一方でベトナム国やフランス軍に参加した将兵も存在し戦没者は靖国神社に祭られている。
  - インドネシアではオランダ軍を放逐した日本は、オランダの圧政下で独立運動を行っていた住民に1945年9月の独立を約束していた。しかし1945年8月14日にポツダム宣言の調印が各国に予告されると8月17日にスカルノは独立を宣言。オランダ軍はこれを認めずインドネシア独立戦争が勃発、オランダ軍は軍事的には優勢を保ったものの国際社会の圧力に屈し、オランダ領東インドは1949年にインドネシアとして独立した。独立戦争に残留日本兵もインドネシア軍将兵としてオランダ軍やイギリス軍と戦い、戦没した日本兵はカリバタ英雄墓地に祭られている。その後残留した日本人は日本とインドネシアとの架け橋となった[478]。
- 台湾では、空襲はあったものの地上戦がなかったため、他地域に比べ引き揚げが基隆港より比較的平和に行われた。が、その後、当初日本統治に代わって歓迎された、国共内戦に敗れた蔣介石国民党政府により、二・二八事件から始まる戒厳令が敷かれることにより、統制の時期を迎えることになる。
- 朝鮮半島においては、日本の敗戦に伴い在留日本人の釜山港からの引き揚げが始まる。アメリカの後ろ盾を受けた李承晩がアメリカ占領地域で大韓民国（韓国）の成立を宣言すると、ソ連から戻った金日成はソ連占領地域で朝鮮民主主義人民共和国（北朝鮮）の成立を宣言し、やがて北朝鮮軍の韓国への侵攻を発端とする朝鮮戦争が1950年より3年にわたって行われ、南北朝鮮の分裂は長期化することとなる。
- 中国では日本軍将兵が国共内戦に加わるなどして、中華民国政府（白団）や中国共産党軍（東北民主連軍航空学校）の近代化に貢献した。
- インドにおいては特にインパール作戦からなる日英の戦いはインドに独立の可能性を与え、1947年、ガンディーにより独立を果たす。なお東京裁判においてインド出身のパール判事は司法の基本原則である法の不遡及などの擁護のために日本の無罪を主張したが、一方で日本軍による南京虐殺を非難している。
- アメリカにおいては、日本に勝利した後に軍需産業の活発化が始まり、そのまま国共内戦の激化、冷戦による朝鮮、ベトナムでの赤化の抑えと超大国へと変貌していく。
- かつて宗主国だった西欧諸国においては、日本の降伏後に再びアジアの植民支配を続けようとしたものの、かつてない現地住民の猛烈な抗議・独立運動に遭い、アジアの植民地をことごとく失う（アジア諸国の独立）結果となった。そのため欧米の歴史認識でも、第二次世界大戦を境に脱植民地化の動きが加速した[480]との総括がなされている。ただし、日本人の一部が中国の植民地と扱う、中華人民共和国統治下のチベット、新疆ウイグル自治区は、中国が日本との主要交戦国だったにも関わらず、現在に至っても独立はしていない。

## 戦争の評価

### 日本における評価
太平洋戦争の原因と評価については様々な見解と評価がある。
1. 欧米の帝国主義者と同じくアジア征服を企んだとする見方。
2. ABCD包囲網やハル・ノートなどによって日本が追いつめられた結果の自衛戦争であったという見方。
3. 自衛戦争と侵略戦争の両面を持つとする見方。
4. 存在意義を必要とした陸海軍の暴走という見方。
5. ナチス・ドイツの攻勢で空白地帯となった欧米の植民地を狙ったとする見方。
6. 米国は日本に石油・物資を販売しながら、中華民国にも強力な援助を継続しており、日中共に米国と対立して戦争を継続するのは最初から困難であった。米国は日中に対して決定的な影響力を開戦前から持っていたため、太平洋戦争は米国が日本・中国双方を弱体化させる策であったとの見方。
7. ルーズベルト米国大統領による策略（陰謀）とする見方[481]。
8. 自衛戦争と解放戦争の両方を持つとする見方。
9. 解放戦争と自衛戦争と侵略戦争という三つの面を持つとする見方。
10. 世界における白人の優越を保とうとした欧米諸国の陰謀だという見方。

日本陸海軍の戦闘の反省としては、シーレーン確保、補給、護衛という観念が不足、複雑な階級分け、指揮制度の見直しが不十分だったという見方もある。

#### 継戦能力の喪失
島国であり、石油や鉄鉱石、ボーキサイトといった重要資源のほぼ全てを輸入に依存していた日本にとって、海上交通路（シーレーン）の維持は戦争遂行の生命線であった。しかし、日本海軍は伝統的にアメリカ海軍との艦隊決戦を重視する「大艦巨砲主義」を戦略の中核に据えており、海上護衛を第二義的な任務と見なす傾向が強かった。そのため、開戦当初から護衛戦力は著しく不足しており、その多くは旧式の駆逐艦や、民間漁船を改造しただけの特設艦艇に頼らざるを得ない状況であった。
これに対し、アメリカ海軍は潜水艦と航空機による通商破壊作戦を大規模に展開した。特に、ガトー級潜水艦やバラオ級潜水艦に代表される米潜水艦は、日本の商船団に壊滅的な打撃を与えた。日本の対潜水艦戦術や装備（水中聴音機、探信儀など）は旧式で、米潜水艦の高性能なレーダーや魚雷の前には有効な対抗策を講じることが困難だった。1943年後半になると、米潜水艦の攻撃により船舶の喪失は急増し、日本の継戦能力に深刻な影響を及ぼし始める。
戦局の悪化に伴い、日本は1943年11月に海上護衛総司令部を設立し、船団輸送の強化や海防艦、戦時標準船の量産に乗り出したが、いずれも後手に回った対策であった。特に、1944年後半にフィリピンを失陥し、南方からの石油輸送ルートが遮断されると、日本の状況は決定的となった。さらに1945年3月からは、B-29による日本近海への大規模な機雷投下作戦（飢餓作戦）が開始され、関門海峡や主要港湾が封鎖されたことで、国内の海上交通までもが麻痺状態に陥った。
この結果、開戦時に約609万総トンあった日本の商船保有量は、終戦時には約183万総トンにまで激減した。石油の備蓄は枯渇し、航空機や艦船を動かす燃料が尽きただけでなく、鉄鉱石やボーキサイトの輸入途絶は航空機や兵器の生産を不可能にした。食糧輸入も困難となり、国民生活も破綻に瀕した。原子爆弾投下やソ連対日参戦が日本の降伏の直接的なきっかけとなったことは事実であるが、その背景には海上交通の崩壊による国家としての継戦能力の完全な喪失があった。

### 欧米における評価
欧米においても、この戦争については様々な見解が存在する。著名なSF作家であり歴史研究家でもあったH・G・ウェルズは、日本は帝国主義の伝統をもち、中国への最も主要な侵略国としている。そして、アジアにおける反ヨーロッパ思想の中心として日本を位置づけ、ナチスの陰謀よりも深刻で明白、かつ遠大と論じた。歴史家アーノルド・J・トインビーは、太平洋問題調査会で来日した際の公開講演において、日本がカルタゴの運命の轍を踏まないようにと説いた。戦後は、アジアとアフリカを支配してきた西洋人が過去200年の間信じられてきたような不敗の神ではないことを西洋人以外の人種に明らかにしたと述べた。そして、日清戦争から太平洋戦争までの日本は軍国主義と国家主義を主軸にしていたと指摘し、日本国憲法第9条を歴史的課題に対する英断として評価した。歴史家クリストファー・ソーンは、日本はナチス・ドイツとファシスト・イタリアの侵略に加担する一方で、アジアにおけるヨーロッパ植民地の終焉を早める契機にもなったとしている。
日本への原子爆弾投下の正当性の問題については、ジョン・ロールズをはじめ、その正当性が議論されている。正当性が問われる理由の根拠として、原爆を使わずとも都市への焼夷弾爆撃と機雷による海上封鎖で日本の継戦能力が既に奪われていたこと、使うとしても人口希薄地帯に投下して威力を理解させ降伏を迫れば日本は受け入れる以外の選択はほとんどなかった可能性が高いこと、が挙げられる。

### アジアにおける評価
東南アジア
太平洋戦争において西欧諸国の植民地統治より大日本帝国に占領されたマレーシア、インドネシア、ビルマ（ミャンマー）や、末期まで日本の同盟国となっていたタイ王国などの東南アジアの歴史学者の一部は、太平洋戦争とアジア各地の独立戦争を一連の流れとして考えており、英仏などの戦勝国が日本の戦争責任を追及することについて「西欧によるアジア植民地の歴史を歪曲することだ」と断じている。
当時の東南アジアにおいてタイ王国以外の全ての東南アジア地域は西側ヨーロッパやアメリカの植民地もしくは隷属地であったため（ただしフィリピンは太平洋戦争以前にアメリカとの独立が約束されていた）太平洋戦争を人種間戦争とみる歴史観も存在した。
(1) 太平洋戦争がこれらの地域の植民地支配からの解放に寄与したとして肯定的に評価しているケース、(2) 教育や政府機関、軍事力を整えたことを肯定しているケース、(3) 戦後、再びアジアを植民地化しようと再上陸してきたヨーロッパ宗主国（英仏蘭）に対して、旧日本軍の残党と共に戦ったことを好意的に評価しているケース、(4) 日本軍の後盾で政権についた政治家（例：ベトナムのバオ・ダイ）の都合で親日的姿勢をとったケースなど肯定派の歴史観は様々である。
一方でベトナム建国の父ホー・チ・ミンがベトナム独立宣言で述べたように日本の統治を欧米列強と同じ「植民地主義」と解釈する見方もあり（フランス領インドシナは枢軸国に友好的なヴィシー・フランスの海外領土であり、日本はフランス政府の植民地政庁を温存した）、実際に日本軍占領地帯には現地住民からなる多くの抗日ゲリラが存在した。またインドネシア、フィリピンなど日本軍の過酷な占領統治で多くの被害を出した国は戦後、日本に賠償を請求している。
否定派の主な歴史観は(1)太平洋戦争が日本による資源収奪戦争だと規定し否定的に評価するケース、(2)日本は枢軸派の植民地（フランス領インドシナ）では白人支配体制を温存したため人種間戦争ではないと評価するケース、(3)日本軍の占領統治の過程で発生した強制労働や大量餓死を非難するケース、(4)大戦中に抗日ゲリラであった政治家が独立を主導したケースなどが挙げられる
ベトナム
1941年のフランス領インドシナ進駐のさい日本軍はアジア解放の大義面分とは矛盾するフランスの植民地統治機構を温存する方針を決定し、インドシナは1945年まで日仏の二重支配を受けた。日仏の過酷な支配と搾取によりベトナムでは餓死者200万人とも推計される1945年ベトナム飢饉が発生した。前述のように、ホー・チ・ミンはベトナム独立宣言において日本軍の植民地支配を厳しく非難している。
原文
Mùa thu năm 1940, phát xít Nhật đến xâm lăng Đông Dương để mở thêm căn cứ đánh Đồng Minh, thì bọn thực dân Pháp quỳ gối đầu hàng, mở cửa nước ta rước Nhật. Từ đó dân ta chịu hai tầng xiềng xích: Pháp và Nhật. Từ đó dân ta càng cực khổ, nghèo nàn. Kết quả là cuối năm ngoái sang đầu năm nay, từ Quảng Trị đến Bắc kỳ, hơn hai triệu đồng bào ta bị chết đói.
…Sự thật là từ mùa thu năm 1940, nước ta đã thành thuộc địa của Nhật, chứ không phải thuộc địa của Pháp nữa. Khi Nhật hàng Đồng minh thì nhân dân cả nước ta đã nổi dậy giành chính quyền, lập nên nước Việt Nam Dân chủ Cộng hòa.
日本語訳
1940年の秋に、ファシスト日本（日本のファシズム）が連合国との戦いにおいて新しい基地を確立する為にインドシナ半島の領域を荒らした時、フランスの帝国主義者は彼らに膝を曲げてひざまずいて、我々の国を彼らに手渡した。このように、その日付から、我々の身内は、フランス人と日本人の二重の軛に服従した。彼らの苦しみと惨めさは増加した。結果は、昨年の終わりから今年の初めまで、クアンチ省からベトナム北部に至るまで、我々の仲間の市民のうちの200万人が飢餓で死んだ。（中略）1940年の秋から、我々の国は実際にフランスの植民地であるのをやめて、日本の所有になった。日本人が連合国に降伏したあと、我々の全部の仲間は我々の国家主権を回復して、ベトナム民主共和国を起こす為に蜂起した。
真実は、我々はフランスからではなく、日本から我々の独立をもぎ取った。
インドネシア
インドネシアでは太平洋戦争終戦後、すぐにオランダとの独立戦争（インドネシア独立戦争）となったが、独立には残留日本兵も関与したこともあり、日本軍の一部兵士は独立の英雄として讃えられた。他方、日本軍による強制労働により、多くのインドネシアの若者が犠牲になった。戦後の賠償交渉では、インドネシア政府は労務者の総動員数を400万人と主張している。
ビルマ
三十人の志士のメンバーの一人であったバー・モウは日本の大東亜戦争とそれに伴った欧米諸国による植民地主義からのアジア解放を日本軍による収奪などの批判を加えながらも、概ね高く評価している。

原文
…so much of what they did during the war in Southeast Asia, whether it was right or wrong, always appeared to be wrong to the people there.…
The case of Japan is indeed tragic. Looking at it historically, no nation has done so much to liberate Asia from white domination, yet no nation has been so misunderstood by the very peoples whom it has helped either to liberate or to set an example to in many things.Japan was betrayed by her militarists and their racial fantasies.Had her Asian instincts been true, had she only been faithful to the concept of Asia for the Asians that she herself had proclaimed at the beginning of the war, Japan's fate. would have been very different.No military defeat could then have robbed her of the trust and gratitude of half of Asia or even more, and that would have mattered a great deal in finding for her a new, great, and abiding place in a postwar world in which Asia was coming into her own.
日本語訳
日本人は、日本軍が戦争中東南アジアで行った数々の行為が良いことだったかのか悪いことだったのかを問われるといつも日本軍は悪いことを行ったと答えているように私は思ってしまう。（中略）日本については本当に悲惨的だ。歴史的に見るならば、日本ほどアジアを白人支配から離脱させることに貢献した国はない。しかしまたその解放を助けたり、あるいは多くの事柄に対して範を示してやったりした諸国民そのものから、日本ほど誤解を受けている国はない。もし日本が武断的独断と自惚れを退け、開戦当時の初一念を忘れず、大東亜宣言の精神を一貫し、商機関や鈴木大佐らの解放の真心が軍人の間にもっと広がっていたら、いかなる軍事的敗北も、アジアの半分、否、過半数の人々からの信頼と感謝とを日本から奪い去ることはできなかったであろう。日本のために惜しむのである。
名桜大学教授 (ビルマ史専攻)のドナルド・M・シーキンズ (DONALD M. SEEKINS)　は、ビルマ人が現在に至るまで自国の民族対立史と隣国の政治的工作に囚われ続けているが故、"日本はビルマを白人支配から解放したのか"という論理は不適切であり、真の解放は未だ成し遂げられていないと主張している。以下原文を参考。

Against this background, the question – did the Japanese liberate Burma from colonial rule? – becomes irrelevant, since Burma remains hostage to its own history of ethnic confrontation and the manipulations of its neighbours. True national liberation, internal liberation, has not been achieved.

マレーシア
多民族国家マレーシアでは、太平洋戦争についての見解は多様である。否定的評価としては、1988年版の歴史教科書の「日本は、マレー人の解放獲得への期待を裏切った。日本人はマラヤを、まるで自分たちの植民地であるかのように支配した。今度は彼らがイギリス人の座を奪ったのだ。日本人の支配はイギリスよりずっとひどかった」というものがあり、日本軍による食糧の独占や経済政策の失敗によるインフレーションの悪影響についても記述されている。日本軍統治時代のマレー人死亡率は英国統治時代の約二倍に達し、英軍がマレーを再占領した時には児童の35％が貧血で、30％がビタミン欠乏症であった。
肯定的評価としては、日本による統治が、英仏蘭などヨーロッパ諸国によるアジア植民地支配を駆逐し、アジア人自身を覚醒させたとして評価するものがある。特にマレー人の間では、イギリスによる長い植民地統治による愚民化政策と西洋文明の浸透（文化侵略）などによって、独自のアイデンティティーを喪失したという論調が強いとされる。戦争当時、マレー人は英国人と比べて極めて低い権利しか与えられず、いわゆる奴隷であった。当時のマレー系住民は自らを支配する存在である「白人」が無敵で、絶対的な存在だと信じていた。しかし、英国東洋艦隊が同じ東洋人である日本人によって撃滅されたことや、イギリス帝国絶対不敗神話の象徴だったシンガポールが陥落したこと、イギリス軍が焦土作戦のため、徹底的に破壊した発電所や工場などの都市設備を日本人がいとも簡単に短期間のうちに復旧させてみせたことなどを目の当たりにし、大きな衝撃を受けた。この出来事は長い間、支配に甘んじてきたマレー系住民の意識を変える転機となり、独立心を芽生えさせた。ただし、戦後の西側ヨーロッパからのアジア独立運動においては白人国家であるソ連の支援が強い影響を与えていた。またアジアに植民地を持っていた西側ヨーロッパは欧州本国での大戦により戦後、米ソの台頭に対して既に主導権は失っていた。
このほか、植民地統治の過程で流入した華僑や印僑などの異民族との抗争を経験をしたことから、ヨーロッパ各国が行った行為に対する批判が強く、ヨーロッパ（特に英仏蘭）のメディアが日本軍による戦争を批判することに対しては、ヨーロッパ各国が行った植民地支配の歴史を歪曲しようとしているとして批判的な立場をとっている。チャンドラ・ムザファーは「欧州は、日本とアジアを分断するために、日本批判を繰り返しているのではないか」と発言したり、マハティール・ビン・モハマド首相は「もしも過去のことを問題にするなら、マレーシアはイギリスやオランダやポルトガルと話をすることが出来ない。…我々は彼らと戦争をしたことがあるからだ。もちろん、そういう出来事が過去にあったことを忘れたわけではないが、今は現在に基づいて関係を築いていくべきだ。マレーシアは、日本に謝罪を求めたりはしない。謝罪するよりも、もっと社会と市場を開放してもらいたいのだ。」と発言しており、ほかルックイースト政策などでも窺える。
他方、大戦中は、民族系統に問わず日本軍に協力した者や抗日活動に身を投じた者もおり、このうち抗日運動に身を投じたのは華人系の住民が圧倒的に多く、これは日中戦争が影響している。マラヤの華僑は故国のため、国民党政府軍に物心両面の援助を惜しまなかった。中国大陸に渡り抗日軍に身を投じたり、中国国民党組織に向けて情報提供したりする者、抗日救国運動に力を注ぐ人々もいた。華人系マレー人のオン・カティン住宅・地方自治相は、小泉純一郎首相が2001年8月13日に靖国神社に参拝した時、「私は、この歴史教科書と首相の靖国神社参拝への抗議の意思を表明する先頭に立ちたい」「侵略戦争を正しい戦争と教えることは、次の世代を誤って導くことになる」と述べている。
台湾（中華民国）
当時は日本統治下であった台湾島では戦時中、アメリカ軍やイギリス軍による空襲や機銃掃射などはあったが、地上戦は行われなかった。また、台湾自体が兵站基地であったため、食糧など物資の欠乏もそれほど深刻ではなかった。また戦後の国共内戦で敗北し、台湾に移ってきた中国国民党の強権統治に対する批判により、相対的に日本の統治政策を評価する人もいる。
戦時には台湾でも徴兵制や志願兵制度などによる動員が行われ、多くの台湾人が戦地へと赴いた。これについての評価も分かれている。当時は日本国民であったのだから当然のことではあるが、不当な強制連行であったと批判する人もいる。「当時は日本国民であったのに靖国神社に死後祀られないのは差別である」と批判をする人もいれば、その反対に「靖国神社への合祀は宗教的人格権の侵害である」として日本政府を提訴している人もいる。また、戦後、軍人恩給の支給などについて日本人の軍人軍属と（講和条約により日本政府が台湾の統治権を放棄したことで別国家の扱いになったため）区別して取り扱いがなされたことに対する批判もある。現在台湾では、太平洋戦争やその前段階の日本統治時代についてどう評価するかについては政治的な論点の一つとなっている。
中華人民共和国
中華人民共和国（1949年以後の中国共産党政権）は当時存在していなかった国家であるものの、国共内戦の結果中国大陸の統治を中華民国から引き継いだこともあり、官民ともに日本の責任を厳しく問う意見が強い。日本軍による占領政策への否定的評価としては、徴用に伴う虐待や徴発・軍票体制による旧経済の混乱、農産品市場の脆弱さに伴う飢餓の発生などが論点として挙げられる。また「満洲帝国は日本の傀儡国家であった」として、官民ともにこれを批判するものがほとんどである。
朝鮮半島
当時日本の統治下にあった朝鮮半島（その後韓国、北朝鮮として独立）では、官民ともに日本の責任を厳しく問う意見が強い。戦時には朝鮮半島でも徴兵制や志願兵制度などによる動員が行われ、日本や台湾の日本人同様に多くの朝鮮人が戦地へと赴いた。日本による戦時政策への否定的評価としては、戦前から続いた日本化教育の実施や、徴用や徴発による経済の混乱などが論点として挙げられる。
肯定的な評価としては、戦前から続いていた日本軍における教育や訓練が、有能で才能ある現地人の発掘に繋がり独立後の軍民の中核を担う人材となっていったこと、また戦前から行われていたインフラストラクチャーや教育の充実などが挙げられる。

## 慰霊施設
- 靖国神社
- 千鳥ケ淵戦没者墓苑
- 太平洋戦全国戦災都市空爆死没者慰霊塔
- 原爆死没者慰霊碑
- 東京都慰霊堂
- 日本人墓地（海外）